# ラグナロクオンライン
『ラグナロクオンライン』（Ragnarok Online、略称：RO）は、韓国の漫画『ラグナロク』（作:이명진（イ・ミョンジン、李命進））の世界観を元に、韓国のゲーム会社グラビティによって製作されたオンラインゲームである。種別としては多人数同時参加型オンラインRPG（MMORPG）に分類される。公式イラストの多くは雄一郎が担当。壁紙、4コマ漫画なども手がけている。

## 概要
ゲーム画面では、3Dのフィールドに2D（ドット絵）のキャラクターを動かす。ドット絵のプレイヤーキャラクターやモンスター、カードなどは女性や低年齢層にも人気が高い。インターネット上には、同作品のキャラクターを題材にしたイラストサイトや同人誌などが多数あり、ガンホーも多数のイラストレーターを起用してアンソロジーコミックなどを発売している。3Dのフィールドやオブジェクトと2Dのドット絵キャラの組み合わせは、グラビティ社がラグナロクオンライン開発前に制作したアークトゥルスでも使われており、テクスチャの一部はそのまま流用されている。
BGMは韓国の音楽家集団SoundTeMPが制作した。また、これをアレンジした曲を公開しているウェブサイトも多数存在する。クライアント内の音楽データは、MP3形式で収録されている。α版テスト時には44kHz/160kbpsだったが、β版テスト以降は22kHz/80kbps程度の品質で収録されている。
韓国以外では、台湾・香港、日本など東アジアから始まり、中国、ヨーロッパ、インド、ブラジルなど世界中で運営されている（詳細はサービス提供国の節を参照）。国際 (iRO) やヨーロッパ (euRO) などへは日本からも参加可能。
地域ごとに運営会社は異なり、日本ではガンホー・オンライン・エンターテイメント株式会社が2002年12月1日より正式な商用サービスを行っている。海外では、iROのようにグラビティ社直営の地域もある。

## 舞台設定
本作は原作漫画『ラグナロク』から約800年前の世界が舞台となっている。原作とはっきりとした地続きの作品だが、不一致な部分がところどころ存在している（一例として、光の神バルドルの母は原作では「ティアメット」だが、ゲームでは「フリッグ」であるなど）。しかし2013年11月12日のアップデート「英雄の痕跡」から「未来」という設定に置き換わった。「英雄の痕跡シリーズ」は原作の展開を基にしたクエストも実装されており、主人公は「過去の時間」としてそれらに参加することが可能となっている。現在の設定ではゲームの年代がA.W.1000年、原作の年代がA.W.800年前後であり、原作から約100〜300年後という設定に変わっている。
舞台となるミッドガルド大陸には3つの大国が存在する。プロンテラを首都とする魔法王国ルーンミッドガッツ王国、ジュノーを首都とする先進国家シュバルツバルド共和国、ラヘルを首都とする宗教国家アルナベルツ教国が共存している。
プレイヤーが最初に降り立つ国はルーンミッドガッツ王国であり、「剣と魔法のファンタジー」といった世界だが、別の国では科学技術が発達しており、蒸気機関や飛行船などが行き交い、銃が登場する国もある。原作が北欧神話をベースにしているため、北欧神話の用語やアイテム、NPCが多数登場する。ただし、飽くまで名前を借りているに過ぎず、由来とはあまり繋がりがない設定でもある。なお、飛行船やガーディアンといった機械にはルーン機関というものが組み込まれている。これは一般には秘匿されており、プレイヤーも特定のクエストを行うまで知ることはない。
当初は「人とモンスターが争う世界」「世界各地で起こった異変の調査」がコンセプトであったが、後に大きく変更され、「人間の醜さ」と「困難に立ち向かう強さ」や「人とモンスターが手を取り合う」などが多く描写されるようになった。
ストーリーを追ううちに各国家間の確執、野望が次第に明らかになっていく。プレイヤーは、この狂乱に巻き込まれた人物たちと対話し、解決を図るのが主となる。

### ストーリー
過去に、人間族、神族、魔族による長きに渡る戦争があった。3つの種族はその消耗を避けるため休戦に入り、それから1,000年の年月が経った。
時はA.W.1003年神々の父オーディンを主神と崇拝、信仰するルーンミッドガッツ王国。かつて最盛を誇った古代文明の地に立てられた近代国家、シュバルツバルド共和国。オーディンの娘フレイアを主神と称え、崇拝するアルナベルツ教国。
人間たちが持つ善と悪。利権のために互いに傷つけ合い、争う人間たち。復興により人間は過去の記憶を忘れ、文明を発達させ己の欲望を満たすようになっていった。その一方で各地で起こる天災、動植物のモンスター化、そして魔族の出現。ルーンミッドガッツ王国の国王トリスタン三世のお触れにより、冒険者は平和を支えているとされる「ユミルの欠片」を探すために旅立っていった（当初は単に異変調査のため冒険者を募ったという設定だった）。
一方で魔族と神々は、静かにミッドガルドの世界を見守っていた。
ルーンミッドガッツ王国編
大陸最大の規模を誇る平穏な王国が舞台となる。プレイヤーはモンスターの異常発生や自然災害など各地に起こった異変の調査のためここから物語を始め、各々の道を歩き出す。ユミルの心臓の欠片があると言われる大樹を調査するため、首都プロンテラより南西にある密林を目指す。そこにあったのは原住民の村であった。奥地へと足を踏み入れ、大樹の先は異界へと繋がっていることが分かった。死者の国と呼ばれるニブルヘイムへと入国したプレイヤーは、ミッドガルドとは別の世界の存在を身をもって知る。
その後、王国の歴史を研究する歴史学者たちと出会ったことで、ゲオルグ・トリスタン1世の代から続く忌まわしい呪いを知る。トリスタン直系の第1王子はヨルムンガンドにかけられた呪いによってやがて死んでしまうのだった。それを打破すべく大聖堂の協力の下、一人のプリーストによる儀式が行われたが失敗。今の王子たちは全員が死んでしまうという事態が起きてしまった。そのプリーストは地位を剥奪され、プロンテラから追放という処分を受けてしまうが、彼女は儀式に不審な点を見出していた。事情を知った主人公は調査を進めるうちに、王子たちの死は呪いではなく「毒」による暗殺であったことが判明。何者かが儀式を利用して王子たちを殺害した。
シュバルツバルド共和国編
機械と科学の先進国家。その共和国を裏から支配する巨大企業レッケンベル。ユミルの心臓を捜し続け、それを手に入れるためにはいかなる非道も辞さない。企業と係わり合いを持ち、逃げ続ける男性シドクスと出会った主人公は共和国に裏に潜む巨悪の一端を知ることになる。企業に立ち向かうべく共和国大統領カール・テオドール・ワイエルストラウスは、カプラサービスの協力の下、「秘密の羽」を組織。共和国に真の自由を取り戻すため、レッケンベルの不正を暴こうと奔走する。だが、思わぬ裏切りにより秘密の羽は瓦解。大統領の敗北が決まった。
それを覆すべく、プレイヤーはかつてレッケンベルの研究員として働いていた老人ヘリコと出会う。殺人、密輸、誘拐、人体実験と非道を振るうレッケンベルを嘆いたヘリコは、プレイヤーに協力を申し出た。
ヘリコの助力を受け、レッケンベル地下研究所レゲンシュルムに保管してあった研究データを奪取。人体実験の果てに作られた原子変換機器を破壊し、非道な研究を続けていた機関であるレゲンシュルムは活動停止となった。
そしてカール大統領の下へ不正の証拠である研究データを渡し、レッケンベルとの対決は一応の決着を迎えた（ただしレッケンベルにも何も知らない善良な市民もいる。そのためか企業自体は残っている）。
一方、共和国の北東の地域ノーグハルトにて巨大な建造物が発見された。それはタナトスタワーと名づけられ、レッケンベルの手により探索が行われるも、天使に酷似したモンスターが出現。並の人間では到底歯が立たず、レッケンベルに取り込まれた有限会社ジョンダイベントは、冒険者を傭兵として集わせ再び内部の探索を試みる。内部に仕掛けられた装置の封印を解くたびに、塔の正体が明らかになっていった。
それは、異世界へと通じるゲートであった。タナトスタワーという巨大なゲートを用いて、数百年前に魔剣士タナトスと魔王モロク、そして謎の女性がこの世界へと渡ってきたことが明かされる。同時に、最上階に魔剣士の怨念と憎悪を凝縮した存在がいることも。
アルナベルツ教国編
セスルムニル大神殿の機能が停止。閉ざされた神殿を調べるうちに、プレイヤーは聖域の存在を知る。大神官ジェドは近づいてはいけないと注意をしたが、好奇心は抑えられるわけがなく足を踏み入れてしまった。中には、いくつもののユミルの心臓の欠片に酷似した物が収められていた。それはレッケンベルと手を組んだ穏健派が建造した偽物。過去、女神フレイヤから神託を受けたフレイヤ信徒は、その言い伝え通りにユミルの心臓の欠片を求めていた。しかし、世界中に散ってしまった欠片を探すには、多大な労力を必要とする。大神殿の穏健派は、自らの手で欠片に代わるものを作り上げようとしていた。
しかし、ビルド大神官率いる急進派はそうはいかなかった。ルーンミッドガッツ王国にあるユミルの心臓の欠片を奪うべく、戦争の準備をしていた。トール火山に軍事基地を秘密裏に建造し、火山に近づく者たちを監禁、殺害していた。更には下部組織「ダンデリオン」をスパイとしてルーンミッドガッツに派遣し、悪事を企てていた。3人の王子たちもまや急進派の手にかかり、それによって死んでしまった。プレイヤーは戦争を回避するべく、大神官であるジェドと協力し、トール火山は間もなく噴火するという偽りのデータを捏造。基地は現状維持が不可となり、撤退が決定された。
ルーンミッドガッツ王国の国王トリスタン三世が行方不明となった。探索を進めるうちに、彼はアルナベルツに捕らわれ、孤島に幽閉されていたことを知る。しかし、プレイヤーが孤島に立ち入った時、既にそこは悪鬼と死霊の跋扈する魔境と化していた。大神官ヒバム（もしくは彼の臣下）の歪んだ好奇心によって悪魔召喚の儀式が行われ、異界よりヴェルゼブブが呼びだされた。孤島の人間たちを虐殺し、トリスタン三世もその犠牲となり、死して生きるゾンビとなってしまっていた。プレイヤーは王の末路を報告。最高指導者を失った王国は、新たな指導者を選定することとなった。
その後、大神官であるジェドとニルエンを和解させた。そして、大神官ビルド率いる非道な急進派を潰すため、アルナベルツの最高権力者である教皇へ掛け合う。しかし彼女の周囲には常にビルド大神官の監視があった。そこでプレイヤーは密かに架け橋となり、ジェドとニルエンの仲を取り持ち、ニルエンの協力によって教皇と接触。やがてビルド含む大神官の大半が、その権力のほとんどを失った。
魔王モロク復活編
アルナベルツ急進派の下部組織ダンデリオン。その一員であるレイヤン・ムーアは魔王モロクの思念と共鳴したことにより魔王の復活を企てていた。主人公とアサシンギルドの活躍によって復活の儀式は阻止されたが、そのため魔王を封じる結界にわずかな綻びが生じてしまう。この隙を魔王が見逃すはずがなく力の全てを使って結界を破壊。数百年間封印されていた最凶の存在がついに現世に降臨してしまった。魔王モロクは現身と呼ばれる分身を無数に生み出し、人間たちの虐殺を開始。砂漠都市とその周辺地域を破壊した。
人間をはるかに凌駕する魔王とその分身に蹂躙され、ミッドガルドはかつてない危機に見舞われた。世界を旅し真実を見てきた冒険者達は、今こそこのミッドガルドを守れるのか試される。
世界各地から集まった冒険者たち、そして連合軍コンチネンタルガードの活躍によりモロクは撤退。魔王が逃げたと思われる先には「次元の狭間」が形成されており、「時空の裂け目」と呼ばれる不思議な亀裂が空間に生じていた。
異世界アッシュ・バキューム編
魔王モロクがコンチネンタルガード団との死闘により、次元の狭間に時空の裂け目を生み出し、その先へと逃亡。後を追ってみれば、時空の裂け目の向こうには見知らぬ世界が広がっていた。
表向きは友好であるルーンミッドガッツとシュバルツバルト。そしていがみ合っているアルナベルツとルーンミッドガッツ。異世界の秘密を暴き、国家の糧とするため今こそ、この三国は手を取り、しかし互いに出し抜き会おうと協力することとなった。異世界アッシュ・バキューム（正式名称はヨトゥンヘイム）を探索することにより、ミッドガルドとの意外な関係が見えてくることとなる。
さらに異世界において現地種族との親交を深めるうち、冒険者はサファ族から首都エルディカスティスへ、ラフィネ族からは補給基地ビフロストへの招待をそれぞれ受けることになる。
「決戦」
主人公が架け橋となったことでラフィネ族、サファ族と手を結んだ連合軍。そんな中、モロクは「魔王」から「魔神」へと至るため転生の地「フレイムヴァレー」を形成。儀式の場として「魔神殿」を生み出した。凶報を聞いた連合軍は二種族の協力の下、モロクとの最終決戦に挑む。ルーンミッドガッツとアッシュ・バキューム、それだけではなく世界全ての命運を賭けた最後の戦いが行われようとしていた。モロクの現身たちが主人公の前に立ち塞がるが、これを撃破。イグラシルの守護者ニーズヘッグとギロチンクロスのロキと協力し、ついにモロクを追い詰める。闘いの最中、モロクは『絶望の神』へと変貌。主人公に最後の戦いを挑んでくる。しかし、モロクが心から求めていたのは自分を受け入れてくれる居場所、そして人という存在そのものだった。『神』に至ったモロクでも『人』である主人公には及ばず、肉体を滅ぼされ消え去った。こうして世界は救われ、主人公は「英雄」と称えられた。

### 種族
人間
ミッドガルド大陸に幅広く住む種族。類稀なる素質を持つものから、平々凡々としたものまで様々登場する。ラグナロクオンラインの物語は、主に彼らの善悪が絡んでくることとなる。
ドラム族
猫のような姿の獣人。マラン島の猫達と同様に次元を超えてやってきた異世界の存在。こちらの世界ではパースタ大陸に定住しており、人間族がパースタ大陸を発見した事をきっかけに交流が始まった。人間族に対しては友好的だが、バジルリスクと呼ばれるトカゲ人間とは対立関係にある。
ヒトの半分程度の背丈ながら圧倒的な戦闘能力を誇っている。ドラム族は総じて大地や海の力を借りる能力を持ち、動植物の魂を武器として相手にぶつけたり、身を守る盾として使う事もできる。
魔族
人間に酷似したものからおぞましい形態まで幅広く持つ種族。魔力の扱いに長けており、腐敗し、陰鬱な場所を好んでいる。一説によれば、魔族とは天使が激怒した姿といわれている。かつて人間とミッドガルドの覇権を賭けて争った。
中には「魔王」と呼ばれるほどの強大な力を持つ魔族が存在する。過去、多くの人間達が我が身をとして魔王と戦った歴史があるが、倒しきることが不可能だったため、封印という手段が用いられた。よって、封印を解く者が現れないように、魔王との戦いによる歴史は秘匿されている。
名前から悪役を連想させるが、人間に友好的なものから無関心なものまで幅広く存在する。また、プレイヤーに興味を持って話しかけてくるものもいる。
神々
背中から羽を生やした人間のような姿を持つ種族。天空にあるヴァルハラからミッドガルドを監視している。魔族とは違い、めったに人間の前に姿を見せることはない。かつて人間とミッドガルドの覇権を賭けて争った。
原作では敵側として描かれる神々だが、ゲーム本編では人間に慈悲深い存在として描かれることが多い。中でもオーディンの娘ヴァルキリーは、クルセイダーたちから尊敬の対象とされている。ただし彼女を嫌うドワーフたちからは「戦争狂い」と侮蔑されているなど、扱いが大きく異なる。
神々も一枚岩と言う訳ではなく、オーディンとその配下のヴァルキリーが人間と友好関係を築いている一方で、フレイヤとその配下のヴァルキリーは地上からの人類一掃を画策する世界の敵とも呼べる存在であった。およそ200～300年前にはルーンミッドガッツ王国やグラストヘイムに全面戦争を仕掛けて壊滅的な被害を与えたが、最終的にフレイヤ派のヴァルキリー達は人類に敗れ去ったのか現代の時間軸でその姿を見る事はない。
ラフィネ族
アッシュ・バキュームにて大樹イグドラシルを守護する種族。人間より頭ふたつは低い妖精のような姿。指揮官クラスの者は、人間と大差ない体格をしているものもいる。故郷はアールブヘイムだが、大樹イグドラシルを守護するためスプレンディットフィールドに基地を築いている。彼らの姿は、イグドラシルに関する古い文献に描かれている。
サファ族
巨木を人型に削ったような形態を持つ、戦いに優れた種族。総じて人間より巨体。
アーウィン
大型のシマエナガに似た、とてもかわいらしい姿の種族。こう見えても恐るべき強さと人間並みの知性を持っている。
氷の大陸イスガルドの結界を1000年に渡って管理している守護者で、彼らの許可なくしてイスガルドに立ち入る事はできない。だが彼ら自身もイスガルドに閉じ込められてしまったらしい。
モンスター
神々との戦いに負け、力を失って消滅した存在。しかし、近年の異変と共に動植物がモンスターと化し、人間を襲うようになった。
ミッドガルドだけではなく、異世界であるアッシュ・バキュームやニブルヘイムにも登場する幅広い種族。
天使
タナトスタワーの発掘を始めた途端、内部に出現するようになった生物。また、魔法都市ゲフェンの地下に眠る古代都市ゲフェニアにも出没する。外見こそ天使と見紛うが、セージギルドの調べによればモンスターに近い存在らしい。この種族に関して詳しいことは不明だが、魔族の原型という説がある。一般レベルの戦士ではまるで歯が立たない。
悪霊
怨念がカタチとなったモノ。
アンデッド
変異し、腐敗した肉体で生あるものを見境なく襲い掛かる不死の怪物。残留思念や環境によって自然発生するものと、強大な力を持つ魔族が死者を媒体に人為的に生み出すものとがある。
ドワーフ
人間に酷似しているが、頭一つ分ほど背が低い。だが、その見た目とは裏腹に鍛冶師としての資質は高く、格闘技に秀でたものまで存在する。神々が所有する武具は全てドワーフの手によって作られている。代表的なのは、トールの所持する鈍器ミョルニール。
巨人
人間と同様の外見を持ちつつ、人間より遥かに大きな体躯を持つと思われる種族。現在はミッドガルドのどこにも存在が確認されていないが、かつて巨人の棲家であったと言われているグラストヘイムの中に転がっている人骨は明らかに人間のそれよりも大きい。
オーク族
家やバリケードなどの建造物を作り、武器防具と言った道具を使って生活するなど、人間に近い暮らしを営む亜人の種族。全身が緑の体色をしており、獣に酷似した牙を持つ。人間と言葉による意思の疎通も可能。一部のオークは特別な火の加護を受け、肌が青く変質した者もおり上級のオークとして扱われる。
オークたちの中でも特に英雄、統率者の名を冠するものは体躯も大きく、通常のオークとは桁違いのパワーを持っている。知能も高く、魔法を操ったり人間の言葉を流暢に話したりもする。
正々堂々闘うことを美徳とし、どんな状況でも逃げずに死ぬまで闘い続けると豪語する、生粋の戦闘民族でもある。それゆえ戦いから逃げ出したり、真剣に戦わず卑怯な行いをする者は呪われて小さく醜悪な姿に変質してしまい、闘争心も失って他種族に見つからないように隠れて暮らすことを余儀なくされる。なお、オークダンジョンに登場するゼノークはオークが変異した姿である。
ゴブリン族
人間の膝くらいまでの背丈しかない、小さな人のような種族。常に仮面を身につけているため、素顔を見ることができない。リーダー格のものだけ、一般ゴブリンよりも体躯が大きい。
オーク族と同じく家を建て道具を使う生活を営むが、オークと違って家はテントが多いという特徴がある。
コボルド族
二足歩行を始めた犬のような種族。人間の腰くらいまでの大きさで、可愛らしい容姿をしているが片手に武器を持って襲い掛かってくる、割と好戦的な種族。リーダー格のものは、漆黒のドールベルマンに酷似した容姿をもつ。
クエスト等では人間であるプレイヤーと会話をするため言語能力も有すると思われるが、ゴブリン族やオーク族と違って家を建てて定住している様子が見られない。
ルガン
イスガルド大陸の先住民。ヨルムンガンドの魔力を吸って生まれる蛇人間。ヨルムンガンドの死骸に残された魔力から発生する。
下位のルガンは言葉を話せない化け物だが、上位のルガンは人間に近い姿と知能を持って生まれてくる。最上位の「教主級ルガン」は人間と見分けがつかない。それでもアーウィンにとっては「ただの虫」で「意外とおいしい」らしい。
ルガン社会は強固なカースト制の上に成り立っており、身分が低いルガンはちょっとした事で間引かれる、遊び半分に料理されるなど、同族にもまるで容赦がない。
マリオネット
捨てられた人形の怨念が凝縮し、悪魔となった存在。人間に強い憎しみを抱いており、理性も知性も持たないが憎悪を以って襲い掛かってくる。その中で意思を持ったマリオネットを「アバンダ」と呼ぶ。
機械人形
機工学者キル・ハイルによって生み出された兵器だが、限りなく人間に近い存在。その存在は公にはされていない。現在、第1世代から第4世代まで存在する。
現身（うつしみ）
魔王モロクによって生み出された分身。魔王の分身だけであって戦闘能力が異常に高く、並大抵の冒険者や戦士では歯が立たない。

## ゲームシステム
本作にはプレイヤーの最終目標というものは設定されておらず、ゲームクリアの概念はない。基本的には「レベルを上げる」「ゲーム内通貨を貯めて買い物をする」「レアアイテムを集める」「仲間とコミュニケーションをとる」「イベントに参加する」「モンスターと戦闘する」ことなどを繰り返すことが多い。
職業に関して、全ての冒険者は、例外なくノービスと呼ばれる身分から物語を始める。そこから一次職、特殊一次職、二次職、転生一次職、上位二次、三次職に就くことができる。
アインブロック方面のクエスト以降、プレイヤーキャラクターには人格が付加されている。探究心が強く、好奇心も強く、そして高い精神力を持つプレイヤーは、この世界の裏側を垣間見ることとなる。男女ともに一人称は一貫して「私」を用い、台詞も基本的には敬語が多い。またクエストの進行に応じてその時の心情などをモノローグとして語ることもある。

### 冒険者のサポート
本作では様々な場所・形で冒険者をサポートしてくれるサービスが登場する。
冒険者アカデミー
ヒューマンの冒険者は必ずここからスタートする。
冒険に必要な知識や技術を与え、また転送サービスや初心者用ポーションの無料配布などで冒険者をサポートしてくれる。なお二次職以降でもアカデミーに来ることは可能だが、転送などのサービスは受けられなくなる等の制約がある。
ドラム族の場合は港町ラザーニャがスタート地点となるが、冒険者アカデミーと同様の機能が備わっている。またドラム族でも冒険者アカデミーに来ることは可能。
カプラサービス・ジョンダサービス
各都市や主要部に配置されているNPCサービス。ルーンミッドガッツ王国ではカプラサービスが、シュバルツバルト共和国、アルナベルツ教国ではジョンダサービスが設置されている。
主にセーブ地点の登録や倉庫サービス、露店販売等で必要なカートの貸し出しを行っている。また近隣都市などへの空間移動サービスも行う。ただしダンジョンの入り口にいる職員など、位置セーブなど一部のサービスが利用できない事がある。
ポリン団秘密基地
冒険者アカデミーにある、ネコリンを筆頭とする組織の秘密基地。クエストをクリアするかマスタープログラム（有料コンテンツ）に含まれる各職業のVIPパスを所有する事で入れるようになる。
中では倉庫サービスやセーブ、転送や装備修理などのサービス、基本的な消耗品を販売するNPCも召喚という形で利用可能。またミスティからクエストを受けて育成に役立てる事もできる。
VIPパスを所有している場合は各種機能が拡張され、購入可能な消耗品の種類が大幅に追加される、移動可能な転送先が増える、職業に応じた専用装備が貰える、クエスト達成時に追加報酬が貰えるなど非常に充実したものになる。
ジョンダパス
スペシャルアイテム「ジョンダパス」を使用して呼び出せるサービス。有効期限はあるが(箱を開けてから15日or30日)、街などの非戦闘地域で何度でも呼び出し可能。
話しかけた時点でHP・SPを全回復してくれる上で移動速度増加などのサポート効果を付与してくれる。サービスとしては倉庫や街・ダンジョンへの転送・現在装備している武器防具の一括解除、買取専用NPCが無料で利用可能。
飛行船
大空を翔ける巨大な船。シュバルツバルド共和国を周る飛行船と、国外を行き交う飛行船の二隻が存在する。どちらもレッケンベルによって精製された『ルーン機関』によって稼動している。

### セーブ、ゲームデータの保存
本作では、ゲームデータは常時保存されており、通常はプレイヤーがゲームデータの保存を意識する必要はない。サーバーエラーなどによるデータの巻き戻り現象や接続障害による回線切断が起きた場合、最後にログアウトした時点、あるいは最後にマップが切り替わった時点（厳密にはマップの管理サーバーが切り替わった時点、ローティング画面が表示される箇所）から再開する事例が多い。
一般的なRPGでゲームデータの保存を意味する「セーブ」は、ラグナロクオンラインにおいては「キャラクターが死亡した際に戻る安全な復活地点」を意味し、区別のため「位置セーブ」「セーブ地点」などと呼ばれる場合もある。位置セーブを行うには、（主に街中に設置されている）特定のNPC（ノンプレイヤーキャラクター）に話しかければよい。話しかけたNPCに応じて、復活位置は固定される。またイベントなどによって、自動的に（通常は位置セーブ不可能な場所に）位置セーブが行われることもある。

### イベント、クエスト
本作には、常設のイベントと期間限定のイベントが用意されている。常設のものは通常「クエスト」と呼ばれ、期間限定のイベントと明確に区別される。
クエストは主に、特定のNPCを訪ねて各地を巡り歩くことになる。クエストによってはゲーム内通貨を支払ったり、指定されたアイテムを指定された数だけ集めたり、特定の敵と戦闘を行ったりするものもある。クエストの報酬は主に経験値だが、レアアイテムが獲得できるものや、特定のダンジョンに入場できるというものもある。またプレイヤーキャラクターを転職させる際にも、職に応じたクエストをクリアする必要がある。
運営会社主催のイベントや、ネットカフェもしくはユーザー主催でのイベントが、ゲーム内、オンラインのみならずオフラインにおいても時折開催されている。

### ゲーム内通貨
本作では、一般的なRPGと違い、モンスターを倒しても直接的にゲーム内通貨は得られない。モンスターを倒すなどしてアイテムを獲得し、それをNPC商人に売却したり、他のプレイヤーに販売することで通貨を取得する。
通貨はアイテムを購入する際に必要である他、NPCからサービスを受けたりイベントに参加する際に手数料として必要な場合もある。
ゲーム内通貨の単位は「Zeny（ゼニー）」（略号は「z」）。

### アイテム
モンスターを倒すと、モンスターごとに決められたアイテムが決められた確率で出現する。モンスターが倒れたときにアイテムが出現することを、ゲーム内では「ドロップ」（邦訳して「落とす」と俗称される）と称する。
1種類のモンスターは最大8種類のアイテムをドロップし、同時に複数種類のアイテムをドロップすることもある。中にはモンスターを倒す以外の方法では手に入らないアイテムもある。
アイテムは大きく分けて、以下のように分類される。
消耗品
回復剤や移動アイテムなど、直接使用することで消費され効果を発揮する類のもの。
装備品
プレイヤーキャラクターが装備可能な武器や防具（兜・鎧・盾・肩掛け・靴・アクセサリー）など。「未鑑定」状態のものは装備できず、アイテムやスキルを使って鑑定する必要がある。
カード
装備品をカスタマイズできるレアアイテム。詳細は後述。
収集品
以上の分類に当てはまらないもの。多くは単なる換金用アイテムだが、中には特定のスキル使用に必要なもの、決まった数を集めることで装備や回復剤などと交換できるもの、イベントやクエストに必要なものなどもある。
装備品以外のアイテムは、同じ種類のアイテム複数個を重ねて扱われる。ただし見た目も名前も同一で効果が異なるアイテムは、別アイテムとして扱われる。ある収納場所から別の収納場所へ移動させる際のみ、個数を指定して分けることができる。装備品は常に1個で1種類のアイテムとして扱われる。
なお、プレイヤーが持ち歩けるアイテムの種類は100種類が上限で、101種類目以降のアイテムは拾う事が出来ない。拾うためには現在持っている他のアイテムを捨てるか、「インベントリ拡張チケット」を使用して持ち歩ける上限を増やす必要がある（後者の方法で最大200種類まで持ち歩けるようになる）。

#### 装備品
武器・防具はまとめて「装備」「装備品」などと呼ばれる。これらのアイテムは一般的なRPGと同様、装備することでキャラクターの攻撃力や防御力を高める効果がある。一部の装備品には、武器や防具としての基本的な性能の他に、「自分の能力を上げる」「本来使えない魔法などが使えるようになる」と言った特殊効果が標準で付与されているものもある。他にも、装備品の中にはカードを用いて性能をカスタマイズ可能である「カードスロット」を持つものや、特定のアイテムを同時に装備することで更なる特殊効果を発揮する「セット効果」を持つ装備品が存在する。
武器や防具を装備するにはいくつかの条件があり、概ねキャラクターのベースレベルと職業で制限される。原則として装備レベルの高いもの、より上位の職業に限られた装備品の方が強力だが、近年では関連商品の販促や有料サービスとして入手可能な装備品に、より制限が緩く、より強力な効果を付与されたものが多く見られるようになっている。
装備品は種類により装備箇所が決まっている。武器は右手および左手、盾は左手、兜や帽子は頭、鎧や服は体、マントやスカーフなどの肩にかけるものは肩、靴は足、その他に“アクセサリー”を最大2種類装備できる。
武器には片手武器と両手武器があり、両手武器は同時に盾を持つことができない。また片手武器は通常右手にしか持てないが、一部の職に限り、2種類の片手武器を両手にひとつずつ持てる（左手に武器を持った場合も盾は持てない）。弓や銃と言った武器には、追加で矢や弾丸が必要であり、攻撃するごとに矢や弾丸を消費する。これらも装備が必要であるが、専用の装備箇所が設定されているため、他の装備の妨げにはならない。
アクセサリーは装備画面の左側がアクセサリー（1）、右側がアクセサリー（2）となっており、どちらに装備したかによって効果が変わるものや、指定された側にしか装備が出来ない（2つ同時に装備できない）ものも存在する。
装備品のうち、武器と盾と兜はキャラクターの外見にも反映される。兜は装備すれば、即座に外見に反映される(武器と盾はスキルモーションを起こす等が必要)。キャラクター単体の外見ヴァリエーションに乏しいROにおいて、兜は個々のキャラクターを識別する要素のひとつとなっている。

兜を装備する頭部は上中下段の3つに分けられており、各段にはそれぞれその段用の兜しか装備できない。また、上中段や中下段のように頭部の2ヶ所以上を占有するタイプの兜も存在し、装備箇所が重複するような組み合わせでは装備できない。ちなみにほとんどの場合、上段は前頭部から後頭部、中段は目元や耳、下段は口元の装備品としてグラフィック化されている。近年では、アニメーションで「動く」兜や、キャラクター死亡時には離れた箇所に落ちているグラフィック（見た目だけで装備は外れていない）の兜、見た目のみ変更される[衣装]という分類の兜も見られる。なお衣装は専用の装備箇所が設定されているため、着用した衣装と同じ部位の頭装備はそのまま使用可能となっている。

武器と盾はそのキャラクターが武器攻撃の最中のみ表示され、専用グラフィックが用意されていないものも多い。
2022年11月の四次職実装に合わせて「シャドウ装備」が登場。これは通常の装備に加えて専用の装備枠が設定されている特殊な防具で、体・両手・足・アクセサリー2カ所に装備が可能。またメイン装備に一切干渉しないため、両手武器を装備している場合でもシャドウ装備の盾が装備できる。装備するには四次職あるいは拡張四次職になる必要がある。

#### カード
装備品の性能をカスタマイズできるアイテムの1つ。カードごとに決まった効果を持ち、公式イラストレイターにより描かれているイラストを確認できる。MVPモンスターを含む大半のモンスターにはカードが設定されている他、2015年にLORD of VERMILIONとのコラボによるカードが登場して以降、モンスター以外のデザインのカードも登場し始めている。カードを得るには対象となるモンスターを倒す（基本ドロップ率は1/5000）、古いカード帖を使用する、イベントでのポイントを交換するなど様々な方法がある。
武器・防具には、それぞれに決まった数のスロットがあり（武器は0～4、防具は0～1）空いたスロットにカードを挿すことで与ダメージ増加、被ダメージ減少、能力アップ、他職のスキルを使えるようになる等、様々な特殊効果が付与される。一度刺したカードを装備品から外すには専用のアイテムが必要となり、MVPモンスターのカードを外すには一般モンスターよりも多くのアイテムが要求される。またカードごとに武器用・盾用・鎧用などのように刺せる装備箇所は決まっている（一部例外あり）。複数のスロットを持つ装備品の場合、同種のカードを複数枚挿すこともでき、カードによる特殊効果も重複する。ただしスキルが使えるカードを複数挿しても使えるスキルのレベルはそのままで、これらのように重複させても意味のないカードも存在する。また装備と同様に挿しているカード同士によるセット効果が発動するカードも多く存在している。
挿されたカードの種類に応じて、装備品のアイテム名には特定の形容詞が付加される。なお、同種のカードが複数枚挿された装備品の場合、2枚ならば「ダブル」、3枚ならば「トリプル」、4枚ならば「クワドロプル」の形容詞が最初に示される。

#### エンチャント
本作の装備品には最大4つのスロットが存在しており、そのスロットにカードスロットや様々な追加効果を付与する事ができる。追加効果についてはカードと同様にステータスアップや属性付与、特定のスキルの性能向上など多岐にわたる。付与可能なエンチャントの内容および付与するスロットの場所などは装備ごとに固定されており、対象の武器防具を装備した上で素材アイテムを所有した状態で特定のNPCに話しかける事でエンチャントが可能。精錬と異なり、頭中下段やアクセサリーにもエンチャント可能な装備が存在している。エンチャントには任意のエンチャントを選択可能だが失敗する可能性があるもの（失敗した場合は装備が消失する）、必ず成功するものの付与される効果がランダムであるもの等いくつか存在する。
カードエンチャント
装備にカードスロットを1つ追加するのがカードエンチャントである。通常のエンチャントと同様に対象の武器防具を装備して素材アイテムを所有した上で特定のNPCに話しかける事でエンチャント可能。通常のエンチャントと異なり必ず成否の判定が行われ、失敗した場合は装備が壊れて消失、成功した場合も装備に付与しているカードやエンチャントは消失する。カードエンチャントが可能な装備は予め決まっており、また装備の種類によって難易度がC級～DXまで分けられている。
日本では、装備やカードをはじめとした一部のアイテムが他国のサーバーと性能の異なる独自仕様となっており、日本でしか実装されていないアイテムも多数存在している。

#### 精錬
精錬とは、武器の攻撃力や防具の防御力を強化するシステムである。精錬された装備品には、アイテム名に精錬度を示す数値が付加される。精錬度は最大+10で、精錬度が高いほど装備品は強力になる。また、特定の数値以上の精錬度にすることで追加効果を発揮する装備品なども存在する。頭中段および下段・アクセサリーは精錬が出来ず、またその他の武器や防具の中にも精錬が出来ないものがある。
精錬を行うには、特定のNPC（転生職実装以降は、特定のスキルを習得したプレイヤーキャラクターも）に精錬を依頼する必要があり、また精錬石と総称されるアイテムを消費する。精錬には成功度が設定されており、精錬度が高くなるほど成功率は低くなる。また武器には武器LVが存在し、この数値によって失敗せず精錬できる上限値や必要な精錬石（Lv1武器はプラコン、Lv2武器はエンペルタコン、Lv3･Lv4武器はオリデオコン、防具はエルニウム）が異なり、LV1武器は+7、LV2武器は+6、LV3武器は+5、LV4武器および防具は+4までは100％成功する。精錬に失敗した装備品は付属しているカードやエンチャント共々消失する。
オリデオコンおよびエルニウムには精錬の成功率が通常の物より高い濃縮タイプ、成功率が通常より高く精錬に失敗しても精錬値が下がるものの装備が消失しない改良型濃縮タイプも有償アイテムとして存在する。他にも特定の装備限定で必ず+7にしてくれる歩羅七精錬や、濃縮タイプを用いた精錬と同じ成功率のうえ、失敗しても精錬値がそのままで装備が残る究極精錬が期間限定で登場する事がある。

#### 露店
露店とは、プレイヤーキャラクター同士でアイテムを売買するシステムである。露店を出しているキャラクターは、頭上に販売・買取でそれぞれ異なるアイコン付きの吹き出しが表示される（当人には表示されない）。取引希望者はその吹き出しをクリックする事で、その露店の取引品目を自由に見られる。ただし同時に複数の露店を見ることは不可能である。また露店の表示価格は、桁数に応じた色である程度識別できる（最初期に横行した桁数詐欺への対策）。
露店販売を行うには、特定の職業でスキルを習得する必要がある。収納場所に制限を受ける一部のアイテムを除き、販売可能なアイテムの制限はない（収納場所の制限が事実上の販売制限である）。露店では複数種類のアイテムを同時に店頭に出せ、店頭に出す個数や価格は個別に自由に設定できる（ただし価格の設定上限は1,000,000,000z）。同じ種類のアイテムを異なる価格で店頭に出すことも可能。店頭に並べたアイテムが売れた場合、どのアイテムが何個売れたかがメッセージ欄に表示される。また露店販売中は攻撃や移動が不可能になるなど、キャラクターの行動が制限される。露店で買取をする場合も同様のスキルが必要で、更に買取店舗を出店するためのライセンスが必要。また買取が可能なアイテムはカートに1つ以上入っているものに限定され、装備品の買取には対応していない。
サービス開始から長い間、アイテムの委託販売を行うようなシステムは実装されておらず、そのため露店販売にはプレイヤーキャラクターを使用する必要があり、販売者側にとって露店販売中は事実上プレイ不可能な状態となっていたが、2022年10月に露店専用サーバー限定ではあるが露店代行システムが露店検索システムと共に実装された。露店の内容を決定後、空いているスペースの自身の分身を設置し、商品が売れた場合や露店を閉じた時にメールシステムで代金や余ったアイテムを受け取るシステムとなっている。
露店の設置場所について制限はないが、不慮の事故によるキャラクターの死亡（で受けるペナルティ）を避けるため、また商品の販売を促進するため、比較的安全で人が多く集まる街や街の周囲に露店を設置する場合がほとんどである。特にプロンテラの中央噴水から南門へ至る大通りは、サーバーを問わず多くの露店が密集している。イベントなどで人が密集する場合、そうした場所に露店を設置する者も少なくない。
ダンジョンなどの危険なマップでも露店の設置は可能だが、死亡のリスクや他のプレイヤーが戦闘時に誤クリックする可能性などを考慮して、多くのプレイヤーは避ける傾向にある。
なお販売者はアイテムの価格を自由に設定できるが、それぞれのアイテムには実用性と入手率と需要に応じた相場が形成されており、アイテムの価格はある程度の範囲に収まっているのが実情である。またイベントやゲームバランスの調整、新規アイテムの実装などによって、時折投機的な価格変動も起きている。

#### 倉庫
倉庫とは、アイテムをNPCに預けられるシステムである。1つのサーバーにつきメイン倉庫1つ、サブ倉庫3つを持ち、同一サーバー内の異なるキャラクター間で共有される。倉庫を利用するには、（主に街中に設置されている）特定のNPCに話しかければよい。ただし1回につき数十z程度の利用料を支払うことになる。また、倉庫に預けることのできるアイテムは最大600種類（2009年6月9日より。それ以前は300種類）、1種類のアイテムにつき最大30000個（2009年6月9日より。それ以前は60000個）までである。
倉庫を経由すれば、同一アカウントの異なるキャラクター間でアイテムを自由に受け渡すことができる。このシステムを利用して、ひとつの装備品を異なるキャラクター間で使いまわしたり、あるキャラクターに必要な消耗品を別キャラクターで購入したり、あるキャラクターが獲得したアイテムを別キャラクターで売却したり、などの行為が日常的に行われている。
2018年9月に「ワールド倉庫」が実装。同一アカウント内であればサーバーの垣根を越えたアイテムの出し入れが可能となった。

### ゲーム内チーム

#### パーティー
パーティーとは、複数のプレイヤーによって一時的に組まれたチームである。ゲームシステムに用意されているパーティシステムを利用し、1名から12名のパーティを組むことができる。
パーティーは主に、対モンスター戦闘に際し複数のプレイヤーが協力し合い、1人では倒せない（あるいは非常に苦戦する）より強力な敵を倒すことを目的として組まれる。詳細はパーティプレイを参照のこと。
また、パーティーを組むことが前提条件となっているクエストなどもあり、その場合は対モンスター戦闘を行わなくても、他に参加プレイヤーがいなくても、パーティーを組むことになる。
パーティーを組むには、リーダーとなるプレイヤーキャラクターで所定のコマンドを打ち込めばよい。するとリーダー1人のパーティーが結成され、パーティー未加入のプレイヤーキャラクターに対して「パーティー参加要請」を送れるようになる。参加要請を受けたキャラクターは、そのパーティーに参加するかどうか任意で決めることができる。リーダーやその他のメンバーは自由にパーティーを脱退できる（リーダーが脱退したパーティーは、パーティーとしては機能するが、リーダーによる各種パーティー設定の変更やパーティーメンバーの追加が不可能になる）。またリーダーが他のメンバーにリーダーを委譲する機能もある。
パーティーは見知ったプレイヤー同士で誘い合って組む場合も多いが、パーティーメンバーを探しているプレイヤーが集い、募集チャットを立てるなどして条件の合うプレイヤーを探す「臨公広場」と呼ばれる区域がワールドごとに存在する（臨公＝臨時公平パーティの略）。臨時広場はプレイヤー同士で自然発生的に決まった区域であり、公式に認定されている訳ではない。日本ではプロンテラの街の剣士ギルドが過去に存在した（イズルードの街に移転したため）空き地、あるいはプロンテラの街の南の城門の外が臨公広場となっているのが一般的。

#### ギルド
ギルドとは、プレイヤーが集まって作る集団である。パーティシステムを拡張したもので、より大規模な集団である。ギルドシステムでは、ギルドメンバー間のみでの会話や、メンバーに職位（称号、肩書き）を与えることができる。パーティシステムと異なり、ギルドを設ける際にはエンペリウムというアイテムが必要である。また、ギルドに所属するメンバーの得た経験値をギルドに上納することでギルドレベルを上げ、ギルドがギルドスキルを習得できる。ギルド結成当初は16人まで加入できるが、スキルを取得することで同一ギルドに最大56人まで所属させられる。
ギルドマスターはギルドに「エンブレム」と呼ばれるドット絵を設定できる。このドット絵（とギルド名）は所属キャラクターにカーソルを合わせることで見られるほか、ギルド攻城戦（後述）で砦を占領した際にマップ上のフラッグ（垂れ旗）にも表示される。

### キューペットシステム
キューペットシステムとは、特定のモンスターをプレイヤーのペットにすることができるシステムである。「Episode 1.5 Attack of the Ancient」のアップデートで実装されたシステムで、モンスターを捕まえるにはモンスターごとに定められた「テイミングアイテム」を対象のモンスターに使用し、出現するスロットマシーンで当たるとモンスターをペットとして入手できる。入手した時点では卵の状態で、孵化させるとペットとして連れて歩ける。
一部の例外として2009年の正月イベントからテイミングアイテムによる捕獲ではなくイベントによってもらえるキューペットが登場した。
キューペットは「親密度」と「空腹度」のバラメータをもつ。親密度は、適度にエサを与え続け、空腹度を調節し続けることで上昇する。逆にエサを与えない、もしくは与えすぎる、またはペットを連れた状態で戦闘不能になると親密度は低下する。親密度が高いとキューペットが話しかけてきたり、パフォーマンスを行ったりする。逆に親密度が低いとペットは何もしなくなり、この数値が一定値を下回るとペットは逃走してしまう。
キューペットは一切戦闘に参加せず、喋ったりパフォーマンスをするだけだが、そのエサにいくらかの金や労力が必要で、完全な娯楽である（ただ2009年からアイテム装備によって戦闘、もしくは一部のイベントに影響するキューペットが登場している）。再び卵の状態に還元することで、通常のアイテムと変わりなく他のプレイヤーに譲渡が可能である。大金を出して希少なキューペットを手に入れようとするプレイヤーや、販売目的でペットを手に入れようとするプレイヤーが存在する。
キューペットには名前をつける事ができるが、名前の設定は最初の1回のみで、後から変更する事も名前無し状態に戻す事もできない。名前を変更したキューペットを卵に戻して他人に販売する事もできるが、当然ながら購入したプレイヤーは名前を設定する事が一切できず、前の持ち主がつけた名前のままでキューペットを連れ歩くしかない。
ごく初期は卵の状態ではそれが名前が変更された後のものなのか判別する事ができなかったが、後に名前が変更されているキューペットの卵は「愛されている○○の卵」と卵状態でも名前が変わるようになった。
2020年より一部のモンスターを対象に進化システムが実装。きわめて親しい親密度のペットと進化用アイテムを組み合わせる事で、進化したペットの卵を入手が可能となった。

## 戦闘
本作における戦闘は大きく分けて対モンスター戦、対人戦、ギルド攻城戦の3種類に分類される。モンスターを倒すと経験値やアイテムなどを手に入れる事ができるが、一部地域を除くモンスター戦や特定地域での対人戦で戦闘不能になるとデスペナルティが発生し、その時点で取得している経験値、およびJob経験値の1％を失う。ただしノービスではデスペナルティが発生せず、また0％を下回ってレベルが下がるような事はない。スペシャルアイテムとしてデスペナルティの発生を防いでくれるアイテムも存在する。

### 対モンスター戦闘
モンスターは、一般的なコンピュータRPGと同様にHPや経験値、基礎ステータスの他にも、種族や属性、戦闘用スキル、ドロップアイテム、サイズ（大きさ）や種族（無形・不死・動物・植物・昆虫・魚貝・悪魔・人間・天使・竜の全10種）、モンスター専用の特殊な行動や能力を示す属性などが細かく設定されている。

#### モンスターのタイプ
アクティブ/ノンアクティブ
アクティブとは、こちらから何もしなくても一定範囲内に近づくだけで攻撃を仕掛けてくる「攻撃的」なモンスターのこと。アクティブの中でもターゲットの変更されやすさに差異があり、最初にターゲットを決めた後はよほどの事が無い限り同じプレイヤーを狙い続けるものから、僅か数マス離れたりするだけで別のプレイヤーに向かい始めるものまでいる。横から多量の攻撃を受けると、ターゲットのプレイヤーに隣接して交戦している最中でも別のプレイヤーに向かっていくものもいる。
これに対し、こちらから手を出すまでは何もしてこない非攻撃的なモンスターはノンアクティブと呼ばれる。こちらはモンスターが認識しているターゲットをリセットする手段をとらない限り、原則として最初に反応したプレイヤーをずっと狙い続ける。
リンク
通常はノンアクティブ（非攻撃的）だが、一定範囲内で同種のモンスターがプレイヤーを攻撃していた場合のみ、仲間に加勢してそのプレイヤーを攻撃するモンスターのこと。なお、ごく一部「アクティブ」かつ「リンク」であるモンスターも存在するが、そうと分かる状況が限られており目立たない。
詠唱反応
普通のノンアクティブモンスターが詠唱を必要とする魔法やスキルのターゲットになった場合、実際に魔法が発動してダメージを受けて初めて反応するが、詠唱のターゲットになり足元に魔法陣が出た時点で「攻撃された」と認識して反応するモンスターのこと。一部、アクティブかつ詠唱反応のモンスターもおり、詠唱に反応すると他プレイヤーを追いかけている最中でも標的を変更するなど異なった動作を見せる。
ルート
地面に落ちているアイテムを拾う性質を持つモンスターのこと。そのモンスターを倒せば通常のドロップとは別に、そのモンスターが拾ったアイテムをドロップする。ただしモンスターごとに持てるアイテムは10個までで、拾いすぎると古いものが消えていく。
植物
特殊なタイプのモンスターで種族の植物とは異なる。移動もせず攻撃もしてこないが、一部のスキルを除いて1回の攻撃でダメージを1しか与える事が出来ない。
BOSS（ボス）
「状態異常が無効」「スティールでアイテムを盗めない」「ノックバックしない」など、プレイヤーにとって不利な性質を持つモンスターの総称。これらの性質そのものを指して「ボス属性」という事もある。
一部の強力なモンスターのみが持つ性質で、かつてはそのほとんどが一度倒されると次に現れるまで数時間のクールタイムがあったり、取り巻きと呼ばれる配下のモンスターを数匹引き連れていると言った特徴を持っていたため「ボス」の呼称が定着したが、近年は一般モンスターと全く同様の出現の仕方をするモンスターにもこの属性を持つものが増えつつある。
これらの属性は全てセットではなく個別の設定であるようで、ノックバックせず状態異常が無効だがスティールだけは有効だったり等という例外が稀に存在する。
MVP
MVPボスとも。ボスの中でも特に強力なモンスター。倒すと、最も多くダメージを与えたキャラクターの頭上に「MVP」のエフェクトが現れ、ボーナス経験値およびボーナスアイテムが獲得できる。ただの「ボス（上記）」と違い、MVPモンスターは全て次の出現やメモリアルダンジョンの再入場までに数時間単位でのクールタイムを持っているため、召喚アイテムで呼び出した場合を除いて連続で戦えない。また、MVPモンスターのカードは全てイラストに「MVP」のロゴマークまたは髑髏マークが入っている他、カード枠のデザインも通常のものと異なる。

#### 経験値獲得とルート権
本作では、モンスターを倒すことで経験値とアイテムを獲得できるが、これらにはモンスターに与えたダメージ量に比例した「優先権」が設定されている。
通常モンスターとMVPモンスターで処理が若干異なっており、MVPでないモンスターの場合は「ファーストアタック権」が存在し、そのモンスターに最初にダメージを与えたプレイヤーに全体の30％の優先権が与えられ、残りの70％を与えたダメージ量によって比例分配する。つまり、ファーストアタック権を得たプレイヤーならば、与えたダメージの30％が自分であれば優先権1位を獲得できる。
MVPモンスターの場合はこのファーストアタック権が存在せず、純粋に与えたダメージの比率のみで決まる。
ここでいう「与えたダメージ」とはモンスターのHPを減らした量ではなく、ダメージとして画面に表示された数字のことである。つまり「オーバーキル」分も計算に入るという事であり、極端な例で言うと、HP100のモンスターにプレイヤーAが99ダメージを与えていたとしても、プレイヤーBがその後に一撃で50000ダメージを与えてしまうと、優先権1位はプレイヤーBとなる。

#### ソロプレイ
ソロプレイは、誰とも協力せずにモンスターを倒し、経験値やアイテムを獲得する行為である。ソロプレイは、一般的なコンピュータRPGと同様の感覚で単独でモンスターと戦闘する。パーティプレイを前提とする多くのMMORPGと違い、ソロ・パーティどちらでもレベルを上げられるのが、ラグナロクオンラインの特徴でもある。ゲームへのログイン・ログアウトが「（一部を除き）ダンジョン内でもどこでも」できるため、手軽にいつでも遊びやすいと言える。
ただし「モンスターを倒し経験値を得て成長する」というシステム構造であるため、非戦闘型やパーティーメンバーを守ることに特化した型など、モンスターを倒すのに不向きなキャラクターがソロプレイでレベルを上げるのはやはり困難である。

#### パーティプレイ
パーティプレイは、複数のプレイヤーがパーティーを組み、協力し合って経験値やアイテムを獲得する行為である。
パーティは主に「経験値分配」と「アイテム取得権利分配」と「取得したアイテムの行き先」の3つにおいて設定が可能。システムリニューアル以前は、この内「経験値分配」のみパーティを作った後で変更が可能であった。他の2項目はパーティを作成する時に1度だけ設定でき、その後変更するにはパーティを解体して作り直さなければならなかった。2010年7月6日のシステムリニューアルに伴い、現在はパーティ設定ウィンドウからこれらの設定も変更可能となっている。
経験値分配
これが「公平に分配する」に設定してある場合、パーティメンバーの誰かがモンスターを倒した場合、その経験値がパーティ全員に均等に分配される。クエストによる経験値は分配されず、また獲得経験値を増加させる効果を持つ装備品・消費アイテムを使っていた場合、経験値分配の後で経験値が増加するため、装備している本人にしかそれらのアイテムの恩恵は無い。
パーティに属するプレイヤー全員のレベル差が15（2010年7月6日より。それ以前は10だった）以内である場合にのみ「公平に分配する」に設定ができる。
通常、狩りに参加するのは経験値を稼ぐことが目的であるが、システムの関係上モンスターに実際にダメージを与えないポジションの職業のキャラは公平設定をしないと経験値を得ることができないため、レベル差が16以上あるような、公平設定できないパーティはそもそも組まれない。ただし、特定の誰かの集中的なレベリングが目的であったり、仲の良いプレイヤー同士で経験値分配が行われないことを承知の上で純粋に遊びに出かけたりするような場合、パーティ全体に影響を及ぼすスキルの恩恵を受ける目的だけで、公平設定をしないパーティを組むことはあり得る。
アイテム取得権利分配
通常、モンスターがドロップしたアイテムは与えたダメージ量などによって取得優先順位が設けられ、優先順位の低いプレイヤーは一定時間が経過するまでアイテムを取得できない。これは同じパーティに属するか否かに関係なく個人ごとで適用されるルールだが、この機能をオンに設定していると、パーティの中で最も優先順位の高いプレイヤーの優先順位がパーティメンバー全てに適用される。
例えば、パーティ以外のプレイヤーも含めた多人数で1匹のモンスターを協力して倒し、「優先順位1位・パーティ外のプレイヤーA（ドロップした瞬間に取得可能）」「優先2位・パーティの中の1人（2秒経過後に取得可能）」「優先3位・パーティ外のプレイヤーB（4秒経過後に取得可能」という状況になったとする。ここで機能がオンになっている場合、優先2位になったプレイヤーのパーティに属する全員が、2秒経過後にすぐアイテムを拾えるようになる。
この機能はオンにしておかなければ、プリースト等のドロップ取得権利に絡みづらいキャラクターがアイテムを拾えなくなるというデメリットしかほぼ生まないため、ほとんどの場合オンにされる（ラグナロクはシステム上、ドロップ優先順位を獲得するには相手にダメージを与えなければならないため、攻撃に関与しない職業のキャラは優先順位を獲得できない）。
取得したアイテムの行き先
従来どおりアイテムを実際に拾ったプレイヤーの所持アイテム欄に入るか、パーティの誰が拾ったかに関係なく、パーティの中の誰かのアイテム欄にランダムでアイテムが入るようになるかの設定。
元は乱戦中にレアアイテムが出た時、他のパーティメンバーがレアアイテムが出たことに気づいていないのをいいことに拾ったことを申告せず持ち逃げを図るプレイヤーがいることに対する対策のようなものであった。だが、この機能があっても拾った本人とアイテムを送られた本人の2人しか分からない上、拾った本人にアイテムが送られることもあったため大した対策にはなっていなかった。加えて、インターフェイスが改善されていく仮定の中で「バトルウィンドウ」というより詳細な情報も表示するメッセージログ欄が実装され、誰が何を拾ったのかの詳細も確認できるようになった。アイテム所持限界ギリギリまでアイテムを持った状態で狩りに臨むプレイヤーにアイテムが送られて面倒が発生することもあり、この機能は現在ではあまり利用されていない。
こうして組まれたパーティで狩りをし、ある程度狩りをして街に戻ってきた後は、取得したアイテムの処分を行う（通称「精算」）。収集品などの特別な価値の無いアイテムはノンプレイヤーキャラクター (NPC) 商人に売却し直接現金化し、別途取引価格が存在するようなレアアイテムはパーティメンバーの間で競売を行ったりして現金化し、その現金をパーティメンバー全員に分配するという流れが一般的。
マップでのモンスターの面積あたりの密度は一定であり、多人数で素早く倒して移動して次のモンスターを探すより、分配する人数が少ない方が経験値を獲得する効率が良い傾向にある。そのため、パーティメンバーの募集は少人数でかつ優れた能力を持つキャラクターに偏る傾向が強い。低レベルの強くないキャラクターはパーティから排除され孤立してしまうという弊害や、キャラクターの特定の職、ステータス、スキルなどの均一化、すなわちキャラクターの多様性の豊かさが失われることを、促進する弊害を、生んでいるとの指摘がある。ただし近年では5-8人などの大人数パーティでも十分な経験値が得られたり、またそもそも少人数では対抗できないほど大量かつ強力なモンスターが押し寄せる難易度調整のマップも登場している。

### 対プレイヤー戦闘

#### ギルド攻城戦（ギルド砦争奪戦）
ギルド攻城戦（日本での略称は攻城戦または「GvG」）とは、ギルド間同士で行われる争奪戦イベントである。対人戦 (PvP) をベースとして発展させたもの。略称の「GvG」は、対人戦の略称であるPvPにちなんで付けられたものであるが、後述の「GvG」（ギルド対戦）とは全く関係ない。英語圏のラグナロクオンラインでは「The War of Emperium（略称はWoE）」と呼ばれる。
専用マップに存在する「砦」の内部へ侵攻し、最も奥の部屋にあるエンペリウムを破壊すると、破壊したプレイヤーの所属するギルドが砦の（一時的な）主になる。イベント時間内であれば何度でも、その砦の主でないギルドがエンペリウムを破壊して砦を奪っても構わない。最終的には、イベント終了時点で砦の主になっていたギルドがその砦を占領したことになる。
日本では毎週日曜日の20時から自動的に開催され、22時に自動的に終了する。ヴァルキリーレルム（プロンテラ）、チュンリム湖（フェイヨン）、ルイーナ（アルデバラン）、ブリトニア（ゲフェン）の従来からある砦にくわえ、2008年11月25日より新たにヴァルフレイヤ（アルナベルツ教国）、ニダヴェリール（シュバルツバルド共和国）の2つのフィールドを加え、各フィールドに存在する合計30ある砦（ギルドアジト）を占領することを目標とした、ギルド間での争奪戦である。海外では開催日や開催場所が日本と異なることもある。海外地域の多くは週2回開催される。例えば、国際のラグナロクオンライン (iRO) では日本時間の木曜と日曜の2回。
砦の出入り口などには占領しているギルドのエンブレムを表示するフラッグが立てられる。占領したギルドのメンバーには一部のフラッグから砦内部にワープできるなどの特典が与えられるほか、ギルドマスターが砦にいる執事に話しかけることによってのみ行ける宝物庫があり、1日1回宝箱が商業値と呼ばれる値に応じた数だけ出現する。この宝箱でしか手に入らないレアアイテムもあり、ギルドの重要な収入源となる、このアイテムを手に入れるために、不正な手段（後述するBOT、詳細は日本のラグナロクオンラインを参照）によってレベリングされた高レベルキャラクターや高性能装備をリアルマネートレードなどで入手)を行うプレイヤーも中には存在する。
対人戦 (PvP) と異なる点は、週に1回だけの開催、かつ大人数を必要とする戦闘であるため、作戦やメンバーの役割分担、団結力が非常に重要な点である。ギルド攻城戦はバランス調整のため、対人戦よりもスキルや機能が制限されている。

#### 対人戦（PvP）
対人戦（略称はPvP）は、プレイヤーまたはパーティ同士で行われるの対戦である。PvPには、特定のノンプレイヤーキャラクター (NPC) に話しかけると参加できる。参加の際に規定のゲーム内通貨が消費される。対人戦には初心者向けのヨーヨーモードと上級者向けのナイトメアモードがある。
ヨーヨーモード (Yoyo Mode)
初心者向けで戦闘不能になってもペナルティはない。戦闘の舞台はプロンテラ、フェイヨンなどの各町と同じ構造のフィールド。
ナイトメアモード (Nightmare Mode)
戦闘不能になると通常のフィールドと同じように経験値が減少する。装備品をフィールド内に落とす場合もある。舞台はオリジナルのフィールドでモンスターも出現する。
対人戦はギルド攻城戦と異なり、誰でも常時行える。

#### ギルド対戦（GvG）
ギルド対戦（略称はGvGだがギルド攻城戦とは異なる）とは、ギルド同士で行われる対人戦である。日本のラグナロクオンラインではめったに行われない。ルールは開催の都度異なる。
日本のラグナロクオンラインでは、2003年12月にクリスマスユニオンとしてワールドごとに砦のある4地方の対抗戦として、各箇所5つの砦を所有するギルドから参加者を出しての変則的な試合が行われた。初の試みだったために不手際が多く、試合開始時刻が大幅に遅れるなど問題が起こった。
特に、Lydiaサーバー内では、ある人気プレイヤーを参加させようと有志が集って砦を入手したが、そのプレイヤーが管理側のミスで参加できず、一晩以上も話し合いが行われた末に、再試合が行われた。
2004年には世界大会「RAGNAROK ONLINE WORLD CHAMPIONSHIP（以下RWC）」が行われ、日本からは国内の予選を勝ち抜いた2ギルドが参加した。この決勝戦は、韓国でオフラインイベントとして行われ、世界中の強豪プレイヤーが会場に集まった。優勝・準優勝は香港と台湾の連合チームだった。
この時上位ギルドには、現実世界の賞金とゲーム内の豪華アイテムが賞品として渡された。
翌2005年より、オンラインによる各ブロックの予選トーナメントを勝ち抜いたギルドが出場する全国大会「RAGNAROK ONLINE JAPAN CHAMPIONSHIP（以下RJC）)」の決勝トーナメントがオフラインイベントとして行われた。2006年、2007年にも開催された。
2007年の同大会のファン感謝祭において、RWC2007の開催が発表された。開催日は2007年7月21・22日の予定、開催地は韓国ソウル市。日本代表の選出は改めて予選が行われる予定だが、RJC2007の上位ギルドは参加の意思があれば何らかの特例措置が取られる模様。前回の2004年の時と比べると運営国が増え、転生職の実装等により更に熱い世界大会が期待される。
2011年9thアニバーサリー記念の企画として、jRO全25ワールドの日本一を決めるワールド対抗戦が初めて行われた。各ワールド代表ギルドを砦取得数ポイントで決め、最大112人が参加できる形式。
全6日間の日程でトーナメント大会が行われた。元々、ワールドの垣根を越えたギルド対戦はユーザー要望の高かった企画であるため、盛況のさまを見せた。

#### プレイヤーキル、キラーポイント、マーダラーシステム
PK（プレイヤーキル）、すなわちプレイヤーを殺す行為はUrdrワールド限定のシステムである。Urdrワールドでは街と一部のフィールドを除いた多くの場所で対人戦が可能となっている。また特定の条件を満たした上でプレイヤーキルを行うとキラーポイントが上がる。キラーポイントが100を越すと、そのキャラクターはマーダラーとなり、キャラクターネームの表示が通常の白色から赤色に変化、経験値2倍、ボーナスステータスポイント、倒したプレイヤーから経験値を吸い取る等の特殊ボーナスを得ることができる。キラーポイントの量が上位10位以内のプレイヤーは、キラーランクに名前とポイントが掲載される。

### 属性
本作の武器・防具・魔法・モンスターには属性が設定されており、無属性および火・水・風・地・聖・闇・毒・念・不死の10種類が存在する。モンスターは更に属性レベルが設定されており、属性レベルが高いほど同じ属性に対する耐性が高くなるが、弱点属性で受けるダメージが上昇する。また念属性はレベル3以上になると無属性攻撃が無効になる、不死属性は回復魔法でダメージを受ける代わりに凍結しなくなるなどの特徴を持つ。
なお、プレイヤーの装備する防具やカード・エンチャントで付与できる属性はレベル1で固定となる。また武器に属性を付与した場合、こちらが受けるダメージには影響を及ぼさない。

## プレイヤーキャラクター
日本では、作成できるキャラクターが1アカウントにつき3つまでとなっていたが、2007年2月27日のアップデートで5つ、2009年7月28日のアップデートで6つ、2012年4月19日のアップデートで12(これはサーバー統合により旧サーバーにあった各キャラクターの合計)まで作れるように拡張された。2018年4月3日のドラム実装に伴いキャラクタースロットが１つ、2020年9月29日には星帝とソウルリーパーの実装に伴い更に2追加され、現在は15キャラ作成が可能。
アカウント取得時に入力したキャラクターの性別の選択により、アカウント内の全てのキャラクターの性別は同一にだったが2016年03月15日のパッチによってキャラクター作成時に性別を決めることが出来るようになった。
ただし、韓国のkROの場合、住民登録番号の性別でアカウントの性別が決まる。また、日本でもテスト時は個人情報登録の性別がアカウントの性別になったが、正式サービス後は個人情報とは別にアカウント取得時にアカウント性別を設定するようになっていた。
初期の段階ではプレイヤーキャラクターがしゃべることはなく、選択肢を選んで会話を進めるというものでしかなかった。しかし、ミッドガルドの暗部が映されるアインブロックのアップデートあたりから、プレイヤーキャラクターに性格付けが施され、NPCと会話するようになっている。しかし、異世界のアップデートあたりから口数が減り、必要以上にしゃべることがなくなってしまう。性格は好奇心旺盛で、感情の揺れ幅が激しい。

### レベル
本作では、プレイヤーキャラクターに2種類のレベルが設定されている。一つはキャラクター固有のレベルであるベースレベル、もう一つは職業の習熟度を表すジョブレベルである。
ベースレベルは転生を、後者は転職を行う（転生は必ずノービスハイへの転職を伴う）と1にリセットされる（テコン系列と忍者・ガンスリンガー・スーパーノービスは2010年8月現在、転生を行えない仕様となっている）。RPGのレベルアップには、キャラクターの能力を表す数値が自動的に上昇するタイプと上昇させるステータスを自分で調整するタイプがあるが、本作品は後者に該当する。
レベルの上限は一次職及び二次職、転生後の一次職はベースレベルが99、ジョブレベルが50まで。転生二次職業全てと忍者・ガンスリンガーはベースレベル99、ジョブレベル70。スーパーノービスはベースレベル99、ジョブレベル70だったが現在はジョブレベル99に変更されたこと加え、限界突破クエストを完了することでベースレベル200、ジョブレベル70(クエストにより転職扱いのため)。三次職はベースレベル200、ジョブレベル70となる。四次職はベースレベル250、ジョブレベル50まで上げられる。

### ステータス
本作のステータスには、基礎となる6つの基礎ステータスおよび特性ステータス、装備品などによって決まる二次ステータスが存在する。

#### 基礎ステータス
レベルアップの際に取得するステータスポイントを、任意に振り分けて成長させる。二次職以下は99が限界値だが、装備品やジョブレベルなどの補正によって99+αという形で100以上になることも可能。
また、三次職に転職したキャラクターと限界突破クエスト完了のスーパーノービスのみステータスの上限が130へと拡張される。拡張職はレベル100以上になるとステータス130まで振れるようになる。
各ステータス値の上昇に必要なポイントは、ステータス値が高いほど多くなる。この仕様のため、各ステータスに均一にポイントを割り振って成長させた場合と、特定のステータスにポイントを集中して割り振った場合とでは、ステータス値の総計が異なり、均一にポイントを割り振った方がステータス値の総計は高くなる。また特定のステータスにポイントを集中して割り振った場合、2次職では限界値の99に達するステータスは2つが限度となる。
ステータスポイントの割り振りに規定や制限などは特に無い。必要とされるステータスにはキャラクターの職と戦闘スタイルに応じた傾向はあるものの、3次職の場合は最終的に全ステータスを100前後振る「フラット型」がスタンダードで、用途に合わせた特化型は上級者向けである（ちなみに最大Lv99の時代はフラット型は中途半端で弱いと言われていた）。特化型については攻略サイト等でユーザー間で情報共有されており、特定の装備やカードの発動条件に合わせたステータス振りは「〇〇型」と呼ばれることがある。
STR
腕力その他の「力」に相当。弓・楽器・鞭以外の武器もしくは素手の時の物理攻撃力に影響する。弓・楽器・鞭を装備している間は基本的に関係ないが、弓のスキルにSTRの値によって威力が大きく左右されるものが存在する。また、STRを上げることによってアイテムの所持限界量が増える。
AGI
素早さに相当する。これを上昇させると攻撃速度や回避率が上昇する。また、出血・睡眠に対する耐性も上昇する。
VIT
体力に相当する。最大HPが上昇してHP回復アイテムの効能が高まる他、スタン・毒・猛毒に対する耐性がつく。また、僅かながらダメージ軽減の効果もあるが、これが高いと逆にダメージが増えてしまうようなスキルや武器が存在する。
INT
賢さ、魔力に相当する。SPの回復速度、SP回復アイテムの効能、魔法攻撃力、魔法に対する防御力、沈黙・暗闇に対する耐性が上昇する。また、（DEXより効果の度合いは低いが）スキルの詠唱時間を短縮する効果もある。
DEX
器用さ、精密性に相当する。命中力が上がる他、これが高いほど武器の扱いに習熟していることになる（ダメージのばらつきが抑えられる）。弓・銃器・楽器・鞭を使う場合、ダメージの安定だけではなく、STRではなくDEXによって攻撃力自体が上昇する。また、一部を除いた魔法やその他スキルに存在する詠唱時間を短くすることができる。
LUK
運の良さ、もしくは信仰心に相当する。クリティカルヒットや完全回避などの「偶然」の産物とされている発生確率が上昇する他、ATKやMATK、FLEEやHIT等のステータスも僅かずつながら全体的に底上げされる。また、混乱・呪いに対する耐性にもなる。

#### 特性ステータス
四次職、および上位特殊二次職に転職すると登場するステータス。転職後に獲得したステータスポイントは全てこちらに振り分けられる事となり、基礎ステータスへ振り分けられなくなる。
基礎ステータスよりも二次ステータスへの影響が大きく、特性ステータスや装備のみで変化する新しいステータスも存在する。2024年現在、各ポイントへの上限は100となっており、基礎ステータスと異なり必要なポイントは現在の値などに関係なく1上昇させるのに1ポイントで固定されている。
Pow
Power。物理攻撃力に影響を与える。ATKやDEXよりも攻撃力の上昇率が高い。移動速度が低下しクリティカルが発生しなくなる状態異常「無気力」の持続時間が減る。
Sta
Stamina。物理防御に影響を与える。視界が狭くなり回避が出来なくなる「漆黒」、HPが減り続けDefが0になる「強毒」の持続時間が減る。
Wis
Wisdom。魔法防御に影響を与える。動けなくなる「激流」やスキル使用時のSPが減り続け消費SPが3倍になる「憂鬱」の効果時間が減少する。
Spl
Spell。魔法攻撃力に影響を与える。MatkやINTよりも攻撃力の上昇率が高い。スキルが使えなくなり攻撃速度が下がる「静寂」、HPが大きく減り続ける「火災」の効果時間が減少。
Con
Concentration。命中率や回避率に影響を与える。また僅かながら各種攻撃力も上がる。ステータス異常に対する耐性を持たない。
Crt
Creative。回復スキルの回復量やクリティカルダメージに影響を与える。「激流」に似た効果の「急冷」「結晶化」やスキルが一定確率で失敗する「不幸」の持続時間が減少する。

#### 二次ステータス
基礎ステータスを元にして算出されるステータス。戦闘などにおける計算にはこの値が使われることが多い。
HP（ヒットポイント）
生命力。ダメージを受けると減少し、0になるとキャラクターは倒れる。一部に、これを消費して発動するスキルが存在する。職業による係数にベースレベルとVITの値をかけたものに、その他装備品による補正を加えることで決まる。
SP（スピリチュアルポイント）
精神力。スキルを使う際にはこれを消費する。職業による係数にベースレベルとINTの値をかけたものに、その他装備品による補正を加えることで決まる。
なお、「スピリチュアル」は一部のカードの接頭語から判断したものであり、公式な定義は今のところない。
ATK
攻撃力。STRによるものに加え、武器やその他の装備品を加算した値。これがイコール物理攻撃力となる。
MATK
魔法攻撃力。INTによるものに加え、杖などの装備品を加えた値。魔法やその他一部のスキルによって参照される。
HIT
命中率。高いほど攻撃が当たりやすくなる。ベースレベルとDEXの値に一部のスキルや装備品による補正を加えたもの。
Critical
相手に危篤な攻撃を加える、いわゆる「会心の一撃」の発生確率（クリティカルヒットを会心の一撃と訳すのは誤訳）。クリティカルヒットが発生すると命中率に関係なく攻撃が必ず当たり、敵の防御力を無視してダメージを与える。基本的に偶然に発生するのみであるが、これに特化したステータス・装備をすることにより発生確率を100%にすることも可能。自分のLUKから算出される値に、装備品やカードなどの補正を加え、そこから相手のLUKによる減算を加味した値が最終的な発生確率となる。
2010年7月6日のリニューアル以降は、ダメージが1.4倍されるようになった代わりに、敵の防御力を無視する効果が削除された。ただし後述するようにDEFの計算式が変更されたため、DEFを貫通できないことが致命的になる状況はそう多くはない。
DEF
防御力。防具の持つDEFに精練による増加分を加えたもの。物理ダメージを掛け算（割り算）によって減少させるもの。
2010年7月6日のリニューアルより前ではDEFの値をそのままパーセンテージ（分母を100にした場合の分子）に当てはめている計算式だったため、100に到達すれば理論上全ての物理ダメージを等しく無効化できていたが、2010年7月6日より変更され、分子を固定値にし、DEFを増やすほど分母側が増加して行くという計算式になったため、ダメージが完全に無効化されるところまでDEFが上昇することは理論上でもあり得なくなった。
なお、同じく2010年7月6日のリニューアルより前では明確に表示されていた「除算DEF・減算DEF」の2種は表示されなくなった。7月6日以降ステータス画面に表示されているDEFは防具のDEFと基本ステータス（VITおよびAGI）によるDEFであり、その合計値を除算するようになっている。
この変更により既存の装備のDEFは大幅に変更されたが、セット効果やカード効果によって上昇するDEFの値は一切変更されていない。
MDEF
魔法防御力。DEFと同じく防具の持つMDEFの合計で決まる。魔法のダメージの計算にはMDEF以外にもINT等のステータスによる減算もいくらか含まれると思われる。
FLEE
回避率。DEF・MDEFと同じように○○+△△の形で表記されるが、これらは別物である。○○の部分がFLEEであり、△△の部分は別ステータスである「完全回避」である。
FLEE
通常の回避率。相手のHITとの兼ね合いで実回避率が決まり、自分のFLEEが勝っていれば攻撃をミスさせることができるようになる。多数から一度に攻撃をされると低下する（モンスターがプレイヤーに攻撃した時のみ）。AGIとベースレベルの値を足したものに、装備品やスキルによる補正を加えたもの。通常の命中判定に従っているものであればスキル攻撃も避けられるが、魔法やその他の命中判定自体を行わない攻撃は避けられない。また、5%の最低命中補正が存在するため、回避率は最高でも95%となる。
完全回避
回避率であるが、相手のHITに影響されず、囲まれても低下せず、常に値に応じた確率で攻撃を回避する。魔法が避けられないのは同じだが、一部の物理攻撃スキルには「通常のHIT・FLEEによる回避判定はするが、完全回避の判定はしない」というものがあるため、通常の回避に比べると回避できる攻撃の種類が少ない。LUKの値と装備品・カードによってのみ増加する。こちらは100%まで上昇させることができ、達成すれば通常攻撃に限り全て無効化できる。

ASPD
攻撃速度。これが高いほど、単位時間当たりに多くの回数の攻撃が繰り出せるようになる。職業と装備している武器によって基準値が決定され、AGI（とDEX）によって上昇し、スキルや装備品の補正を加味して最終的な攻撃速度が算出される。また、二次ステータスの中で唯一明確な限界値が存在し、190を超える部分は無視される。ちなみに200になると攻撃間隔が0秒になり、一瞬の間に無限回の攻撃をすることになってしまうため処理不能になってしまうとされる。秒間攻撃回数＝50÷(200-ASPD)。
2010年7月6日のリニューアル以後は、3次職キャラクターに限り上限が193まで解放された。
WEIGHT
所持重量。現在持っているアイテムの総重量と所持できる重量の最大値が表示され、総重量が最大値の50％以上になると座っている時などの自動回復が行われなくなり（装備品などの追加効果による回復は通常通り行われる）、90％を超えるとスキルの使用や攻撃が一切出来なくなる。STRによって上昇する他、商人系キャラクターはスキルによって増やす事が可能。また専用のアイテムを使用する事により、職業に関係なく最大で+2000まで上限を増やせる。

### スキル
スキルとは、キャラクターが使用できる特殊な技の総称である。選択できるスキルは職業毎に限られており（一部重複あり）、職業毎の特徴やキャラクターの個性、ゲーム上の戦術や戦略において重要な要素である。
スキルは概ね、プレイヤーが任意に発動させる「アクティブスキル」と、プレイヤーの操作に関わらず常に効果が現れ続ける「パッシブスキル」の2種に区分される。
アクティブスキルは一般的なRPGでいう魔法に近いもので、使用する事で発動するスキルの総称であり、攻撃・回復・ステータスアップ・移動やワープなどの種類が存在する。パッシブスキルは習得した直後から持続し続けるスキルの総称で、ステータスを底上げするもの、その職業独自の拡張装備（マーチャントのカート、ナイトのペコペコ、レンジャーのウォーグなど）を使用可能にするものなどがある。スキルにもレベルがあり、レベルを上げることでスキルの効果はより強力になる。また一部のスキルには、特定のステータスに影響され効果の強弱が変わるものもある。
キャラクターのジョブレベルが上昇するとスキルポイントが獲得でき、それを任意のスキルに割り振ることでスキルを習得、あるいはレベルアップできる。あるスキルを一定レベル以上習得することで、初めて習得可能になると言ったスキルもある。ただし獲得できるスキルポイントは限られているため、ある程度のキャラクター設計が必要になり、本来ジョブポイント40で転職できるところを50まで上げる必要が出てくる場合もある。
またギルドにも専用のスキルが存在し、ギルドのメンバーのみ使用可能なスキルや、ギルドを増強させるスキルなどがある。

## 職業
ラグナロクオンラインでは、キャラクターは必ずいずれかの職業に就いている。
職業には、大きく分けると、ノービス、一次職、二次職、上位二次職、三次職、特殊一次職、拡張一次職、拡張二次職の8種類が設定されており、その職業によりキャラクターの特徴や弱点、使用できるスキル、装備できるアイテム等が決定される。
キャラクター作成時にヒューマン(人間)を選んだ場合、最初の職業は必ずノービスで、そこから転職により別の職業に就くことになる。ドラムを選んだ場合は必ずサモナーになる。
2021年2月現在、日本では58種類(ノービス、サモナー含む。男女で職業が変わるものはそれぞれ別扱い)の職業が実装されている。
2020年5月27日、韓国サーバーにおいて四次職、13種類が新たに発表された。日本でも2021年末～2022年3月頃の実装が予定されている。
2021年3月19日、韓国サーバーにおいて拡張職の上位職が発表。韓国において年内の実装を目指しているが、日本での実装については未定。

### 転職
ラグナロクオンラインでの転職は、大きく分けて転生前と転生後の2系統があり、前者はノービス→(拡張)一次職→二次職の流れ、後者は転生後にノービスハイ→転生一次職→上位二次職→三次職の流れとなる。ただし、スーパーノービスとサモナーは二次職が存在しないため、それ以上の転職はできない。
ノービスから(拡張)一次職へ転職する際には、プレイヤーの意思により任意の選択が出来るが、一次職から二次職、もしくは上位二次職へ転職する際には、プレイヤーが現在就いている職業から派生する職業にしか転職することは出来ない。例えば、剣士は、騎士か聖騎士に転職できるが、聖職者や魔導師などへは転職できない。
また、ある一次職から別の一次職へ転職することもできない。

#### 転生システム
転生とは、レベルが上限まで上がった成長のゴールに達してしまったキャラクターが、一度レベル1に戻って成長をやり直すシステムである。日本では2005年2月15日に実装された。
転生したキャラクターは、強力な転生専用のスキルを習得し使用することが可能な上位二次職に転職できる。
また、HPやSPなども25%ほど増加する。
そしてレベル1の初期状態で与えられるステータスポイント（通常はキャラメイクの際に振り分ける）が52ポイント多いため、その分だけ同じレベルの転生前のキャラクターよりも能力が高い。
これらにより、GvG・PvPでは未転生キャラクターが転生キャラクターに圧倒されるほどの差が生じている。
転生を行うには、キャラクターがベースレベルが99、二次職業に転職してジョブレベルが50に達している必要があり、指定された量のZenyを所持して特定のNPCに話しかけることで転生が行える。転生後はベースレベルが1のノービスハイとしてやり直すことになる。ノービスハイから転生前に就いていた一次職業、二次職業へと転職するが、転生後には通常の二次職業ではなく、専用の上位二次職業に転職することになる。注意したいのが、転生後の転職で就ける一時職は、転生以前に就いていた職業にしかなれないため、例えば、「ハンター」の職業の上位二次職業である「スナイパー」に転職するためには、転生する以前の職業もハンターである必要がある。また、ノービス・サモナー・拡張職は転生が出来ない。

#### 結婚
転職ではないが、結婚することにより、結婚指輪を装備すると夫婦間で有効なスキルを使えるようになる。以前は異性同士のキャラクターでのみ可能であったが、2019年6月より異種族間、および同性での結婚が可能となった。

#### 養子
転職ではないが、結婚した夫婦の養子になることで外見が小さくなり、能力値などに様々な（多くはマイナスの）影響を受ける。しかし、親子間でのみ有効な特典やスキルがある。

### ノービス
「ノービス」（初心者、Novice）は、新規キャラクターがゲーム開始時に就いている職。便宜上「0次職」と呼ばれる場合もあるが、正式のものではない。ジョブレベルが一定のレベルまで上昇すると一次職へと転職できるようになる。
概ね「作りたてのキャラクター」であることを示す職で、スキルを習得することで、全てのキャラクターに共通する基礎的なゲーム機能を使えるようになる。強力な能力や特殊な能力は皆無で、装備も非力なものに限られる。

### 一次職
ノービスから転職できる職で、全10種。転職するには簡単な試練（クエスト）を行う必要がある。なお、一次職に転職するとノービスには戻れず、また他の一次職にも転職できない。ジョブレベルが一定のレベルまで上昇すると二次職へと転職できるようになる。

#### 通常の一次職
ソードマン (Swordman)
剣士。
攻撃力と体力に優れており、その優れた攻撃力や回復能力を更に高めるスキルも併せ持つため打たれ強い。
また敵を挑発して自分に引き付けるスキルや攻撃を受けても止まらずに動けるスキルも持ち、総じて前線に立って活躍できる職業。
武器の扱いにも長けており、専用装備である両手剣や槍をはじめ殆どの種類の武器を装備可能。
選べる二次職は、ナイトまたはクルセイダー。
シーフ (Thief)
盗賊。
素早さが高く攻撃速度と敵の攻撃の回避率は他職より上がりやすい。
その反面、体力は低めで多くの敵に囲まれて回避能力が活かせない状況では窮地に陥りやすい。
短剣の扱いにも秀でており、1度の攻撃で2度ダメージを与えられるスキルも取得できる。
また敵のアイテムを盗む、毒などの状態異常にする、姿を消して隠れる、一瞬で数歩後ろに下がるなど、直接攻撃以外のスキルが多い。
選べる二次職は、アサシンまたはローグ。
マーチャント (Merchant)
商人。
アイテムを鑑定する、カートを借りて露店を出す、アイテムを安く買い高く売るなど商売に関するスキルが多い。
また重量のある装備もある程度可能で、カートの重量を活かしたスキルや所持金を投げるスキルにより意外と戦闘能力も高い。
所持限界量を上げるスキルやカートにより大量のアイテムを持ち運べる。
選べる二次職は、ブラックスミスまたはアルケミスト。
アコライト (Acolyte)
聖職者見習い。
ヒールをはじめとした回復・および支援スキルを多数持っており、パーティーを維持するのに欠かせない存在。
またアンデッド系や悪魔系モンスターに対して有効なスキルやワープ等の移動系スキルもある。
戒律により刃物が使えず武器が鈍器や杖などに限られており、直接攻撃は苦手。ただし各種スキルの存在により意外と打たれ強い。
選べる二次職は、プリーストまたはモンク。
マジシャン (Magician、iROなどではMage)
魔術師。
高い魔力を活かした高威力の魔法攻撃スキルが特徴で、多数の属性攻撃を使えるために敵の弱点を突きやすい。
弱点を突いた時の攻撃力は一次職の中でも随一。また魔力の回復速度を高めるスキルも持つ。
その半面、非常に体力が低く打たれ弱い。武器は短剣や杖が使えるが接近攻撃は苦手。
選べる二次職は、ウィザードまたはセージ。
アーチャー (Archer)
射手。
弓矢による遠距離攻撃が得意で、ステータスの関係で攻撃の命中率を上げやすい職業。また各種属性の矢に持ち替えることで敵の弱点を突きやすい。
スキルも弓矢に特化しており、矢の飛距離を伸ばしたりドロップアイテムを消費して矢を作ることも可能。
ただし攻撃に必要な矢が消耗品で多数持ち運ぶ必要があるため、多くのアイテムを所持できないという欠点も。
武器は弓矢以外に短剣も装備可能だが、関連スキルが存在しないうえにステータスの関係で相性が非常に悪い。
選べる二次職はハンター、バード（男性キャラクターのみ）、ダンサー（女性キャラクターのみ）。

#### 特殊一次職
スーパーノービス (Super Novice)
ノービスのままLv45まで育てると転職できる特殊な職業。
通常の一次職が習得できるほぼ全てのスキルを習得できる。しかしスキル習得以外の面ではノービスと変わらず、強力な防具や弓などは装備できない（ノービスに装備できない武器を前提としたスキルも習得できない）。
二次職には転職できないが、ジョブレベルを99まで上げることができる（以前は70までだった）。
限界突破クエスト実装によりベースレベルとジョブレベルの限界値が上昇、ジョブレベルも現在のスキルを取得したままリセットされるように。
また一部ではあるが二次職のスキルも習得可能になった。
2020年7月現在、ベースレベルは185、ジョブレベルは65が上限となっている。
サモナー (Summoner)
ドラム(ネコ人間)種族だけの職業で、物理(動物系)、魔法(植物系)、支援(魚貝系)の3系統のスキルを習得できる。各系統で下位スキルと上位スキルが分かれており、ベースレベル100以上でないと上位スキルが取れない。
ドラム種族を作った時点で職業はサモナーになる。
現時点で二次職以降の職はなく転生もない。ベースレベルは185、ジョブレベルは55まで。

#### 拡張一次職
養子縁組をしているノービスでは転職ができず、これらの職業に就いてしまうと養子縁組が出来なくなる。
テコンキッド（Taekwon Kid/Taekwon Girl、iROなどではTaeKwon Boy（テコンボーイ））
武器は持たず己の肉体のみで戦う拳闘士。ゲーム内では、テコンというのはテコンドーのことだと説明される。

スキルには「蹴り」に関する技が多く、蹴りスキルの他には自己に攻撃属性を付与するスキルや、テコン同士が隣り合うように座ることでHPやSPの回復力が上がるスキルがある。
二次職として拳聖またはソウルリンカーへ転職可能。
忍者 (Ninja)
優れた体術や忍術で相手を攻撃する職業。
空蝉や分身など、忍者らしく攻撃の回避や隠密に関するスキルを多く持つ。また現在装備している武器や所持金を投げてダメージを与える事も可能。
ジョブレベルを70まで上げることができる。
二次職として男性キャラは影狼、女性キャラは朧へ転職可能。
ガンスリンガー (Gunslinger)
ピストルやグレネードなどの銃器類を使用する遠距離攻撃に特化した職業。
銃器を使いこなすことで様々な攻撃手段やスキルを使い分けることができ、中には二次職をもしのぐ攻撃力を持つものも存在する。一部のスキルを使用するにはコインが必要で、専用のスキルを使用する事で最大10枚まで生成可能。

ジョブレベルを70まで上げることができる。
二次職としてリベリオンへ転職可能。

### 二次職
一次職から転職できる職で、全15種。現在就いている一次職に対応した職にのみ転職できる。一次職から二次職へ転職するには、ジョブレベルを一定のレベルまで上げ、二次職に転職するための試練（クエスト）をこなす必要がある。ベースレベルとジョブレベルを最高まで上げると転生できるようになる（拳聖、ソウルリンカーを除く）。
二次職実装当初からあったナイト、アサシン、ブラックスミス、プリースト、ウィザード、ハンターの6種を2-1次職もしくは旧二次職、途中で追加されたクルセイダー、ローグ、アルケミスト、モンク、セージ、バード、ダンサーを2-2次職もしくは新二次職として呼び分ける場合がある。2-1次職、2-2次職は運営側の呼称に由来する。

#### 旧二次職
ナイト (Knight)
騎士。ソードマンの二次職。
非常に高い体力と、ソードマン以上に優れた攻撃力や防御力を持つ。
ペコペコ（馬に相当する生物）に騎乗することで移動速度が大幅に上昇し、槍の攻撃力もアップする。
攻撃スキルも大量に追加され、遠距離攻撃や槍専用の攻撃スキルも使えるようになった。
上位二次職はロードナイト。
アサシン (Assassin)
暗殺者。シーフの二次職。
2個の武器を同時に装備できる（片手用武器を左右に1個ずつ）。また専用武器であるカタールはクリティカルヒットが出る確率が倍になるという特徴がある。
これらと各種スキルにより単体相手の火力が大幅に向上した他、毒攻撃スキルも増えて戦略の幅が広がった。
他にも隠れたまま移動や攻撃が可能になるスキルを習得する事で隠密も可能に。
ちなみに、唯一「一次職時代に装備できたものが装備出来なくなる」職業でもある（アサシンは弓が装備出来ない）。
上位二次職はアサシンクロス。
遥か未来を描いた作品『ラグナロクオデッセイ』シリーズでは唯一、プレイヤーが選べるPC版からの継続職業。
ブラックスミス (Blacksmith)
鍛冶師。マーチャントの二次職。
マーチャントの頃より鉱石や装備に関する扱いに長けるようになり、鉱石から金属を製造したり武器の製作や修理が可能。
武器制作時は既存の武器でも属性の付いた武器や通常より能力の高い武器を製造することができる。
武器の性能を一時的に向上させるスキルを複数持ち戦闘能力もそこそこ高く、自身の周りにあるドロップアイテムを一度に拾えるスキルもある。
上位二次職はホワイトスミス。
プリースト (Priest)
聖職者。アコライトの二次職。
戦闘不能を回復する「リザレクション」をはじめ、アコライトよりさらに多数で強力な補助スキルを使え、モンスターとの戦闘をその豊富な支援で支える。
また、不死・悪魔属性のモンスター限定ではあるものの非常に強力な魔法攻撃スキルも使える。
戦闘能力は高くないが、回復や各種スキルによるセルフリカバリーができるためナイトに並ぶほどの耐久力を持つ事も可能。
上位二次職はハイプリースト。
ウィザード (Wizard)
魔導師。マジシャンの二次職。
モンスター一体への魔法が主力だったマジシャンに比べ、広範囲に影響を及ぼせる範囲攻撃と呼ばれる魔法スキルを習得できる。
またモンスターの各種ステータスを自身とPTメンバーに表示させるスキルもあるため、未知の敵相手でも弱点を突きやすい。
ただしマジシャンから続く力の低さと防具の貧弱さは克服されていない。
上位二次職はハイウィザード。
ハンター (Hunter)
狩人。アーチャーの二次職。
強力な弓攻撃はそのままに、モンスターを狩るための様々な効果を持つ罠類を扱えるようになる。
また、弓での攻撃時に自動で追加攻撃をしてくれるファルコンを連れて歩くことが出来る。
罠スキルは総じて強力だが、使用するためには設置用トラップを持ち運ぶ必要があるため、アーチャーよりもさらに重量が制限される点に注意。
上位二次職はスナイパー。

#### 新二次職
クルセイダー (Crusader)
聖騎士。ソードマンの二次職。
剣士としての優れた体力と、ナイトをも上回る強靭な防御力を持つ。防御力が高い専用防具が存在、防御のための盾を使用したスキル、さらには一部アコライトのスキル（ヒールなど）を扱えるため、ナイトよりも防御や戦闘補助に向いていると言える。
一方攻撃に転じると、聖職者という側面を併せ持つため、不死・闇属性のモンスターに対しては最強クラスの強さを誇る。ナイトと同様騎乗スキルを持ちグランペコに騎乗可能(ゲーム中ではクルセイダー専用ペコペコと表記されている。)。
上位二次職はパラディン。
ローグ (Rogue)
悪党。シーフの二次職。
金を盗む、強奪する、相手の装備を剥ぎ取るなど、シーフの「盗み」を昇華させた職で、装備解除、（一次職のマーチャントのような）NPCからの割引購入（職業柄、交渉による値切りではなく恐喝・脅しのイメージだと思われる）などの特殊スキルを多く持つ。
戦闘面では姿を隠して不意打ち、背後から攻撃、他職の攻撃スキルをコピーして使えるなど、変則的な攻撃力が強化されている。また盗賊としての利便性からか、弓の扱いも多少深くかじるようになり、一部アーチャーのスキルを覚える事も出来る。
上位二次職はチェイサー。
アルケミスト (Alchemist)
錬金術師。マーチャントの二次職。
薬草や特殊な材料を組み合わせることで、薬品や生物を生成する技術を持つ職。薬品を利用し、仲間の回復や敵の弱体化などが行える。
また、特殊なクエストをこなすと戦闘生物「ホムンクルス」を連れて歩くことができるようになる。ホムンクルスはAI設定に従って行動し、キャラクターの戦闘をサポートしてくれる。AIはLua言語で書かれており、プレイヤーが独自にプログラミングできる（ファンサイト等で配布されているAIプログラムを利用するプレイヤーも多い）。
上位二次職はクリエイター。
モンク (Monk)
修行僧。アコライトの二次職。
肉体を鍛えることで戦闘能力が向上し、強力な攻撃力を得ている。戦闘職ではあるがアコライトの補助スキルも使えるため、攻守のバランスが良いとされる。最強の物理攻撃力を持つとされる「阿修羅覇凰拳」スキルが使用できる。
なお、転職すると基本的に強くなるのだが、モンクはアコライトよりも一部ステータス（SP）が低いので、弱体化しているとネタにされる事がある。
上位二次職はチャンピオン。
セージ (Sage)
賢者。マジシャンの二次職。
武器による攻撃と補助魔法に重点を置いた職。魔法攻撃はマジシャンと大差が無いものの、武器に任意の属性を付加させられる他、移動や攻撃の最中に魔法を自動発動させるスキルや、魔法を妨害する魔法を持つ。
上位二次職はプロフェッサー。
バード (Bard、男性キャラクター)、ダンサー (Dancer、女性キャラクター)
吟遊詩人、踊り子。アーチャーの二次職。
歌やダンスを用いて、もっぱらパーティーの戦闘支援を行う職業である。専用の武器（バードは弦楽器、ダンサーはムチ）を強化するスキルを持ち、またダンサーとバードが同じパーティにいるときのみ使用できる強力な補助効果をもつ合奏スキルがある。
アーチャー時代に使っていた弓矢と楽器・鞭は全く関係の無い武器に見えるが、楽器・鞭を使って矢を打ち出すという強引なスキルがあるため、楽器・鞭を使うようになっても矢は使うことがある。
上位二次職は、バードがクラウン、ダンサーがジプシー。

#### 拡張二次職
拳聖（Kwonsung、iROではTaeKwon Master（テコンマスター）、ゲーム内での表記はStar Gladiator（スターグラディエーター））
テコンキッドの二次職。
テコンキッド時代の蹴りによる武術はそのままに、太陽・月・星の力を受ける事を目指した職業。特定の日時、場所、相手など、特定条件を満たす事によって使用可能なスキルが変化する等の特徴を持つ。それぞれのスキルは強力だが、太陽・月・星は一度登録すると変更が出来ないため、慎重に選ぶ必要がある。他の職業よりも経験値を多く必要とするため、育ちが遅い。
基本的にテコンキッド時代と同じく蹴りによる攻撃であり武器を使用しないが、本を装備出来るようになっている（公式によると武器として使うのではなく、本に宿る魔力を蹴りに転嫁するとの事）。
上位職は星帝。
ソウルリンカー (Soul Linker)
テコンキッドの二次職。
肉体的な強さではなく、（今までの）武術を通じた精神的な修練の極みを目指す職。魂を呼び寄せることで味方の能力を一定時間引き上げたり強力な攻撃魔法を使用する等、攻撃も支援も可能な職業。
武術による肉体的な強さを諦めているため、テコンキッド時代の蹴りによる攻撃スキルを使えなくなる（スキルポイントを振って覚える事自体は出来るままであるため注意が必要である）。蹴り攻撃に直接関係しないスキルは使えるまま。
上位職はソウルリーパー。
影狼 (Kagerou、男性キャラのみ)、朧(Oboro、女性キャラのみ)
忍者の二次職。
二刀流が可能になり、さらに忍術の強化スキルが追加される等、戦闘能力が大幅に上昇している。また新たに幻術が使用可能となり、回復魔法でダメージを受けるようにする、相手の攻撃反射能力を無効化するなど対人に重点を置いたスキルが多くなっている。
リベリオン (Rebel)
反逆者。ガンスリンガーの二次職。
コインを一度に大量に生成できるようになり、所持コインを全て使って発動できる強力なスキルも取得可能。また5種類の武器それぞれに専用のスキルが追加され、火力の大幅な向上と様々な追加効果を与えられるようになっている。

### 転生職
一定の高みに上り詰め、ヴァルキリーに認められて新たな生を受けた者のみが就ける職。具体的には、二次職に転職した上でベースレベルとジョブレベルを最高まで上げて転生した（拳聖、ソウルリンカーを除く）キャラクターが就ける職。
転生前と同じ系列の職にしか転職できない（転生前にナイトだったキャラクターが転生後に転職できるのは、ノービスハイ、転生一次職ソードマンハイ、上位二次職ロードナイトのみ）。
成長に必要な経験値が転生前よりも多く、レベルが上がるにつれその傾向が顕著になり、最終的には転生前のほぼ3倍が必要。
一からのやり直しであるため、ステータスやスキルはまたレベルアップに従って1つずつ覚えなおしていく事になるが、クエストによって覚えるスキルは該当職業に転職した時点で全て「思い出す」。例えば剣士のクエストスキル「急所攻撃」は、剣士に転職すると同時に覚える（転生前はjobレベルが一定以上でないと覚えられない制限が存在したが、この時は無視される）。二次職になってから覚えるクエストスキルは思い出さないので該当するNPCの所まで行って再度覚える事になるが、前回覚えた時よりも手順などは優遇される（前回覚えないまま転生をしてしまい初めて覚える場合は優遇されない）。

#### ノービスハイ
転生したキャラクターがまず就く職。習得できるスキルは転生前のノービスと同じだがキャラクターは転生前と色が違う。
なお、座ったり立ったりする行動は基本スキルLv3の機能であるが、座った状態で転生をしノービスハイになると、基本スキルも全て未修得の状態に戻ってしまうため、立てなくなると言った現象が起こる。

#### 転生一次職
ノービスハイから転職できる一次職で、全6種。各職の内容は通常の一次職と全く同一で、職名は○○ハイになる（例えばソードマンの転生一次職はソードマンハイ）。転生前の一次職との違いは必要経験値とキャラクターの色のみ。
転職する際は、転生前と同じく各職のギルドへと赴く事になる。設定としては、キャラクターが二次職になることでそのギルドを離れてから長い時間が経っており、転生によって新たな生を受け生まれ変わっているため、「だいぶ前にもお会いしましたね、懐かしい」と言った演出がなされる。

#### 上位二次職
転生一次職から転職できる二次職で、全13種。ジョブレベルを40以上に上げることで転職が可能となる点は、転生前の二次職と同じである。転生前の二次職で習得できるスキルに加え、更に強力なスキルが習得できる。
転職の際は各職のギルドへ赴くのではなく、再度ヴァルキリーのいるヴァルハラへとやってきて転職をするため、各ギルドは無関係である。行っても一次職のギルドとは違って「誰？」と言われてしまう。
ロードナイト (Lord Knight)
騎士の上位職。騎士の持つ特徴の中で攻撃力がさらに強化されている。強力な遠距離攻撃スキルも追加されており、攻守共に隙が無い。VITを極めたロードナイトのHPは20,000を優に超え、その耐久性能は他職の追随を許さない。中でもリミッターを外し暴走状態になるスキル「バーサーク」を使用するとなんとHP3倍、攻撃力2倍、攻撃速度などもアップするという超人化スキルであるが、HP回復が出来なくなる・スキルが一切使えなくなる・喋る事ができなくなるなど諸刃の剣である。
パラディン (Paladin)
聖騎士の上位職。聖騎士の特徴をそのままに、より聖職らしいスキルが追加されている。HPと引き換えにダメージを与えるスキルや、PTメンバーに様々な神の加護を与えるスキルなどがあり、PTの支援及び戦闘能力が向上している。聖歌を歌うスキルもあるため、たまにダンサー・バードの演奏と混同される。
アサシンクロス (Assassin Cross)
暗殺者の上位職。範囲攻撃の使いづらさ、遠距離攻撃を苦手とする弱点が解消され大幅に強化されている。新スキル「ソウルブレイカー（韓国では気功砲）」は強力な遠距離攻撃であり、それに特化したステータスならば最大級の火力と化す（ただしその場合アサシンの一般的な特徴である素早さや回避力を捨てることになる）。また武器に猛毒を付与する「エンチャントデッドリーポイズン」によって一時的に攻撃力を最大4倍に引き上げる事が出来るため、物理攻撃力も群を抜いている（もちろんコストは掛かる）。
チェイサー (Chaser、kROやiROなどではStalker（ストーカー）)
悪党の上位職。ローグのスキルである各種ストリップを全て同時に使用することができたり、またコピーしたスキルを上書きされないようにするスキルもつかえるようになる。さらには「追跡者」の名の通り隠れて移動するスキルも強化されており、潜伏者発見用のスキル（サイトなど）が効かないスキルも持つ。海外ではストーカーと命名されているが、日本ではこの名前には犯罪など悪い印象があるためにチェイサーに変更された。
ホワイトスミス (Whitesmith、iROなどではMaster Smith（マスタースミス）)
鍛冶師の上位職。カートを利用した技の追加や、相手の武器防具を破壊するスキルなどによって、より迅速に敵を殲滅できる。武器を独自で精錬できる。当初の構想では敵を自動的に攻撃する機能を持った置物を製作・設置するスキルも予定されていたが、先送りとなり三次職のメカニック（後述）のスキルにまわされた。
なお、ホワイトスミスとはブリキ職人の事であり、（言葉の意味としては）刀剣鍛冶とは全然別物である。
クリエイター (Creator、iROなどでは「Biochemist（バイオケミスト）」)
錬金術師の上位職。物作り特化職としていろいろなものを作れるようになる予定とされていたが、草やキノコを栽培することが出来る程度に留まっている。
代わりに薬品の扱いに対する造詣が深まっており、火炎瓶と塩酸の瓶を同時に使用する事により爆薬的な扱いをするスキルや、コーティング薬を使い、全ての装備を剥がされるのを防ぐスキルを使うことが出来る。これらのためだけにクリエイターを志す者もいるほど。またポーションをより効果的に扱い、1つのポーションで複数人を一度に回復したりという事も出来る。
ハイプリースト (High Priest)
聖職者の上位職。二次職においても多かった補助スキルに加え、一時的に防御力を2倍にするスキルや、SPの最大値や回復量とともにヒール時の回復量を増加させるスキル、消費SPを抑えるスキルなどが追加され、以前にもまして長時間の継続的な活動が可能になった。戦闘の中心として重要な役割を果たしている。ただし攻撃系スキルは追加されておらず、自身が直接戦闘する場合はプリーストと同じ戦い方をする事となる。
チャンピオン (Champion)
修行僧の上位職。神罰の代行者と目される高い攻撃力、それを可能にする気功に関する能力が上がっている。また、連続追撃攻撃スキルが増えている。
ハイウィザード (High Wizard)
魔導師の上位職。純粋にウィザードの延長線上であるものの、魔法力増幅スキルを使うことで攻撃力が増している。また、マジシャンやウィザードにはいくつかの属性を伴った攻撃しか存在せず、それらの属性に100%以上の耐性があるモンスターに対しては全くダメージを与えることが出来なかった（特に聖属性Lv4に対しては扱える属性全てが完全無効だったため手も足も出ない）が、無属性の攻撃スキルで、且つ属性付与も可能なマジッククラッシャーやグラビテーションフィールドを習得することも可能となった。その他、地面設置スキルを妨害するセージのランドプロテクターをも貫通する「消去」スキル、ガンバンテインもある。
プロフェッサー (Professor、iROなどではScholar（スカラー）)
賢者の上位職。一般的にモンスターに対応するスキルなどの追加はない。相手のSPに影響する技、相手を縛り付ける技など対人戦闘能力に優れる一面を多く持つ。HPを消費する事によって自分のSPを強制的に回復する「生命力変換」と相手と自分のSPを入れ替える「ソウルチェンジ」の合わせ技が強力で、これがもたらした影響は大きく、事実上パーティメンバーのSPが無限に近くなり、プロフェッサーが居る時のみ成立するパーティ・狩り方などが幾つも存在するため、転生前のマジシャンの延長だった長く険しい道は転生してから甚大な能力を持って開花する。
スナイパー (Sniper)
狩人の上位職。系統は違うがプロフェッサーとは対照的な位置づけで、ステータス強化のスキル、強力な範囲攻撃スキルが追加され、通常戦闘における大幅な性能アップがなされている反面、対人戦闘能力はハンターの時からあまり変わっていない。一部のスキルはパーティメンバーへの支援能力を持つものもある。
スナイパーになると連れて歩くファルコンの外見も変わるが、スナイパー用ファルコンは兜のようなものを被っており、一部で「スネオ」という変なあだ名を貰っている。
クラウン (Clown、iROなどではMinstrel（ミンストレル）)、ジプシー (Gypsy)
クラウンは吟遊詩人、ジプシーは踊り子の上位職。二次職からの支援能力が強化されたスキルが多く、己のステータスを分け与えるものもある。「アローバルカン」という瞬時に大ダメージを与える攻撃スキルが使用でき、トップレベルの威力を持つ。

### 三次職
三次職については、開発陣より何度か「検討段階である」と発言がされ実装が予告されるものの未実装だった期間が続き、2007年7月、ベースレベル150まで育成可能なアップデートと共に実装する計画が発表された。2008年2月、韓国に先んじて日本公式サイトにて全ての3次職の種類と転職要件が発表され、2010年7月になって日本サーバーに実装された。2014年3月、ベースレベル上限が165、ジョブレベル上限が60に上がって全職に新スキルが追加、養子にも3次転職が適用され、2017年7月、ベースレベル上限が175になり、同年8月に全職共通のスキルが1つ追加された。更に2020年1月にはベースレベル上限が185、ジョブレベル上限が65に上がっている。
なお、星帝およびソウルリーパーは転生を経ずに転職するため、便宜上三次職として本項で扱う。
ルーンナイト (Rune Knight)
ロードナイトから転職可能な三次職。
ナイトよりも攻撃に特化しており、ペコペコの代わりにドラゴンに搭乗する。強力で派手な範囲攻撃や、ドラゴンの力を借りての攻撃スキルを持つ。また職業名にもあるルーンを消費することでいくつかの魔術を行使し、自らの能力を高める事ができる。
アークビショップ (Arch Bishop)
ハイプリーストから転職可能な三次職。
支援スキルが広範囲に適用される、既存のヒールより強力な回復を行うなど、より多彩な支援が可能となっている。また、聖属性の攻撃スキルもいくつか追加され、単独行動時の攻撃の幅がプリーストよりも広がっている。
ウォーロック (Warlock)
ハイウィザードから転職可能な三次職。
ウィザードよりさらに強力に魔法を運用できる。既存の四大属性（火、水、風、土）による魔法を発展させた強力な大魔法や、四大属性をまとめて一度にぶつける魔法などを有し、最高峰の破壊力を誇る。またそれらと逆の系統には、相手の魔法を封じたり、動きを止めてしまうなどの弱体化、防御系のスキルがある。
ギロチンクロス (Guillotine Cross)
アサシンクロスから転職可能な三次職。
アサシンよりさらに発展した隠行系スキルにより敵を撹乱し、より強力な攻撃スキルで致命傷を与える事に長ける。加えて、「新しい毒」により、ギロチンクロス以外には解除できない様々な状態異常を付与し、敵を弱体化させることができる。敵の攻撃を防御し、カウンター攻撃をするスキルなども追加されている。
メカニック (Mechanic)
ホワイトスミスから転職可能な三次職。名前の通り機械の扱いに長け、自動で攻撃する装置などを運用したり、「魔導ギア」と呼ばれる搭乗型のメカに乗って戦闘を行うことができる。そのほか、斧関係の範囲攻撃、遠距離攻撃スキルなどが追加され、ブラックスミスよりも攻撃範囲が広くなっている。
レンジャー (Ranger)
スナイパーから転職可能な三次職。
今までの鷹の他にもウォーグ（オオカミ）を連れて歩くことが可能（連れて歩けるのはどちらか片方のみ）。ウォーグを使役して追加攻撃したり、ウォーグの背に乗ることでより高速に移動する事もできる（ただし騎乗しながら弓を使用することは出来ない）。景色に溶け込んで敵の目を欺くスキルや、新しい強力な罠・弓矢スキルなども豊富に追加されている。
ロイヤルガード (Royal Guard)
パラディンから転職可能な三次職。
ペコペコの代わりにグリフォンに搭乗して戦う。盾を使った更なる発展スキルに加え、様々な槍専用スキルや、複数のロイヤルガードによる連携スキルが追加されている。
修羅 (Sura)
チャンピオンから転職可能な三次職。
コンボや一撃必殺の攻撃技や気功に関するスキルが全体的に発展しているのに加え、「点穴」という状態異常に関するスキルが追加されている。
ソーサラー (Sorceror)
プロフェッサーから転職可能な三次職。
攻撃魔法の力を手に宿らせて相手を直接攻撃する魔法の他、属性付与魔法を発展させて攻撃に転化する魔法などを覚える。また、属性石の欠片を使って精霊を召喚し、それによる攻撃や自己強化もできる。
シャドウチェイサー (Shadow Chaser)
チェイサーから転職可能な三次職。
より対象範囲が拡張されたクローンスキルであるリプロデュース、それで覚えたスキルをオートスペルのように使うシャドウオートスペル等が追加される。また、今までは純粋にラクガキをするだけのお遊びスキルであったグラフィティ系列に、プレイヤーやモンスターに実際に何らかの効果を与えるスキルがいくつも追加された。
ジェネティック (Genetic)
クリエイターから転職可能な三次職。
クリエイターまでのスキルを全体的に発展させ、より凶悪な薬品や攻撃用植物や爆弾で攻撃したり、様々な新種のアイテムを作成出来るようになる。また、ホワイトスミスのようなカートを改造して攻撃や移動に利用するスキルも追加されている。特に「改造カートブースト」はホワイトスミスの「カートブースト」と比べてこちらの方が移動速度が段違いに速い上、攻撃力増加の効果まである優れたスキルとなっている（その代わり詠唱があるため即座に発動しない）。更に、ホムンクルスを一段と進化させた、ホムンクルスSを使役することも可能になった。
ミンストレル (Minstrel)、ワンダラー (Wanderer)
それぞれクラウン、ジプシーから転職可能な三次職。
演奏スキルの発展版に加え弓のスキルが追加されている他、演奏ではなく「歌」のスキルが各種登場している。合唱もある。この歌は条件を満たす事により既存の演奏・合奏と併用する事が可能。
星帝 (Star Emperor)
拳聖から転職可能な三次職。
4種類の構え及びそこからの派生技が追加され、取得スキル次第で今まで以上に幅広い戦い方が選択可能になった。他にも「憎しみ」系スキルで登録したモンスターや「感情」系スキルで登録した地域の情報をリセット可能になり、それらのスキルによる恩恵を得やすくなっている。
ソウルリーパー (Soul Reaper)
ソウルリンカーから転職可能な三次職。
今まで職業系のみだった魂の付与に加え、様々な種族の魂を付与する事で一時的にステータスを上昇させたり、自身のHPが減少する代わりにパーティーメンバーのSPを回復する、近くにいるメンバーのHPを一定時間ごとに回復するなど多くの支援系スキルが使えるようになった。他にも闇属性の魔法や魂付与状態の他プレイヤーに対する妨害なども可能。多くのスキルは発動に「ソウルエナジー」を消費する。

転職の条件は、先に発表された時点では「2次職、および転生2次職のLv99」（JobLvについては言及されていない。ただし、Lv99にもなると、よほど極端な育て方をしない限り転生前なら最大のJobLv50、転生後でもJobLv60〜70には達しているため、考慮されない可能性が高い）だったが、実装時にこれは変更され、「転生2次職でBaseLv90以上」となった。Jobレベルは一切問われない。その後、養子キャラも3次にすることができるようになった。
「転職」であり「転生」ではないため、転生のときのようにノービスから育てなおす必要はない。また、3次職に転職した後のみレベルキャップ（上限）が185に上昇し、ステータス上限も130となる。

### ゲームマスター
ゲームの運営スタッフによる専用の職業であり、白い服を着ている。巡回調査用もしくはイベント用進行のキャラクターであり、イベント以外では自動操作プログラム (BOT) で動いている事もある。
ゲームマスターという職業が存在するわけではなく、通常のプレイヤーと同じナイトやプリーストと言った職業についているキャラクターを、専用のゲームマスターのグラフィックに変更したものであるため、「ナイトのGM」「プリーストのGM」と種類が存在する。カートを引いているGMとそうでないGMがいるのはそのためである（もっとも、GMは不必要なアイテムは極力持ち歩かないようにしているため、元々カートの必要性が無いとも言える。また、ファルコンを連れたGM、ペコペコに乗ったGMは今のところ目撃されていない）。また、キャラクターの各種モーショングラフィックも必要最低限のものしか用意されていないため、どんな武器を持っても「オーソドックスな剣で突き刺す」攻撃モーションになる。

## マップ
ラグナロクオンラインのマップは街・フィールド・ダンジョン・その他で構成されている。それぞれがワープゲートで隣接した独立エリアとなっており、同一マップ内で複数の要素が構成されているようなことはない。

### 街
実装日は日本でのもの。

#### ルーンミッドガッツ王国
ゲームの主な舞台となる王国で、典型的な「剣と魔法の国」。平地や森が多い自然の豊かな国で、異国や異民族との交流も盛んだが、国土南部には魔王モロクの力によって荒廃した広大な砂漠が広がる。
主神オーディン信仰が盛んで魔法が発展している反面、科学的な知識や技術は乏しい。一般市民は概ね牧歌的でおおらかで、異国の文化も容易に受け入れるが、迷信や偏見にとらわれる者も少なくない。
君主制国家で、現国王はトリスタン3世。過去、プロンテラ大聖堂にて結婚式の神父も務めていたが、現在は行方不明となっている（混乱を避けるため、公には知らされていない）。
クエストを進めていくにつれ、国王の消息と、その後の王位継承の行方が明らかになって行く。
首都プロンテラ (Prontera)
ルーンミッドガッツ王国の首都 (Capital of Rune-Midgarts) 。ゲーム内での最も中心的な都市である。町の南側ではプレイヤーによる露店が多数出店されており、プレイヤー同士の取引の中心的な場所でもある。
ナイト、クルセイダー、アコライト、プリーストへの転職試験が行われる。また、かつてはソードマンへの転職試験が行われていたが、現在はイズルードへ移転した。
北方には悪魔が住む迷いの森、西方には虫モンスターに占拠された地下水道が存在している。
イズルード (Izlude)
プロンテラの衛星都市 (Prontera’s Satellite City) 。アルベルタへの船便、ジュノー、ラヘルへの飛行船の定期便に乗れる。
ソードマンへの転職が行われる。
海底洞窟のあるバイラン島への渡航もここから。
バイラン島 (Byalan Island)
イズルードから渡航可能な、髑髏の形をした島。地下には海底洞窟/海底神殿がある。
フェイヨン (Payon)
山岳の都市 (Mountain City) 。開発元である韓国をイメージして作られており独自の雰囲気を持ち、緑に覆われている。
元々は独立した小国であったが、自治を認める代わりにルーンミッドガッツ王国に併合して現在の形になった。
2005年のアップデートにより地形が大幅に変更された。変更前のフェイヨンはイベントなどで限定的に登場していたが、現在は都市内の古い井戸に飛び込むことで任意に移動可能となっている。
テコンキッドおよび拳聖への転職が行われる。また、かつては近隣の竹林の中でハンターへの転職試験が行われていたが、現在はフィゲルに移転した。
弓手村
フェイヨンの北に隣接する村。
アーチャーへの転職が行われる。転職場の近くにはアンデッドとして蘇ったフェイヨンの死者が闊歩する洞窟が存在する。
ゲフェン (Geffen)
魔法の都市 (City of Magic) 。都市の中心にゲフェンタワーがそびえ立つ。
マジシャン、ウィザードへの転職が行われる。また、かつてはブラックスミスへの転職試験が行われていたが、現在はアインブロックへ移転した。
ゲフェンタワーの地下はダンジョンに通じている。また、南方にはオークやゴブリンの村が、北西方向には廃城グラストヘイムが存在する。
特定のクエストをクリアすることで入手できるアイテムを使うことで、ゲフェニアへの扉を一時的に開くことができる。
アルベルタ (Alberta)
港の都市 (Port City) 。イズルードやファロス灯台島の船便の他、アマツや龍之城と言った諸外国行の船便、: 沈没船のある島やタートルアイランド、ミスティーアイランドへの渡航も発着している。
マーチャントへの転職が行われる。
沈没船のある島
アルベルタから渡航可能な名もなき小島。海賊船と思わしき沈没船が流れ着いている。
ミスティーアイランド
非常に小さい孤島だが、そこにはエンドレスタワーへと通じる道が隠されている。
モロク (Morrocc、iROとkROでは「Morroc」)
砂漠の都市 (Desert Frontier) 。モロクという名は、魔剣士タナトスによってこの地に封印された魔王モロクの名から来ており、ゲーム内のクエストに於いて魔王関連のエピソードが語られている。町の中央に宮殿があるが、王族が居たりするわけではない。非常に庶民的な町で、道端にパンツが干してあったりする。
ソウルリンカーへの転職試験が行われる。また、北西方向にあるダンジョンの中でシーフへの転職が、南東方向にある砂漠の中の建物でアサシンへの転職試験が行われる。
北西にはピラミッドダンジョンが、西にはスフィンクスダンジョンが存在する。
2008年9月9日、Episode7.0「魔王モロク」実装と同時に中心の宮殿が巨大な穴になり、「崩壊」した。これに伴い一部のNPCはピラミッド前に移動し、また街の東は強力なモンスターが出没するようになった。その後、魔王モロクが討伐されたことにより復興が開始、2015年4月21日は崩壊前の姿に戻った。ただし町の東側は変わらず強力なモンスターが出没している。
コモド (Comodo)
2003年5月27日実装。
幻想の島 (Beach Town) 。洞窟の中に存在し太陽の光が差し込まないが、松明の光により神秘的な雰囲気を醸し出している街。
ダンサー、バードへの転職試験が行われる。
周囲三方を洞窟ダンジョンに囲まれている。
ウンバラ (Umbala)
2004年6月8日実装。
ウータン族の村 (Utan Tribe’s Village) 。ジャングルの奥の原住民の村である。訪れた当初は言葉が通じないので住民との会話が不可能だが、一定のクエストをこなすとそのキャラクターでは普通に会話が可能になる。一応ルーンミッドガッツ王国領ではあるが、王国の管理が行き届いている訳ではない。カプラ職員はちゃんと配置されているが他の町に比べて転送サービスの便も（当初は）かなり悪く、ワープポータル以外でのこの町への行き来には手間を要した（現在はいくらか改善されている）。付近の森を抜けると世界樹イグドラシルへとたどり着き、ニブルヘイムへ行ける。
成人の儀として行われていたバンジージャンプが冒険者の間で流行ったらしく、バンジージャンプ台が一般開放されている。なおこれは現実にスポーツとして存在するバンジージャンプではなく、命綱無しで池に飛び込むものである。プレイヤーもこれに挑むことができ、バンジージャンプ台とされている高台から下の池まで一気に飛び降りることができる。バンジージャンプすると実際に死亡することがあり（町中なのでデスペナルティは無いが、スーパーノービスの無死亡ボーナスは消えてしまう）、さらにこの時一定確率で死者の町ニブルヘイムに送られてしまう。ニブルヘイムは町の形のダンジョンであり、不意に飛ばされると困ったことになるが、逆に用があってニブルヘイムに行きたい場合はここで死ぬのが一番手っ取り早いため、時と場合によってはパーティ単位でバンジージャンプを繰り返して死に続ける光景が見られる。

#### シュバルツバルド共和国
ルーンミッドガッツ王国の北に位置する国。国土の大半が山岳地帯と峡谷で、それらの地形を利用し工場や研究所などの地下施設が多く作られている。
魔法での発展を見せるルーンミッドガッツとは違い、機械による発展を遂げている。そのため、歴史や遺跡などの神秘を探求する姿勢が強い。経済的には概ね豊かだが、一部の層は貧困に喘いでいる。ルーンミッドガッツとは友好関係にあり、同盟を結んでいる。
共和制国家で、現大統領はカール・テオドール・ワイエルストラウス。しかし国内に本社を置く民間企業「レッケンベル」が、国政に強い影響力を持つとも囁かれる。
アルデバラン (Al de Baran)
国境都市 (Border City) 。排水や船での移動を目的とした運河が作られている。この町はシュバルツバルド共和国領であるが、貿易や冒険者の往来の利便性を考え、国境検問所よりも南側（ルーンミッドガッツ王国側）にある。都市の中心に時計塔がそびえていて、ランドマークのような存在となっている。ゲーム進行のサポート（セーブ、ワープなど）を行うカプラサービスの本社がある。
アルケミスト、スーパーノービスへの転職試験が行われる。
時計塔の内部は地上4階、地下4階のダンジョンとなっている。
首都ジュノー (Juno)
2003年10月7日実装。
シュバルツバルド共和国の首都 (Capital of Schwaltzvald Republic) 。世界創生に関わる神話の研究が進められており、ユミルの心臓の欠片が安置されている場所でもある。ユミルの心臓の力により、都市そのものが空中に浮いている。また空港はハブ空港として機能しており、国内線と国外線を追加料金なしで乗り換えられる。
賢者の都市とも言われるジュノーは、シュバルツバルト共和国の首都として、ルーンミッドガッツ王国と親密な同盟を結んでいる。ジュノーは共和国を治める中央機関の議事堂や、2次職業の一つである“セージ”に転職することが可能なセージキャッスルがある島“ソロモン”と、モンスター博物館、共和国図書館、シュバイチェル魔法アカデミーといった、公国のすべての知識が集約した島“ハデス”中央広場と住宅街が位置した島“ミネタ”といった三つの島が集まって構成される。
セージへの転職試験が行われる。またユミルの心臓の力によりヴァルハラに最も近い町でもあり、転生もここで行われる。
アインブロック (Einbloch、iROとkROでは「Einbroch」)
2005年10月25日実装。
鋼鉄の都市 (City of Steel) 。工場の排煙に覆われたあまり健康に良くない都市であるが、一応上流階級の住む街であるという。リヒタルゼンには及ばないものの、ホテルや空港、その他の施設があちこちに存在する。
ブラックスミス、ガンスリンガーへの転職試験が行われる。
普段から排煙が酷く常に煙に覆われ視界が良くないが、稀に特定のクエストによって「警報発令」として街中に毒ガスの塊のモンスターが発生することがある。
アインベフ (Einbech)
採鉱の村 (Miner’s Village) 。アインブロックに接している。鉱石を採掘する鉱山がメインであり工場などが少ないため、アインブロックより比較的裕福でない者が住む街であるされ、大気汚染などの環境もアインブロックよりさらに悪いという。ただし、アインブロックが工業都市であることの表現のために煙がかったエフェクトがあるのに対しこちらには何も無いため、ゲーム上でのプレイヤー視点からはアインベフの方が空気が澄んでいるように見える。
アインブロックに住む上流階級とは「上流・下流」「雇用者・労働者」という立場の違いが明確に区別されており、末端の労働者は待遇改善を求めて声を上げるものの、中間の管理者が少々の報酬と引き換えにそれらを握りつぶしてしまっているらしく、労働条件はあまり良くなっていないらしい。この鉱山を支えているのは、労働者の「他に行くあてがない」という現実のみであると言える。

村の北には鉱山ダンジョンがある。
リヒタルゼン (Lighthalzen)
2006年3月14日実装。
企業都市 (City-state of Commerce) 。元々は山や谷に囲まれた寂れた土地であったが、そこをレッケンベルが買い取り都市として生まれ変わらせた。シュバルツバルド共和国一の商業都市であり、その町に住むのも上流階級のばかりであるが、線路で区切られた北東には貧民街と呼ばれるスラムが存在している。リヒタルゼンは、大きく北の商業地区と南の居住地区に分かれる。
商業地区は、レッケンベル本社と各種金融、商業建物および空港が、居住地区は民家や公園、またレッケンベル直営のホテルなどが存在する。なお、西には錬金術師ギルド、東には商人組合があり、商人ギルドは汽車が発着する駅で荷役される貨物を総括する役割を果たしている。
市民の大部分はレッケンベルで働いている。
都市機構は市民の安全を守るため、資格、確実な身分と職場、一定額以上の財産を持つ者以外の都市への入場を制限した。そのため、都市の東側には、土地を売ってしまった住民と、資格審査で落ちた者たちが集まって広がった貧民街が存在している。
ただし、都市の実質的な権力を持つレッケンベル本社や一部の実力者は、都市機構の方針とは異なり、身分や財産に関係なく訪問者を受け入れる姿勢を示している。
レッケンベル本社の地下に生体研究所ダンジョンがある。
フィゲル (Hugel)
2006年10月24日実装。
田園都市 (Garden City) 。ジュノーやリヒタルゼンとは離れた、北東の山奥に存在する。いわゆる田舎町であり、地理的にシュバルツバルドの他の街と隔絶されていたため、独自の文化が育まれている。「忘れられた町」などとも言われ、行くあてをなくして彷徨う人がたどり着く場所とも言われる。実際人に話せない過去を持つ者も少なくなく、住民の間には「他人の過去には触れない、来るものは拒まない」という暗黙のルールが存在する。
細々と農業を営んでいる町だったが、付近にオーディン信仰の聖地であるオーディン神殿が見つかったことから、空港が建設され急激に開発が進められている。また、数少ない娯楽の一つとして、付近で採掘される金属を使ったメダルを賞品に「モンスターレース」を開催していたが、この金属が非常に希少なもので需要も高いことが分かり、訪れる者の増加に拍車をかけている。周辺にはドラゴンの生息する地域があるが、フィゲルのそばまでは近寄ってこないのか、武器防具はあまり用いられない。そのため、武具の存在意義は薄いものとなっている。
ハンターへの転職試験が行われる。
オーディン神殿への渡航はここから。
ウェルス発掘地 (???)
2015年5月19日実装。
レッケンベル社がジュピロス遺跡の奥地に構える拠点。700年前の転送事故によって滅亡した古代都市「ウェルス」の発掘作業が進められている。地上と直通のエレベーターが設置されているが、乱暴に扱う冒険者のせいでよく故障するらしい。メカニック関連の店やサービスが多くあるほか、素材との交換で装備を入手できる。
バルムント邸 (???)
2020年10月10日実装。
レッケンベルの秘密基地の最深部にある大賢者バルムントの邸宅。モンスターに改造された人間たちが徘徊するレッケンベルの実験場を通らなければ辿り着けない。そのスケールはもはや小さな国家と言っても良く、シュバルツバルド全体の電力を賄える出力の発電所、様々な環境と生態系を再現した広大な実験施設、城のような大豪邸などが立ち並ぶ。
バルムント失踪後は人格を持つロボットたちによって管理されている。ここでロボットたちによって栽培された高品質の野菜は市場で高値が付くらしい。
ロボット（自動人形）たちの依頼をこなしてチケットを集めると装備品に交換できる。

#### アルナベルツ教国
ルーンミッドガッツ王国の北西、シュバルツバルド共和国の西に位置する国。国土の大半は荒野で、多くの国民は貧しい生活を強いられている。
豊穣の女神フレイヤを信仰しており、国土が貧困なため信仰の深さが根強く、主神オーディンを信仰するルーンミッドガッツ王国とは宗教的に対立している。シュバルツバルド共和国も一応オーディン信仰の国であるが、こちらは信仰の対象というよりも学術の研究対象という意味合いが強いため、表立って対立はしていない。なお、対立しているのはあくまで宗教面だけであり、同盟を結ぶなど国交はあり、冒険者も普通に行き来している。
フレイヤ信仰に基づく宗教国家で、教皇を頂点とし上位の神官がそれを補佐する。当代の教皇はまだ幼く、施政も上位の神官などによって行われている。しかし神官たちも一枚岩でなく、幾つかの派閥に分かれている。
元々、他国からの移住者による開拓で建国された国であるらしく、国民の人種は多種多様で統一されていないが、その一方で「先住民」と「移住者」のどちらを先祖に持つかという階級差別のような風潮が残っている（開拓と建国に貢献した移住者（の子孫）の方が地位が高いとされている）。建前では差別はしていないものの、移住者でなおかつ地位のある者が先住者と結婚するのは大変な恥であるとされるなど、差別は根強い。
首都ラヘル (Rachel)
2007年7月3日実装。
宗教国家アルナベルツ (Study capital of Arunafeltz) の首都。街の北にフレイヤ神殿が存在する。なおこの神殿は元々建造された目的が「来るべき外敵の襲来に備える」という「城」のようなものだったらしいが、当時のラヘルはかなりの小国であり、そもそもラヘルに対して興味を持っている国がなかったため、結局使われずじまいだったらしい。
フレイヤ信教の信徒の礼拝が行われる宗教的中心地であり、国政を司る行政機関でもある。神殿は広大であり、礼拝に使う大部屋から大神官が常駐する個室、教皇の住まう空中庭園まであるが、それだけではなく、ごく限られた上層部の一部の人間しか立ち入ることができない（建前上は教皇を含めたいかなる者でも立ち入れない）「聖域」と呼ばれる区域が秘密裏に存在する。
ベインス (Veins)
2007年10月23日実装。
峡谷にある砂塵の都市。アルナベルツ教国の第2の都市で、名のとおり砂漠の峡谷にひっそりと、隠れるように存在している。この地では「メタリウム」という価値ある鉱石が採取でき、それを知った多くの人々が訪れるようになった結果、大神殿に認められるほど大きな都市へと発展し、近年では飛行船発着所を建設し飛行船の航行ルートへの編入の計画が持ち上がるまでになった。
メタリウムの用途などは実際に採掘を行う現地住民には一切知らされておらず、またこのメタリウムを扱ったことが原因と思われる体調不良に悩まされる者もいるようだが、賃金が現地の他の仕事よりも遥かに高いため、何も言わずに採掘に従事する者も多い。
付近にはアルナベルツの聖地「トール火山」が、さらに街を覆い隠すように聳え立っている。
名もなき島 (Nameless Island)
2008年3月4日実装。
ベインスの南方にある、名も無き小さな島。島の中央には神官が暮らす修道院があり、その周辺には農民が暮らす家屋や畑がある。昔は静かな静養地だったらしいが、今は人影が全く無い。
島に名前がないのは、かつて島の独占を目論んだ狂信者たちによって島の存在が秘匿されたため。現在この島の存在を知るものは上位の神官などごく一部の人間だけであり、何故人が居なくなったのか、何が起こったのかなどの事情はほとんど分かっていないのが現状である。
事件が発覚したのは「偶然確保した他国の要人」の扱いに困ったアルナベルツ教国側が一時的な軟禁場所として修道院を選んだが、その後音沙汰が無くなってしまったことがきっかけである。異常に気づき調査団を送り込むこととなったが、調査に送られた人員はほとんどが戻ってこず、戻ってきても恐怖のあまり正気を失っており、情報としてはまったく何も掴めていない。なお、ルーンミッドガッツ王国で「ゲオルグの呪い」に見せかけて王子が毒殺された事件で使われた毒の原料の植物がこの島で見つかっている。
朝と夜とでは異なる顔を見せる特殊な街で、夜にはモンスターが徘徊する危険な場所となる。そのため通常の街とは異なり、カプラや道具屋などの補助NPCは設置されておらず、戦闘不能になるとペナルティを受ける。
派遣された冒険者によって集められた、この修道院にかつて暮らしていたと者のものと思わしき日記などから得られた情報によると、この修道院にいた「ヒバム」という大神官が神への信仰を捨て邪教に染まり、異界から悪魔の王「ヴェルゼブブ」の召喚を試みたことが原因であると推測される。結果、ヴェルゼブブの召喚には成功するものの、それは到底人の手で御しえるようなものではなく、島は悪霊とゾンビが跋扈する異界へと変貌を遂げた。召喚を行ったヒバム自身もそれに巻き込まれ、人ならざる物へと成り果てて島を彷徨っている。
灰色狼の村 (Gray Wolf Village)
2022年12月20日実装
ラヘル西の谷を越えた先にある、ラヘルを追われた先住民たちの隠れ里。
メインストーリーを「祈りの方向」まで進めたキャラクターのみが入れるエリアに存在するため、Lv200以上の4次職（または4次職相当のハイパーノービスなどの職業）以外は入場できない。
最強クラスの武器「フィデス」シリーズの入手と強化が可能だが、そのハードルは極めて高い。

#### アッシュ・バキューム
正式名称はヨトゥンヘイム。アッシュ･バキュームとはミッドガルドから来た者たちが名づけたもの。魔王モロクが逃亡した際に発生した「時空の裂け目」の先にある異世界。本来は大雪に包まれた寒冷な世界だが、西部は温暖な気候に改造されている。
本来の住民であり木人族と称される巨人「サファ族」と、異世界アールブヘイムからやってきた妖精族「ラフィネ族」が住む。また、詳細不明の異世界から来た猫族が「猫の手サービス」として各種サービスを提供している。そのため原住民はサファ族のみであり、多くの種族は「その他の世界」からアッシュ・バキュームへとやってきたことになる。
ミッドガルド連合軍駐屯地
2009年7月14日実装。
ルーンミッドガッツ、シュバルツバルド、アルナベルツの三大国が連合軍を組み、その布陣を敷いている場所。品物の売買はないが、猫の手サービスや釣りなどを楽しむことができる。
マヌク
2009年11月17日実装。
サファ族の鉱山都市。
スプレンディット
2009年11月17日実装。
ラフィネ族の前線基地。世界樹イグドラシルを守護するため、イグドラシルを傷つけるサファ族の本拠地ヨトゥンヘイムに、巨大な植物を利用した基地スプレンディットを建造した。
この街から程近い場所に、イグドラシルの守護竜ニーズヘッグの巣がある。
首都エルディカステス
2010年10月5日実装。
サファ族の首都。鉱山都市マヌクの坑道を通り抜けた先にある。通るためにはクエストが必要となる。
周辺にはスカラバというモンスターたちの巣がある。
モーラ
2011年11月15日実装。
ラフィネ族の一支族、レシア族の街。ヨトゥンヘイムとアールブヘイムの中継基地となっている。

#### イスガルド
ミッドガルド大陸の北に存在する氷の大陸。その正体は1000年前に倒されたヨルムンガンドである。地下には生物の体内のようなグロテスクな光景が広がっており、ヨルムンガンドの死骸から魔力を吸って生きる異形のモンスターがうごめいている。メインストーリーを「説話の地」まで進めたキャラクターだけが入れる地域で、Lv220未満のキャラクターは入場できない。
氷の城
2023年9月5日実装。
シマエナガのような外見の種族「アーウィン」が暮らしている。見掛けによらず文明レベルは高い。王と女王は人間そっくりの姿だが人間ではなく、アーウィンと共にイスガルド大陸を守っている神族らしい。
栄養満点のウルトラフード「干しアイスフナムシ」が特産品。名前や見た目は酷いが店で買える回復アイテムで最高の性能を持つ。ただしLv201未満のキャラクターは食べられない。
蛇の巣
2023年9月5日実装。
イスガルドの先住民族「ルガン」の住処。ルガンたちは人間を見下しており敵対的だが、巣穴にいる個体はいきなり襲ってくるようなことはない。街と言っても商店などは存在せず、実質的にはクエスト用のマップと言える。

#### その他
ルティエ (Lutie)
2002年12月19日実装。
雪の街 (Snow Village) 。クリスマスをテーマにした街で、一年を通して雪が降り積もっており、毎年クリスマスの時期に盛大なイベントが行われる。
街の北にはおもちゃ工場ダンジョンがある。
ニブルヘイム (Niflheim、iROとkROでは「Nifflheim」)
2004年8月24日実装。
死者の街 (Realm of the Dead) 。神話によれば、世界樹イグドラシルに支えられた4つの世界のうちのひとつであり、人間界とは全く別の世界である。一応は街なので店やカプラ職員（の霊）なども存在はするが、街の中にもかかわらずモンスターが発生しており実際にはダンジョンに近い。ときどき特殊な鎧を纏ったモンスターが闊歩していることがある。
ここで離婚の手続きができる。
ヴァルハラ
2005年2月15日実装。
人間の英雄に新たな生を与えるという戦乙女ヴァルキリーの居る場所。いわゆる天界であり、ヴァルキリーに認められるだけの資格を持った人間しか入れない。
転生、および転生二次職への転職ができる。
ジャワイ (Jawaii)
2005年4月26日実装。
常夏の島 (Honeymoon Island) 。結婚すると来ることができる。ただし、酒場の外へは出られないという条件付きならば、結婚していなくとも特定のNPCに話しかけることで来ることはできる。たまに浜辺にモンスターの魚が飛び跳ねているが、これらは全てノンアクティブモンスターであるため（自分から手を出さない限り）危険は無い。
マラン島
2012年3月27日実装。
猫族がはるか昔に難破し辿り着いた島。難破した当時から島が隆起して出来上がったため、陸地の中央部に難破した船が乗り上げている。
島の地下には海底洞窟が広がっており、その奥には巌窟王と呼ばれるモンスターが潜んでいるとされる。
港町ラザーニャ (Lasagna)
2018年4月3日実装。
猫獣人族ドラムの故郷パースタ大陸にある港町。ドラムのキャラクターは全てこの街からスタートするほか、ミッドガルド大陸の人間もイズルードやアルベルタから渡航可能。

#### グローバルマップ
ROが稼動している各国をテーマにした都市で、ローカルマップとも呼ばれる。
天津 / アマツ (Amatsu)
2003年12月3日実装。
泉水の国 (Land of Destiny) 。日本をモデルとした都市。寿司・刺身屋など、日本ならではのものが売っていることが多い。
ひな祭りなど日本独自のイベントが開催されることがある。
忍者への転職試験がここで行われる。
崑崙 / コンロン (Konron、kROでは「Kunlun」、iROでは「Gonryun」)
2004年2月17日実装。
神仙の島 (Hermit’s Land) 。台湾をモデルとした都市。
宙に浮く浮き島で構成されており、隅のほうに行くと風がかなり強いらしい。
龍之城 (Castle of Dragon、iROでは「Louyang（ロウヤン）」)
2005年4月26日実装。
古都 (Highland) 。古代中国をイメージして作られた都市。武術の修行を行うものが多数おり、道場のような場所も見受けられる。
アユタヤ (Ayothaya)
2005年7月12日実装。
タイをモデルとした都市。漁業が盛んであり、住民のほとんどが漁業に携わっている。東方には人食い虎・スミンタイガーを封じたと言われる大きな遺跡があるが、近づくのはタブーとされている。
モスコビア (Moscovia)
2008年5月27日実装。
ロシアをモデルとした都市。ロシアが独自に開発したマップのため、開発元韓国よりも先に実装されている。
長い間雪が積もっていたため諸外国との接触が少なくなっていたが、この度春になり雪が融けたためルーンミッドガッツ王国などとの交易を再開。緑の多い島国であり、城壁に囲まれた城下町と船着場近辺の集落の2箇所で主に人々が暮らしている。人々の間には子供をとって食べる魔女ババヤガの言い伝えや、動く島の噂がある。
ブラジリス (Brasilis)
2010年2月23日実装。
海岸都市。ブラジルをモデルとした都市。厳密にはグローバルマップに含まれない。
ロックリッジ (Rockridge)
2017年11月7日実装。
西部開拓時代のアメリカをモデルとした都市。資源開発会社ピンクローズによって発見された大陸にある。サボテンの姿の「キャクター族」、猛牛の姿の「タウラス族」と、開拓者の人間たちが共存する都市だが、多くのタウラス族は人間族のことを快く思っておらず、牛賊団という組織を結成して資源の採れる鉱山を占拠している。
全域が高Lvキャラクター向けに調整されており、Lv130未満のキャラクターは街の外へ出られない。ダンジョンに入れるのはLv160以上のキャラクターのみである。

### フィールド
実装日は日本でのもの。

#### ルーンミッドガッツ王国
聖カピトーリナ修道院
神罰の代行者を称するモンク（修行僧）たちの訓練所。この修道院の地下には、モンクたちの天敵であるバフォメットが封印されている。
モンクへの転職試験が行われる。
ゲフェン大橋
魔法都市ゲフェンへと通じる、3つの巨大な橋。都市を中心に北、東、西の三方に大橋が建設されている。名称は『ラグナロクオンラインDS』から。
フェイヨン迷いの森
アルベルタとフェイヨンを行き交う際に必ず通ることになる複雑な森林。名前の由来は、フェイヨンが外部勢力に対抗するため森林の中に都市を造ったため、アルベルタではなくフェイヨンの名前が使われている。
危険を覚悟で森に足を踏み入れれば、迷って死した者の成れの果てを見ることができる。植物や動物がモンスター化したスポアやウィロー、さすらい狼などが闊歩している。
ソグラト砂漠
プロンテラの南、モロク周辺に広がる砂漠。元は緑の大地だったが、約400年前に魔王モロクとの戦いによって砂漠化した。魔王モロクは復活した際に封印の要素となったものを全て破壊、その余波で砂漠には次元のゆがみが発生している。
サンダルマン要塞
モロク地方の周辺渓谷に天然の要塞として建設されたサンダルマン要塞は、異民族の侵入を防ぐために作られたものだった。
だがモロクだけでなく、モロクより西方に在るコモドまでがルーンミッドガッツ王国として統一された後、その重要性は急激に失われ廃棄されてしまう。現在、モンスターに占領され近づく者はほとんどいない。
ファロス灯台島
その名の通り、灯台が建造されている島。サンダルマン要塞を越えた先、コモド側にある。イズルード行、コモド行の船便に乗れる他、カプラや各種販売NPCが設置されている。島の地下にはローグギルドが隠されている。
ローグへの転職試験が行われる。
フムガジャングル
コモドを北上することで行き当たる、ウンバラ村を囲むようにそびえる密林。
ミョルニール山脈
ルーンミッドガッツとシュバルツバルトを隔てる巨大な山脈。大戦時、トールがミョルニールで攻撃したことにより山脈が形成された。
ルーンミッドガッツ王国側の麓には放棄された鉱山がある。

#### シュバルツバルド共和国
エルメスプレート
ミョルニール山脈を越えた先にある、ジュノー一帯の荒廃した大地の名前。工場やキルハイル学園が建設されている。
死神の渓谷
リヒタルゼンとエルメスプレートの間にある渓谷。地形が危険のため怪我人が多くでることから、この名前がついた。
ノーグハルト
謎に包まれている塔タナトスタワーと天然の要塞アビスレイクを含めたシュバルツバルド共和国の首都ジュノーの北東一帯は、ノーグハルト地域と呼ばれている。
ノーグハルトは近付き難い危険な地域という意味で、タナトスタワーとアビスレイクという二つのダンジョンの存在を物語っている。
ノーグハルトはジュノーとフィゲルを結ぶ要所であるが、この二つのダンジョンがあるため人通りの少ない閑散とした地域となっている。

#### アッシュ・バキューム
マヌクフィールド
大雪原。巨大な甲虫や小型の狼にも似たモンスターが闊歩している。
スプレンディットフィールド
巨大な植物や奇妙な形をした植物が生える大地。巨大な蛇や蜂の形状をしたモンスターがうろついている。

#### その他
イグドラシル
世界を貫く大樹と呼ばれている。事実、この大樹はミッドガルのウンバラ、ニブルヘイムの秘境の村、ヨトゥンヘイム（アッシュ・バキューム）のスプレンディットフィールドに存在している。なお、スプレンディットからは大樹の中心部へ、ウンバラからはフベルゲルミルの泉と呼ばれる場所へ行くことができる。この泉は、中心部の上方に位置しているという。
ヴァルキリー神殿
ヴァルハラの一角に存在する神殿。そこで戦乙女ヴァルキリーが佇んでいる。

### ダンジョン
実装日は日本でのもの。
なお、ラグナロクオンラインはMMORPGであるため、これらのダンジョンは原則として同じサーバーでプレイする全てのプレイヤー間で共有されている。ただし「メモリアルダンジョン」と呼ばれるタイプのダンジョンは、パーティーごとにダンジョンが生成され、ひとつのパーティーがそのダンジョンを独占的に攻略できるなど、MORPGの「ルーム」に近いシステムとなっている。

#### ルーンミッドガッツ王国内
迷宮の森 (Forest Labyrinth)
2001年11月29日実装。地上のみ、全一層。
プロンテラのすぐ北に位置する森。非常に入り組んだ内部構造をしており、そのマップのどこかへランダムに飛ばしてしまうワープポイントがある。最奥には魔族バフォメットが巣食っている。

入り口は南側（プロンテラ北）のみで、無事に通り抜けることができればミョルニール山脈を抜けてアルデバランのすぐ南に出る。
ゲフェン地下遺跡 (Geffen Tower Dungeon)
2001年11月29日/2002年08月14日実装。地下のみ、全四層。通称「GD」「ゲフェD」。
ゲフェン中央に位置するゲフェンタワーの直下に存在する遺跡。悪魔系のモンスターが多く、地下2階にはドラキュラ、地下3階には人間の剣士の姿を模した悪魔・ドッペルゲンガーがそれぞれ君臨している。地下4階は、以前は管理会社が運営する特別なイベントの会場としてのみ入れたが、現在は任意に入場可能。またプロンテラからの直接来ることが可能となった。

遥か昔に存在したエルフの町ゲフェニアを、棲み着いていた悪魔ごと地中に封印した遺跡である。

フェイヨン地下洞窟 (Payon Cave)
2001年11月29日実装。地下のみ、全五層。通称「FD」「フェイD」。フェイヨンの頭文字は「P」だが、ピラミッドの通称と重なるため、あえて「FD」となっている。
正確にはフェイヨンの隣の弓手村の地下に存在する洞窟。ボンゴン・ムナックをはじめとするアンデッドが大量に徘徊する。最下層には、それらの死人を蘇らせた月夜花（ウォルヤファ）が出現する。

大昔に地下に沈んだ旧フェイヨンの村であり、墓地となっている。かつてフェイヨンでは飢饉で死んだ人々を葬りきれず、この洞窟に捨てていた。

ピラミッド (Pyramid)
2001年11月29日実装。地上四層、地下三層の全七層。通称「PD」「ピラD」。
モロクの北西に位置する古代遺跡。アンデッドが大量に徘徊している。最上層をミイラ化した王・オシリスが、最下層をアモンラーが支配している。なお地下1階にはシーフギルドがあり、モンスターはいない。

古代に存在したエジプトという王国の国王が自らの墓として作ったものであり、徘徊するアンデッドは王の従者だったと思われる。
シーフへの転職試験が行われる。
プロンテラ地下水路 (Prontera Culvert)
2001年12月6日実装。地下のみ、全四層。通称「下水」。
プロンテラのすぐ西に位置する地下施設。盗蟲が大量に生息する。最下層には黄金に輝く盗蟲のボス、黄金蟲の幻影が徘徊している。
プロンテラ騎士団から許可されたキャラクターのみ入れる。
最近害虫（盗蟲）が大量発生しており、プロンテラ騎士団が駆除に手を焼いているらしい。見た目からは想像がつかないが、ここは下水ではなく上水道である。

イズルード海底洞窟 (Undersea Tunnel)
2002年1月18日実装。地下のみ、全五層。通称「伊豆D」。2012年3月27日に最下層「海底都市」が実装され全六層となった。
イズルードから渡航できるバイラン島の地下にあるダンジョン。地下4階以降は何らかの神殿の遺跡が存在し、特に「海底神殿」と呼ばれる。魚介類モンスターが数多く生息する。地下5階「海底都市」にはボス「クラーケン」が徘徊している。
「海底都市」にはLv100以上のキャラクターのみ入ることができる。
海の真ん中にある関係で内部は至るところが浸水しており、特に地下4階からは完全に水没している（ただし移動に制限は無い）。

沈没船 (Sunken Ship)
2002年2月23日実装。地下のみ、全二層。
アルベルタから渡航できる、小島に流れ着いた難破船の船内。水夫のアンデッドやヒドラが大量に生息するが、極端に狭いうえ、奥に行くと船長の亡霊ドレイクをはじめ桁違いに凶悪なモンスターが居る。

海賊船が難破し沈没後、海流に乗ってアルベルタ付近の小島へ流れ着いた。
渡航料が安いため、不用意に足を踏み入れて痛い目に遭うプレイヤーも少なくない。
オークダンジョン (Orc Dungeon)
2002年8月14日実装。地下のみ、全二層（階層ではなく並列層）。通称「OD」。
ゲフェンの南方、亜人種オークが生息する村の地下にあるダンジョン。ゾンビ化したオークの群れや、捨てられた奇形種・ゼノークの住処になっている。

ミョルニール廃鉱 (Mt. Mjolnir)
2002年8月14日実装。地下のみ、全三層。通称「炭鉱」。アインベフ鉱山の実装以降は「廃鉱」とも。
ゲフェンの北東に位置する洞窟。ゾンビ化した鉱夫や、毒ガスの塊のモンスターが徘徊する。

昔は良質の石炭が取れる炭鉱として賑わっていたが、事業主の強引なやり方と無計画な採掘により、鉱夫の過労死や毒ガスの発生が相次ぎ、大規模な落盤を機に閉鎖された。
携帯電話アプリ『ラグナロクオンラインサーガ シーフと禁断の秘術』では邪悪な錬金術師ブザンジャムの魂が封印されており、廃坑の最上部（外）が最終決戦の舞台となった。
スフィンクスダンジョン (Sphinx)
2002年8月14日実装。地下のみ、全五層。通称「SD」。
モロクの真西に位置する古代遺跡。守り神スフィンクスを象ったと思われるスフィンクス像の真下に存在する。古代の民がそのまま蘇ったかのようなモンスターが生息する。最上部には古代の民の王と思われるファラオが君臨している。

蟻地獄 (Ant Hell)
2002年8月14日実装。地下のみ、全二層。通称「蟻」。
モロクの東方、ソグラト砂漠地方に生息する巨大蟻・アンドレ族の住処。女王蟻マヤーもここに生息する。

砂漠の2点間をつなぐトンネルのような構造をしているが、入るときはどちらから入っても同じ場所に出る。
グラストヘイム古城 (Glast Heim)
2002年11月29日実装。全十七層。通称「GH」。
ゲフェン北西に位置する、巨大な廃城。『ラグナロクオンライン』屈指の巨大なダンジョン。より小さな複数のダンジョンの集合体であり、それぞれ「監獄」「室内」「騎士団」「古城」「修道院」「カタコンベ」「階段」「水路」「最下層（地下洞窟）」と呼ばれる。内部はエリアごとに異なる特徴を持ち、「室内」は騎士の亡霊が乗り移ったような鎧のモンスターが闊歩し、「修道院」や「カタコンベ」は主にアンデッドが生息している。「水路」や「最下層」には泥で出来たモンスターや、ワニのモンスターなどもいる。カタコンベでは闇の王・ダークロードが彷徨っている。

300年ほど前にシュミッツ王によって建てられた城。しかしある時に国王シュミッツが失踪、後に亡者のヴァルキリー・ヒルメルズに侵攻され滅びてしまう。
なお、グラストヘイム古城フィールドの北西には、神々であるバルドゥルが使っていた剣が安置されているが、入手することはできない。
コモド周辺洞窟
2003年5月27日実装。一層が3ヶ所の全三層。方角により「コモド西」「コモド北」「コモド東」と呼び分けられる。
コモドの町の周辺に存在する洞窟。西洞窟カル (Karu - the West Cave) 、北洞窟ルワンダ (Ruande - the Northern Cave) 、東洞窟マオ (Mao - the East Cave) の3つに分かれる。内部は湿気が多いらしく水棲生物や両生類、また洞窟らしく鉱石質のモンスターが徘徊している。モンスター・メデューサは西洞窟にしか出現しない。

北洞窟ルワンダと東洞窟マオはコモドの町と洞窟の外を繋いでいるが、西洞窟カルは行き止まりである。
タートルアイランド (Turtle Island Dungeon)
2003年7月29日実装。地上一層、地下三層の全四層。通称「亀」「亀島」。
アルベルタから渡航できる、その名の通り亀の形をした島の地上および地下ダンジョン。基本的にモンスターのほとんどが亀である。最深部には全ての亀の親玉である亀将軍ことタートルジェネラルが生息している。
渡航するには、アルベルタでタートルアイランドの噂を聞く必要がある。

このダンジョンが存在する島はアークトゥルスにも登場する。ただし、こちらでは亀に酷似した島のような形状を持つ怪物として登場している。
ゲフェニア遺跡 (Geffenia)
2005年10月25日実装。地下のみ、全四層。通称「ニア」。

位置的にはゲフェニアダンジョンのさらに奥であるが、繋がっている訳ではないので区別される。3層にはドッペルゲンガーが、4層にはロードオブデス（女王ヘル）が支配している。天使とその怒りの顕現だと言われる魔族が徘徊しているため、聖属性と闇族が入り混じった特殊なダンジョンとなっている。
ニブルヘイムの女王ヘルと、天界の女神ヴァルキリーの双方に認められて初めて足を踏み入れることができる。具体的には、The Signクエストをクリアしたプレイヤーのみ、入り口の扉を開けることができる（開かれた扉には誰でも入れる）。

次元の狭間
2008年9月9日実装。全三層（階層ではなく、砂漠というフィールドが変異した場所のため並列層）。通称「狭間」。
モロクのすぐ東、実装以前はソグラト砂漠だったフィールドで、魔王モロクが開いたとされる異次元が、ねじ曲がった形で展開された領域。ソグラト砂漠に元々いた生物たちは追い払われ、魔王モロクとその現身が闊歩している。単純に威力が高いスキルを使うだけではなく、こちらの戦闘能力を落としたりするいやらしい敵が多数いる。特に最深部で全てがBOSSクラスの実力を持った現身とモロクだけうろついており、非常に危険な場所となっている。
奥のフィールドへは、モロクでコンチネンタルガードに入団したキャラクターのみ入れる。
古代、緑の大地だった地域の一部が、魔剣士タナトスと魔王モロクの死闘で砂漠と化し、ソグラト砂漠と呼ばれるようになった。そして現代、魔王モロクの復活に伴う魔王と人間の戦いにより、砂漠の一部が生物の住めないものと化してしまった。
事実上、ミッドガルド大陸最後のダンジョンである。
エンドレスタワー
2009年3月31日実装。全102階（通常のマップ1枚分に複数の階を設置して階層化している）。通称「ET」。
アルベルタから渡航できる小島ミスティーアイランドに入口があるメモリアルダンジョン。螺旋状の小部屋1つを1つの階層と見做し、その階に出現する全てのモンスターを倒して塔の最上階を目指す。階層は一方通行で、登ることはできても降りることはできない。出現するモンスターは各階ごとに決まっており、低層は弱く、高層に行くほど強くなっていく。また、5階ごとにボスモンスターが配置されている。最上階には闇夜の覇王ナハトズィーガーが待ち構えている。
ベースレベル50以上のキャラクターのみ入れる。

エンドレスタワー自体は海の中に聳え立っており、画面の大きさや表示角度を調整すれば、ミスティーアイランドから塔の外観を見ることができる。また25層ごとに入手できる「闇の灰」を1Fの松明に使用することで、前回の続きから挑戦が可能。
長年多くのプレイヤーに親しまれてきたが、2023年11月28日のアップデートで突如飛来した流星の直撃により崩壊。その正体は死を司る星座「黒炎龍ベテルギウス」だった。この事件によりエンドレスタワーは消滅し、Lv250以上専用の超高難易度ダンジョン「星座の塔」へ置き換わることになる。

#### シュバルツバルド共和国内
時計塔 (Clock Tower)
2002年11月29日実装。地上四層、地下四層の全八層。通称「時計」。
アルデバランの中央に位置するシンボルタワー。地上部分は時計の内部機関が見られる機械塔であり、時計を象ったロボットのようなモンスターが多く生息する。地下は整備されている部分もあるがほとんどの部分は土がむき出しの洞窟であり、もともと塔を建造したオーク族の末裔の住処になっている部分もあれば、浸水して魚介生物が棲んでいる部分もある。最上層と最下層には魔剣が徘徊している。また近年には時間の捻れた空間が発見され、その中はさらに強力な魔物が生息している。
塔内には誰でも入れるが、最上層と最下層へ入るには鍵が必要。鍵は塔内のモンスターを倒せば手に入る。捻れた時間の時計塔はレベル150以上より入場可能。

ノーグロード (Magma Dungeon)
2003年10月7日実装。全三層。通称「ノグロ」「農具」。
ジュノーの南東に存在する、溶岩が流れる灼熱の洞窟。1層は炎や溶岩のような形をしたモンスターが、2層は火の悪魔や竜が棲んでいる。3層は更なる高温のためか、2層までにいたモンスターが硬化して非常に強力になっている。またその中には硬化して環境に適応したムスペルスコールの姿も確認されている。

よく火山と間違われる。
アインベフ鉱山 (Mine Dungeon)
2005年10月25日実装。地下のみ、全二層。通称「鉱山」「炭鉱」。
アインベフの北側に位置する鉱山。ミョルニール鉱山と酷似しているが、こちらはまだ採掘が行われている鉱山である。しかし最近起こった落盤の後、毒ガスの塊に目玉がついたようなモンスターが大量発生して困っているらしい。また、動き出して失踪した大量のクマのぬいぐるみが立てこもっているという話も。掘削用機械の成れの果てであろうボス、RSX-0806が機械音を鳴らしながら2層を徘徊している。

この鉱脈資源は広大な範囲に広がっており、ミョルニール廃鉱とアインベフ鉱山は同じ鉱脈である。
以前は良質の石炭が掘れる鉱山として賑わっていたが、ある時ある鉱夫が「ユミルの心臓の欠片」を発見してしまったことにより、レッケンベル社に目を付けられ落盤事故を仕組まれた。また、ユミルの心臓の欠片を掘り起こしてしまったことで、「特殊な力を持つ鉱石の周りに棲む」と言われる鉱山の主・ウンゴリアントが同時に鉱山内に出現し、モンスターが徘徊するようになった。また落盤事故の救助に向かって消息を絶った消防隊員たちは、モンスターとして生体研究所に登場している。

生体研究所 (Somatology Laboratory)
2006年3月14日実装。地下のみ、全四層。通称「生体」。

リヒタルゼンにあるレッケンベル本社ビルの地下に存在するレゲンシュルム研究所。実験体のクローンや拉致され実験体にされた冒険者の怨念が実体化して彷徨っている。特に廃棄施設だった3F以降には上位2次職の姿をとった怨念が徘徊しており、上位職でも決して油断のできない難易度を誇る上級ダンジョンとなっている。
3Fには転生前：Lv95以上/転生後：Lv90以上の高レベルの者しか立ち入りできない。

ホムンクルス技術を応用して新型ガーディアン製造のための人体実験を繰り返していた非合法の研究所である。
なおプリーストのスキル、レディムプティオの話に出てくるハイプリースト「マーガレッタ=ソリン」はここで変わり果てた姿で見つけられる。また、他の実験体の怨念にもバックストーリー（生前の話）が存在し、韓国公式サイトに記述されている。

ジュピロス廃墟
2006年3月14日実装。全三層。通称「JD」。
アルデバランの北西、ジュノーの南東に位置する廃墟。ロボットのような姿の機械系モンスターが多数生息しており、最深部では廃墟の警備システムを管理している巨大ロボット・ヴェスパーが冒険者を待ち続けている。

アビスレイク洞窟 (Abyss Lake)
2006年7月4日実装。全三層。通称「アビス」。
ジュノーの東、フィゲルの南に位置する、ぽっかりと大地に穴が開いたかのようなダンジョン。竜族の住処となっており、フィゲル付近を航行する飛行船がたまに襲われるらしい（ゲーム中、飛行船に乗っている時に竜が襲撃をかけてくるということは実際には無い）。最下層には飛行船などからかき集めたと思われる財宝が積み上げられ、それを守る恐ろしく強い竜・データルザウルスが徘徊している。

タナトスタワー (Thanatos Tower)
2006年7月4日実装。地上のみ、全十三層。通称「棚」。
フィゲルの西、ジュノーの北東にある塔。タナトスの負の感情が実体化したと言われるモンスターや、天使のような姿モンスターが生息している。一説によれば、天使の怒り狂った姿が魔族だといわれている。
ジョンダイベントが調査のために強力なモンスターを排除する人員を募っているため、地上13階建てのうちある程度モンスターが排除されている1-2階は自由に立ち入れるが、3階以降は傭兵契約して一定人数以上でパーティーを組んだものしか、7階以降は上位2次職以上でしか足を踏み入れることができない。
最上階では魔剣士タナトスの思念体を降臨させることができる。そのためにはタナトスタワーの謎を解き、特定のアイテムを手に入れる必要がある。

建造理由は不明で、天使が建てたとも魔族が建てたとも言われる。「タナトス」の名が書かれていたため、遥か昔に現れた魔王モロクを封印した勇者タナトスを称えて建造されたという説が有力。
その正体は魔族が建造した異世界とのゲート。ただし現在は繋がる位置を変更したうえで封印されている。ゲートから出現した魔王モロクと「彼女」と呼ばれる謎の人物との戦いの記録が残されている。

機械人形工場 (Machine Doll Factory)
2006年10月24日実装。全二層。

アルデバランの北西、ジュノーの南東にある、キル・ハイル企業の機械人形の秘密工場。学院で教育中の第三世代機械人形をキエル・ハイルの部下カイゾがさらい、レッケンベルと手を結んだキエル・ハイルが機械人形を兵器に改造している。また、キエル・ハイルが自身の新ボディのプロトタイプとして作った第四世代機械人形のプロトタイプであるキエル-D-01が徘徊している。

オーディン神殿(Odin Temple)
2006年10月24日実装。全三層。通称「おでん」。

フィゲルから渡航できる、オーディン神殿の遺跡がある島。戦乙女ヴァルキリーに酷似した戦士ランドグリスが登場する。ヴァルハラにいるヴァルキリーとの関連性は不明。なぜか強力な天使族と悪魔族が混在しており、ランドグリスの分身（ゴースト）も徘徊しているため非常に危険な場所である。

ここに登場するモンスターの名前はランドグリス、スケギョルト、プルス（開発スタッフがÞをPと誤読しており、本来は「スルーズ」である）、スコゴルなど、北欧神話のヴァルキリーの名前を元にしている。
暗黒時代の記憶
2011年11月22日実装。全二層。

PSPソフト『ラグナロク 〜光と闇の皇女〜』（ラグヒカ）との連動を謳ったメモリアルダンジョン。ラグヒカのストーリーを背景にしているものの、ラグナロクオンライン本編との直接的な関連性は無く、ラグヒカをプレイしていなくてもダンジョン攻略に影響は無い。

#### アルナベルツ教国内
氷の洞窟 (Ice Dugeon)
2007年7月3日実装。地下のみ、全三層。通称「氷D」。
その名の通り氷に覆われたダンジョン。雪男や氷でできているモンスターが登場する。最深部には氷のトカゲのようなモンスター「クトルラナックス」が何かを守るかのように待ち構えている。

ラヘルにおけるアルナベルツ教団の教祖を担う人物は「左右で違う瞳の色であり、白い肌・白髪で、神と身近に感じることができる能力を持つ女性」であるが、当代の教祖となるべき少女が男女の双子で生まれてしまったため、少年の方を忌み子として封印した洞窟。最深部には「トールの炎」と呼ばれるトール火山の炎が灯っており、その奥で、少年が氷漬けで封印されている。クトルラナックスはこれを守るために教団によって配置された、ガーディアンのような存在である。フレイヤ神殿聖域に隠された「ルーミン1級の秘密」という秘密文書を見ることで、設定背景を知ることができる。
セスルムニル大神殿地下聖域(Rachel Sanctuary)
2007年7月3日実装。全五層。通称「聖域」。
フレイヤを奉っているセスルムニル神殿の聖域。ワールド内である程度の額の献金が溜まらなければ開放されないという特徴がある（ただし現在は全てのサーバーにおいて献金は完了している）。聖域内にはボロボロになったり、血に塗れたりしたフレイア教信徒の服装をし、凶器を持った人影が徘徊している。最下層にはグルームアンダーナイトというボスがいる。

本来この聖域は、教団の大神官や、教祖ですら立ち入ることができない場所であるとされているが、実際にはそれを利用してこの聖域内で非人道的な実験を行っている者がいる。その実験のうちの一つが「暗黒の意思」という物体による精神支配であり、（本来は大人しく人間を襲ったりしない種も含めて）これを埋め込まれ好戦的になったモンスターが徘徊している。シュバルツバルドの飛行船を襲撃したモンスターと同じ種も見られるため、飛行船を襲撃したモンスターはアルナベルツが操っていたことが分かるが、聖域内に徘徊しているものは暴走している状態にある。また、聖域の奥にはユミルの心臓の欠片が幾つも安置されており、モンスターを利用して飛行船を襲わせたのも、この類の技術を狙ってのことだと目されている。
トール火山 (Thor Volcano)
2007年10月23日実装。全三層。

生体工学研究所に次ぐRO屈指のダンジョン。中には凶暴化な炎の精霊たちが棲んでいるほか、ラヘル軍兵やガーディアンが侵入者を排除しようと襲ってくる。

休火山。周辺住民は火山の炎を戦神トールの怒りと考え、近づこうとはしない。
過去、火山に住まう邪悪な精霊と雷神トールとの激しい戦いがあった。トールの怒りが炎となり、魔神イフリートが誕生したと言われている。なお、神話ではイフリートは男性、女性の場合はイフリータと呼ばれる。
奥にはアルナベルツの軍事基地が隠されている。死火山ではないので火山の中に基地を建設するのは危険が伴うのだが、ガーディアンや擬似ユミルの心臓の製造に必要な鉱物の精製に火山熱が必要なため、火山の中に建設されている。軍事国家ではないアルナベルツがなぜこのような大規模かつ近代的な軍事施設を有するのかというと、フレイヤ信仰を元にするラヘルの神官たちは女神フレイヤの復活を悲願としているが、その手段の一つが「ユミルの心臓の完成」である。ユミルの心臓の完成に向けて「各地に眠っている心臓を発掘し収集する」ことと「科学的に人の手で作り出す」ことの2通りのアプローチを試み、この基地は前者の「急進派」と呼ばれる派閥が建造・管理している。ユミルの心臓の欠片は各地で発掘されるが、アルナベルツとシュバルツバルドの領地内で発掘される数が余りに少ないため、残りのほとんどはルーンミッドガッツ王国内にあると考え、宗教的に対立してきた歴史も相まって、ユミルの心臓の奪取をかねてルーンミッドガッツ王国に侵略戦争を仕掛けるためのものである。
忘れられた修道院 (Monastery)
2008年3月4日実装。全三層。通称「名無し」。

ベインスからさらに南へと船で進んだところにある、名も無き小さな島にある修道院。悪霊と不死者によって埋め尽くされており、最奥には地獄の蝿の王ヴェルゼブブが居座っている。それらの原因となった修道院の大神官ヒバムも、堕落して魔の力に取り付かれた状態で修道院の中をさまよっている。また、事件発覚の発端となった「偶然確保した他国の要人」のその後も見ることができる。

あるときヒバムが興味本位でヴェルゼブブを召喚してしまったため、島そのものが悪霊と住民の成れの果てである不死者によって埋め尽くされ、生還した者も精神に異常をきたしてしまうほどの魔窟と化した（ヴェルゼブブが基本的に「夜」の存在であるためか、今でも昼間は静かな修養地としての面影を見ることができる）。

#### アッシュ・バキューム
イグドラシル中心部
全二層。

異世界の西部にある巨大な木の内部。そこには様々な生物が闊歩している。ラタトスクやドゥネイール（ドゥネイル）といったいくつかのモンスターは北欧神話のそれと同じ性格と思われる。また、その最奧には北欧神話にてイグドラシルの根をかじっているとされるニーズヘッグの、その影が生息しているが、討伐するためにはいくつかの手段を踏む必要がある。ウンバラからいけるフベルゲルミルの泉は、中心部の上方に位置する場所となっている。
ニーズヘッグの巣
2009年11月17日実装。全二層。通称「ニーズ」。
水を擬人化させたようなモンスターが多数徘徊しており、巨木の巨人であるエンシェントツリーなどはここにしか出現しない。だが、後のアップデートでイグドラシル中心部1層にも出現するようになった。最奥にはMVPモンスターであるニーズヘッグの影が待ち構えている。

イグドラシル中心部の第二層にある「守護者の門」を越えた先に広がるメモリアルダンジョン。
イグドラシルの守護者と呼ばれるニーズヘッグが眠っていたが、今ではニーズヘッグの影から生まれた邪悪な存在が隠れ蓑として使っているに過ぎない。
カミダルトンネル
2010年10月5日実装。全一層。

鉱山都市マヌクからアバランチェの許可を得ると通行可能なダンジョン。首都エルディカスティスにいくためには広大なカミダル山脈を通らなければならないが、あまりにも巨大すぎるため登山できず、首都付近との直通トンネルが設けられた。それがカミダルトンネルの誕生である。
スカラバホール
2010年10月5日実装。全一層。
スカラバと呼ばれる甲虫モンスターが多数徘徊しており、空洞を伝ってカミダルトンネルにも出没している。MVPモンスターである女王スカラバが徘徊する。

カミダルトンネルが地盤沈下を起こし、それによって空洞ができたことで発見されたダンジョン。位置的にはカミダルトンネルの奥になる。
スカラバガーデン
2010年10月5日実装。全一層。通称「庭」。
上記のスカラバホールを数段強化したダンジョン。スカラバの亜種がはびこるダンジョンで、MVPモンスターである甲帝スカラバが徘徊している。雑魚敵のほとんどが強力な地属性攻撃を多用してくるため、対策を怠ると一瞬でゲームオーバーとなる。

スカラバホールのさらに奥に位置する。
霧の森
2011年11月15日実装。全一層。

ラフィネ族が住む二つの街、スプレンディッドとモーラを繋ぐメモリアルダンジョン。

#### その他の地域
おもちゃ工場 (Toy Factory)
2002年12月20日実装。地上のみ、全二層。通称「おもちゃ」「玩具」。
ルティエの北に存在する、さまざまなおもちゃを製造し出荷している工場。1Fの倉庫には、なぜかポリン種が大量に生息している。2Fの分類所には、警備ロボットと思われるぜんまい仕掛けのおもちゃの兵隊や、トナカイのような顔をした吹雪の騎士・ストームナイトが徘徊している。

ギルドダンジョン
2003年7月29日/2009年1月27日実装。一層が6ヶ所の全六層。
GvGで砦の所有権を得たギルドのメンバーだけが入れるダンジョン。砦の地下に位置する。フィールドや他のダンジョンのボスモンスターが徘徊する。

#### グローバルマップ併設
天津迷宮 (Amatsu Dungeon)
2003年12月01日実装。地下のみ、全三層。通称「アマツ」。
天津城の屋根裏から通じる封印された不思議な空間のダンジョン。戦死者とみられるアンデッドモンスターや妖怪などが巣食っている。最下層には子供の身体を依り代に現世に姿を現した武士の亡霊、怨霊武士が待ち構えている。
天津城主から発行してもらった手形を持っているキャラクターのみ入れる。

崑崙ダンジョン (Konron Ancient Shrine)
2004年2月17日実装。地上のみ、全三層。通称「コンロン」。
崑崙の北に位置する、古い神殿跡とその後ろにある洞窟。邪悪な桃の木である人面桃樹、悪仙である天邪仙人などが大量に住み着いており、最上層には白蛇の化物、黒蛇王が住まう。

元々は仙人の住む洞窟だったようだが、最近は悪仙が住み着いているようである。洞窟なのに途中で空の上に浮かんでいたり、囲碁盤のような地面だったり色々と内部構造が不明なダンジョン。
龍之城ダンジョン (The Royal Tomb)
2005年4月26日実装。地下のみ、全三層。

龍之城の北西から入る地下洞窟。古代の皇帝の王陵であり、炭鉱のような通路を抜けた先にある内部は、水面に浮かぶ巨大な宮殿が存在する。宮殿には天から舞い降りた天女を思わせるボスモンスター、ペクソジンが存在する。なお、人気モンスタームナック・ボンゴンの兄弟（姉妹）だと思われる「ヒェグン」というモンスターが登場するが、地理的な関係からか、はたまた本人の性別が分かりづらいからか、ムナックボンゴンほどの人気を獲得するには至っていない。
アユタヤダンジョン (Ancient Shrine)
2005年7月12日実装。全二層。通称「アユタヤ」。
アユタヤの町の東に存在する。落ちると即死の落とし穴トラップがあったりする。2層にはタオグンカというボスが潜んでいたが、そのボスはコモド西洞窟に左遷され、現在はレディータニーという少女の姿をしたバナナの木の精がボスとして登場する。
「お守り」を作ってもらわないと近寄ることができない。

人食い虎の悪霊を封じ込めた古代の神殿とされる。
未開の島
2008年5月27日実装。地上のみ、全四層（階層ではなく並列層）。通称「モスコ」。
モスコビアから少し離れたところに位置する島々。植物や野生動物のモンスターが多い。森の奥深く、島の中心部には巨大な三つ首竜のモンスター・ゴピニク（ロシア語では「Змей Горыныч（ズメイ ゴリニチ）」。よって本来は「ゴリニチ」だが、オーディン神殿のプルスと同様にрをPと誤読している）が生息している。
渡航するには“クジラのような島”を探す必要がある。
文字通り人の手がほとんど入っておらず、草原や鬱蒼とした森が茂っている。どのような地形をしているのかも詳しく分かっていないらしいが、中心部にある沼から接着剤の材料が採れることなどを知っている人物もおり、どの程度未開なのかは不明。

滝の中の洞窟
2010年02月23日実装。地下のみ、全二層。
ブラジリス近辺にある洞窟。滝の中というだけありダンジョン内ほぼ全域が水場である。モンスターも水属性の敵ばかりだが、首なしラバという火属性のモンスターがそれに混じって出現する。最深部には全身に鈴をつけた火を噴く大蛇、ボイタタが生息する。
美術博物館に出没するオバケを退治したキャラクターのみ入れる。

### ローカルマッププロジェクト
各国への商業展開にあたり、進出した地域の特色を出したローカルマップを作成し提供していた。ローカルマップは、日本（アマツ）、台湾（コンロン）、中国（龍之城）、タイ（アユタヤ）と続いたが、ユーザーに不評だったため2005年3月に提供を凍結した。以後、ゲームの舞台であるルーンミッドガルド大陸のマップ拡張へと方針が戻された。この方針転換の後に、シュバルツバルド共和国の都市アインブロックなどが実装されている。一部に、アインブロックをドイツのローカルマップとする報道があったが、誤報である。フェイヨンの街は、開発メーカーがある韓国を題材としたマップだが、ローカルマップには含めない。
なお、「モスコビア」はロシアのローカルマップだが、このプロジェクトとは別にロシアの運営チームが独自に開発、実装したものである。しかし韓国の開発チームから評価を得たため、正式にゲームに組み込まれることとなった。
本編エピソードが停滞する2009年頃からは再びローカルマップ実装が再開され、モスコビア、ブラジル（ブラジリス）、インドネシア（デワタ）、フィリピン（ポートマラヤ）が実装されている。

## 用語・キーワード
アールブヘイム
ラフィネ族の故郷。ヨトゥンヘイムとは別の世界に存在する模様。
悪霊
無念を抱いて死者となり、成仏できずに現世を彷徨い続け、人間に危害を加えるモノ。邪悪な精神の塊の総称。
アッシュ・バキューム
ミッドガルド連合軍が名付けた、異世界の名称。
アンデッド
死体でありながら生者と同じように動き、その肉を喰らおうと襲い掛かる不死の怪物。実態のない悪霊とは違い、腐敗した肉体を持っている。
異世界
ミッドガルド大陸の世界とは別次元の世界。現在確認されているのは、アッシュ・バキューム、猫の手島、死者の国ニブルヘイムなどがある。
異教徒
主に、ルーンミッドガッツの聖職者がアルナベルツの住民達に対して呼ぶ名。その由来は、主神であるオーディンではなくその娘フレイヤを崇拝することから来ている。
イグドラシル
ニブルヘイム、アッシュ・バキューム、ミッドガルドの各世界の大地を貫く大樹。世界を貫く大樹とも呼ばれており、各世界につながっている。ただし、内部には凶悪なモンスターが巣食っているため非常に危険。
イルシオン
レッケンベルの研究部門の一つ。魔王モロク退場後のメインストーリーの敵役を担う組織で、シュバルツバルド編でマッドサイエンティスト・ボルセブが人体実験をおこなっていたレゲンシュルム研究所とはまた別の組織である。
レッケンベル会長の意向により「時間の逆行」「永遠の命」などの研究を進めていた。しかしその研究は行き詰まっていた事が幹部研究者の口から示唆されている。
イルシオンの研究者達は暗殺・誘拐・人体実験などの非道な所業を繰り返していたが、レッケンベル会長の命令によりルーンミッドガッツの王位継承の儀式を襲撃し、家宝である本物のユミルの心臓「テラ・グローリア」を強奪、さらには次期国王に瀕死の重傷を負わせてしまう。この事件をきっかけに捜査の手がリヒタルゼンまで及び、雇用主のレッケンベルから全ての責任を負わされて切り捨てられる事になった。
それ以降のメインストーリーではルーンミッドガッツ・シュバルツバルド両勢力と長きに渡り対立を続け、果てはユミルの心臓の欠片を狙ってアルナベルツ教国までも襲撃した。レッケンベルの一部門ながら一国の軍隊に匹敵する軍事力を持ち、改造人間で構成される大規模な私兵団「ハートハンター」を擁する。
ラグナロクオンラインのストーリーには珍しい「明るい」雰囲気の敵集団であり、今にもヒャッハーとか叫びそうな世紀末で三下なテンションの戦闘員、明らかにおかしい無尽蔵の兵力、逮捕されてギャグキャラに転落する幹部…などの要素から、プレイヤーの間ではネタ扱いされる事も多い。彼らの目的が「ユミルの心臓の力で最強になって暴れたい」という何の捻りも無い悪の組織である事や、人質を取っていながら正々堂々勝負を挑んでは散っていく等のご都合主義的な行動が目立つ事もコメディ色を強くしている。
ヴァルハラ
多くの戦士たちが最後に向かう、神々の住まう場所として伝えられている。ヴァルキリーの宮殿もヴァルハラの一部である。
ガーディアン
ルーン機関によって稼動する人型兵器。巨大な騎士の姿を模して作られ、高い攻撃力と機動力を持っている。
バルムントを迎えたレッケンベルが生み出し、そのせいで傭兵稼業が廃れてしまい傭兵達による反乱が起きたことがある。
カメレオン石鹸
銀砂ラクダの糞を元に精製される、ベインス産の特殊な石鹸。石鹸という名だが手を洗ったりするためのものではなく造形用の粘土のようなもので、所定の材料を混ぜ合わせた後自由に形を変えることができ、約20秒後に固まる。
擬似ユミルの心臓
大賢者バルムントが開発した、ユミルの心臓を人工的に作り出したもの。バルムントが製作に関わったものは、本物のユミルの心臓と比べてどの程度の違いがあるのかは不明だが、半永久的に動き続け途中で停止することもない、動力源として非常に優れたものであった。しかしプロジェクトがもたらすであろう結果に憂いを覚えたバルムントにより完成品と研究データは全て破棄されてしまっており、現存していない。
現在あるものはレッケンベル社がバルムントの研究データ無しで再現を試みたまがい物のまがい物であり、「ユミルの心臓のイミテーション」と呼ばれるもの。別名「ルーン機関」。こちらはバルムントの物に比べて出力でも劣り、ある程度使うと動作が止まってしまうため定期的な交換が必要な、大幅に性能が劣る不完全品であるが、それでも既存の蒸気機関等ではなし得なかったものを実現させるだけの力は持っている。その力は小さな欠片でも飛行船を動かせるほどらしい。
人体にルーン機関を組み込んで最強の兵士を作り出す研究も行われていたものの、無限に再生と分裂を繰り返すモンスターが生まれてしまい研究所ごと封鎖される結果となった。
翻訳の問題なのかは不明だが、ゲーム上では疑似ユミルの心臓もユミルの心臓と呼ばれていることが多い。これまでに登場した本物のユミルの心臓はプロンテラ、ジュノー、アインブロックに存在する3つの欠片のみで、それ以外はすべて擬似ユミルの心臓である。設定上はアルナベルツ教国も本物の欠片を隠し持っているとされ、イルシオンが聖域から盗み出したものは本物であるかのように扱われていたが、アルナベルツ編のストーリーでは聖域に安置されている欠片は疑似ユミルの心臓扱いだったりしているなど一貫性がない。
監視の炎
氷の洞窟三階層に置かれた、4つの炎。それを消すことで洞窟の主、クトゥルラナックスが出現する。
祈祷
聖職者たちが起こす奇跡のことを指す。また、アコライト系列スキルの別称。
銀砂ラクダ
カメレオン石鹸を精製するための糞を出すラクダ。作中ではベインスの花子のみが登場する。
禁断の神秘術書
ルーンミッドガッツ王国の図書館に保管されている書物。人知を超えた知識が記されているため、誰の目のも触れないようにされていたが、Z団に奪い取られてしまった。
空間転送
ワープポータルのように別の場所へと対象を送るスキルの総称。カプラ職員や一部のサポーターは、どんな場所だろうと送ることができる技量を持っている。
原子変換機器
レゲンシュルム地下二層に設置されている装置。レッケンベルはこの装置を用いて、非道な生体実験を繰り返していた。
現身
魔王モロクが生み出した分身。精霊型、人間型、物質型、天使型の四種類が存在する。いずれも通常のモンスターとは比較にならない力を持つため、倒すのが非常に困難。特に天使型は凄まじい威力を持つ範囲攻撃「パルスストライク」を使用するため、うかつに近寄ればPTが半壊する危険性がある。
なお、魔王モロクに付き添う現身は通常の現身を遥かに凌駕する力を秘めている。
賢者の石
ジェムストーンと似たような性質を持った、赤い宝石。多くの錬金術師たちが追い求めて止まない代物。
氷の粉
マジシャンの少年マヒオが見つけた不思議な粉。この粉は監視の炎を唯一消すことが可能で、クトゥルラナックスの召喚に必要なもの。
コンチネンタルガード
復活した魔王モロクを倒すために発足された勇士の軍団。
ジェムストーン
魔力を秘めた、宝石に酷似した石。それぞれ、レッド、ブルー、イエローの3種類存在する。主に魔法や儀式、合成などの媒介によく使われる。
色によっておおまかな性質が決まっており、ブルーはアコライト系スキルと一部のマジシャン系スキルで使われる。イエローはセージ系スキルでの消費がほとんど。レッドは魔法ではなくアサシンの毒系のスキルの触媒になる事が多い。また魔法以外でも、クエストの演出では「緑ポーションにイエロージェムストーンを入れる」と言う調合が登場する。
時空の裂け目
次元に狭間に追いやられた魔王モロクが作り出した、異世界への入り口。ここからアッシュ・バキュームへ行くことができる。
守護の門
大樹イグドラシルの中心部に建設された巨大な門。門の向こうには大樹の守護者と呼ばれるニーズヘッグが眠っており、中に入るためには侍従の力が必要となる。
聖戦
約1000年前、ミッドガルド大陸で行われた大戦。魔族、人間、神々の三つ巴の争いとなったが、古代兵器ユミルの暴走により、互いに停戦協定を結ぶことで終結した。クルセイダーたちは、再びこの聖戦に備えている。
センチネルブリーズ
神々の剣。原作にも登場する。グラストヘイムの北西に突き刺さっている。なお、引き抜くことはできない。およそ200年前にフェンリルによって引き抜かれたが、現代では何故か再び元の場所に戻っている。
天使
タナトスタワーやゲフェニアで姿を見せる。その外見から天使と呼称されるが、研究した結果モンスターだといわれている。ジョンダイベントがタナトスタワーの調査を本格的に始めた途端に出現し、甚大な被害を与えた。
一説によれば、魔族とは天使の怒りが具現化したものだと言われている。
時計塔
アルデバランの中心部に建造された、不可思議な塔。人間の生み出した芸術品として、あるいはオークが生み出した呪われた塔とも言われている。地下には呪いを受けて捕らわれてしまったオークたちがうごめいている。
塔の内部には形状からしてベンチのような椅子だと思われるオブジェクトが各地に設置されているが、椅子だとすると人間やオークが座るものとしては明らかに巨大で、同じく人間よりも巨大な人骨が散乱するグラストヘイムの建物のサイズ基準に似る。
トールの炎
大神官たちがクトゥルラナックスを脅すために使ったもの。大神官たちは、この炎で氷の洞窟を焼き払うと脅し、洞窟の主であるクトゥルラナックスにあるものを守護させている。
ドワーフ
人間の半分ほどしか背丈がないが、鍛冶師として高い知識を持っている種族。人間では製造できない装備を作ることが可能。
猫の手島（マランアイランド）
アッシュ・バキュームに迷い込んだ人間大の猫たちが暮らしていた大地のこと。
飛行船
ルーン機関を動力にして空を翔る巨大な船。各都市に建造された空港から、乗客を乗せて世界中を回ることができる。
不思議なメダル
フィゲルでしか採れない特殊な金属を用いて造られたメダル。希少価値が非常に高い。
ブラディウム
マヌクフィールド付近で採れる珍しい鉱石。武具の作製などに使用される。
ヘリオンの眼
死んだヘリオン・レボノントの眼。まるで紅く輝く宝石に見える。
ヘリオン・レボノント
美しい宝石の内に魔性を宿した悪魔。その美しさに魅入られたものは、肉体と精神を支配されヘリオンの身代となる。強い精神を持つものでなければ、触れることもできない。
魔王
強大な力を持った魔族に与えられた二つ名。
魔剣
この世とは違う次元から呼び出された特殊な3本の剣。ミョルニール山脈の賢者が記した秘術で召喚されたが、全て消滅。精製方法を知る人物に材料を持っていくことで造ってもらえる。
魔剣（2）
前述の魔剣とは別の物。特殊な能力を持った剣がそう呼ばれている。魔人ナハトズィーガーの持つ双剣や魔女メロプシュムのテイルフィングがこれに当たる。
魔剣エクスキューショナー
処刑人の名を冠した禍々しい両手剣。レッケンベルが秘密裏に入手し、不完全な常態から完全な形にしようとしたが事故により失敗。二度と復元できなくなってしまった。
魔族
強大な魔力と力を有する魔性の一族。悪魔とも呼称されることもある。日の当たる場所は好まず、寂れた古城や薄暗い洞穴に巣食う傾向がある。キューペットにすることができるジルタスも魔族の一員である。
魔法
魔術師が魔力を練って用いるスキルの総称。
魔力
素質のあるものしか感じ取れず、また操ることのできない一種のエネルギー。これを形にすることで魔法を発動させる。
ミッドガッツ3ヶ国同盟
異世界アッシュ・バキュームの調査のため、アルナベルツ、ルーンミッドガッツ、シュバルツバルドが組んだ同盟の名称。
メタリウム
ベインス周辺から採れる黒い石。頑丈な鉱石で、溶かして加工するためには相当な温度で熱さなければならない。人体に対して有害物質を含んでおり、身体中に気だるさを感じさせる。
ラヘル軍急進派が秘密裏に建設したトール火山基地で、兵器の精製に使用されている。
レッケンベル
共和国の都市リヒタルゼンに居を構える創業500年の巨大企業。長年、大統領を傀儡として共和国の影から暗躍し、歴史を操っている。提出される法律もほとんどがレッケンベルにとって有利な物となっている。
表向きは巨大企業として君臨しているが、その実態は兵器密輸から生体実験、暗殺、誘拐など悪事に手を染める非道な一派。
中核メンバーは自分たち以外の人類を子供同然の存在と見なしており、「危険なおもちゃ」が広まらないように世界の科学技術レベルをコントロールしてきたと言う。幹部の中には500年以上容姿が変わっていない者もいる。
ルーン機関
擬似ユミルの心臓の別称。飛行船の船長など、一部の人間しか知らない名称でもある。
ユミルの心臓
数百年前の大戦に用いられた、人間側の古代兵器。絶大な破壊力によって神々と魔族を追い詰めるが、最終的に暴走し人間側も相当な被害を受けてしまった。
以後、人間、神々、魔族の3種族は一時的に休戦。ユミルの心臓を破壊した。
2013年11月12日のアップデートにより設定が一部変更。最新の設定では、遥か昔に世界を消し去ろうとした「ユミル」と呼ばれる存在の心臓であるとされている。魔王モロクによればユミルは世界創造の力も持ち合わせていたらしい。
ユミルの心臓のかけら
砕け散り、世界各地に飛び散ったユミルの心臓の一部。プレイヤーはこれを捜し求めることを目的とし、世界を駆ける。
現在、プロンテラ城地下、セージキャッスル地下、アインブロック研究所の3箇所に存在が確認されている。ただし、アインブロックのものはアインベフ鉱山から発掘された物であり、緘口令が布かれているため存在を知る人物は少ない。また、プロンテラ地下の巨大なユミルの心臓の欠片は王族すら知らない内にレプリカにすり替えられていた事が判明している。現代のプロンテラには指先ほどの非常に小さな断片しか残されていない。
本物のユミルの心臓だと明言されている欠片はこの3つのみだが、本物か模造品か曖昧な物も存在する。イルシオンがアルナベルツの聖域セスルムニルから盗み出し、古代の蛇神ラスガンドの復活に使った欠片は、本物のユミルの心臓なのか疑似ユミルの心臓なのか曖昧な扱いをされている。
傭兵
報酬と引き換えに武力を振るう雇われ集団のこと。戦いがそのまま収入につながるので、戦争がなければ稼ぎが手に入らない。
韓国サーバーではプレイヤーが呼び出せる味方NPCとしても実装済みだが、日本サーバーでは実装が見送られた。
傭兵システム自体は一部のクエスト等に流用されている。しかしインフレに取り残された戦力にならない存在であったり、護衛対象としての登場だったりする事が多い。
ヨトゥンヘイム
アッシュ・バキュームの正式名称。

## 各国における運営
本作は開発元である韓国を初め62カ国でサービス提供がされている。しかし、プレイヤーの嗜好の違い、競合ゲームとの兼ね合いなどにより人気はまちまちであり、そのため既に運営を終了した国も存在する。基本的には各国内プレイヤー向けだが、日本からプレイできるラグナロクオンラインもある。

### サービス提供国
正式サービスが開始された順に列挙する。
番号. 正式サービス開始時期 - 地域名（サポート言語）
1. 2002年8月 - 韓国（韓国語）
2. 2002年11月 - 台湾・香港（繁体中国語）
3. 2002年12月 - 日本（日本語）
4. 2003年3月 - タイ（タイ語）
5. 2003年5月 - 中国（簡体中国語）
6. 2003年6月 - 北アメリカ地域（英語） ※国際サーバ
7. 2003年8月 - フィリピン（英語）
8. 2003年11月 - インドネシア（英語）
9. 2004年4月 - マレーシア/シンガポール（マレー語/英語）
10. 2004年10月 - インド（英語）
11. 2004年12月 - ブラジル（ポルトガル語）
12. 2006年5月 - ベトナム（ベトナム語）※行政機関よりサービス停止命令を受け、公式サイトは削除されている[6][7]
13. テストサービス中 - ロシア（ロシア語）
14. テストサービス中 - スペイン・南アメリカ地域（スペイン語）
15. テストサービス中 - フランス（フランス語）

### 韓国 (kRO)
管理は開発元であるグラビティ社が兼ねており、常に世界に先駆けて新しいサービスや修正パッチが提供されることが特徴である。特に、テストサーバーであるサクライにおいては、バランステストも兼ねた最新の機能や職業などが提供されるため、世界的に動向が注目されている。
ただし、プレイヤー数や期間の問題で十分なテストが行われず、不具合のあるまま本サーバーに実装されることもある。サーバーへの実装はどの国よりも早いが、ドロップアイテムが設定されないまま新規モンスターが登場することもある。
韓国のサーバーでプレイするには韓国の住民登録番号が必要となるため、海外からのプレイは不可能である。したがって、国外のプレイヤーが情報を得るためには、韓国ユーザの情報サイトを頼ることになる。
特殊ワールドとしてサラ（成人専用）・サクライ（テストサーバ）・ウルド（プレイヤーキルサーバ）があった。
後発ゲームへのユーザーの流出などにより顧客離れが進行しており、2006年10月末から11月頭にかけ1アカウントのキャラクター数を9と変更した上でサラ・ウルド・サクライ以外の8つある通常サーバを4つに統合した。
また、2008年5月14日から基本料金無料のバフォメットと呼ばれる新サーバが設置された。このサーバは経験値及びアイテムドロップ率が通常の50%に設定されており、入手可能アイテム等にも制限がある。またアイテム課金制を取り入れている。現在もっとも接続人数が多い。
2009年2月にはデフォールテ、ソリン、3月にはグラリス、テーリング、ミスティサーバが統合され、タナトス、ランドグリス、サラのみに、4月には無料サーバはバフォメット、ドッペルゲンガーサーバが統合され、バフォメットサーバのみとなり、有料サーバの接続者が2009年3月4日の時点で2235人程(午後10時40分計測)にまで減少した。
3次職実装後に接続者数が回復したがその後漸減傾向が続いていた。
2010年11月に全サーバーでプレー料金が基本無料化。減少傾向に多少の歯止めがかかっているようである。
現在のプレイヤー数は昔と比べれば非常に少なくなっており、本家にも関わらず韓国では既に終わったゲームのような扱いを受ける事も多いが、近年はプレイ人口が回復傾向にある。Gravity社のIR資料によれば2023年時点の最大同時接続数は8212人で、日本版とほぼ同水準。

### 国際 (iRO)
グラビティ社直営の全世界からプレイ可能なラグナロクオンライン。多くの国でサービスされているROの中で国名を冠していないサーバーの1つで、設置されている国はアメリカ合衆国。
ワールドはChaos・Thor(以上2つはRenewal)とLoki(Classic)、Odin(Re:Start)の4つがある(2017年11月現在)。その他、テストサーバーとして誰でも参加可能なSakrayがある。様々な国々のプレイヤーが参加しており、時差のため特定の時間帯に人数が集中せず、サーバーの負担が少ない。使用するゲームクライアントはChaos・Thorが兼用で、他3つは日本のUrdrと同じく専用のものになる。ただし、インストーラーが分かれているのはOdinのみで、それ以外はセットとして一通り入っている。
Chaos：以前より存在していたValkyrie・Yggdrasil(以上2つは基本無料)・Ymir(月額)の3ワールドが2012年12月18日に統合されたサーバー。
Thor：pROの後継サーバー。2015年4月頃に開設。
Loki：転生2次職まででリニューアル前仕様のサーバー。2014年6月頃に開設。
Odin：リニューアル仕様のサーバーだが経験値システムなどが変更されている。2017年7月頃に開設。2-1次職までの状態から始まり、徐々にパッチ拡張して現在のRenewalサーバー同様に近付けて行くという、日本のBreidablikサーバー初期と似た手法を採っている模様で、まだ未実装部分も多い。ゲームタイトルがRagnarok Online Re:Startとされ、公式サイトとゲームアカウントも別扱いになっている。また、RMT業者の宣伝BOTが多い。
国際的に広く開かれたサーバーで、英語の壁を除くと総じて良好な面が多いために日本版から移転してきたプレイヤーもいる。プレイヤーの中には、同じ出身国のプレイヤー同士で人脈を形成し、行動するプレイヤーもいる。また、2007年3月に運営終了したオセアニア(oRO)のキャラクターデータはこのiROに収容された。プレイに対する文化や習慣では日本のラグナロクと異なる部分が多くある。
基本的に無料でプレイできるが、倉庫の利用料など幾つかの制限がある。制限解除には月額料金が必要になり、それとはまた別に料金を支払うことで、キャラクターの名前を変更できるサービス(全サーバー対象)や、キャラクターを他のサーバーに移動できるサービスも提供されている。利用料金はクレジットカード・郵便局・銀行(インターネット銀行)などから支払うことができる。また、月額料金は3ヶ月分以上まとめて支払えば割引される。基本無料である分不正プレイヤーが多い。実装状況は現在、ネコ型種族のドラムなど先行するものもあるが、セカンドコスチュームがない他、メインエピソードでも日本より遅れ気味な傾向にある。
期間イベントは3種の各仕様サーバーに対して、独自のものを実装したり、同じものでも獲得アイテムが違うなど微妙に変更して実装したりされる模様。

### マレーシア/シンガポール (mRO)
管理運営は遊戯新幹線の現地法人（Gameflier.Sdn.Bhd）社。
展開しているワールドは月額課金のサーバー（SARA）が1つ、基本無料・アイテム課金のサーバー（PRONTERA）の計2つ。
接続数は無料サーバーが5500～6000、Gv時になると7000を越える。

### 台湾/香港 (twRO)
契約はSoft-World International社で、管理・運営は子会社である遊戯新幹線（英語名：Game Flier）。インターネットでチケットを購入すれば日本からでもプレイできる。
日本よりも9ヶ月遅れてオープンテストが始まり、日本よりも1ヶ月早く有料サービスへ移行した。
一時は総ワールド数が60を超え、同時接続者30万人を達成しているほどの人気だったが、2005年末からサーバ統合を行っており、2006年11月時点のワールド数が20程度、2009年時点の接続者数は2万人になり、プレイ料金は基本無料化されている。
不正者に対して積極的に対応している。アカウントの停止処置や不正者のリストを公開しているのが特徴。
2016年6月以降はグラビティ社直営となった。
同時接続者数は2023年現在も2万人前後を維持している。特に台湾において根強い人気がある。

### 中華人民共和国 (cnRO)
当初はSoft-World Internationalと契約していたが、中国でのプレイヤー数が思うように伸びなかったため盛大網路 (Shanda) に移管。それ以降も北京崑崙万維科技有限公司、KunlunGamesと何度も運営会社が移り変わり、2024年時点ではencentによって運営されている。
現在のユーザー数は各国のROサービスの中でもかなり多い部類。Tencent移管後は最高で人気ゲームランキング2位に入った事がある。2024年7月時点のアクティブユーザー数は22万人。

### タイ王国 (tRO)
管理・運営はAsiasoft社。初期3地域（日本・台湾・タイ）の中では最後発。
アルファテスト時代の英語サーバでは日本人に次いで多く見られたことから、初期の頃からタイ人には受けが良かったようである。こうした先人たちの口コミと現地サーバの稼働によりタイでの人気は更に上がり、オープンテストが行われていた当時あまりにも子供達が熱中することから、政府は深夜のゲームサーバーへの接続禁止や年齢制限などの規制を出した。同時期にネットカフェでゲーム内のいざこざから射殺事件が起きているので、これも規制の一因になっているようである。
台湾や中国と同様にタイでも2005年の中頃から接続者数が減少傾向にあり、2006年11月現在では日本とほとんど同じだったワールド数が半分以下に減少している。
2020年3月に一旦サービスを終了し、2020年5月にグラビティ社直営でサービスが再開された。それ以降は同時接続者数が10万人を超えるなど、かつての人気を取り戻している。

### フィリピン (pRO)　ブラジル(BRO)
管理・運営はLEVEL UP! GAMES社。BOTやRMTなどの不正行為に対してnProtect GameGuardの導入や獲得経験値倍率の底上げで対抗していたが効果が上がらず、2006年9月になって公式サイトにItem Auctionシステムを導入。
現在はBOTやRMTを許可したサーバと禁止したサーバとで分けて、チーターと一般プレイヤーの住み分けをして運営している。

### ヨーロッパ地域(euRO)
使用言語はドイツ語/英語/イタリア語/トルコ語2004年4月に正式サービスが開始されたが、2010年9月30日付で完全にサービスを終了すると9月1日に告知された。「Have fun on euRO - enjoy the last month!」と記載されている。しかしその後2012年サービスが再開された。

### サービスが終了した国
アメリカ/カナダ（旧：iRO）※英語のみ
「ラグナロク トランセンデンスは、本日午後 12 時 (PDT) にサーバーを閉鎖します。たくさんの思い出と楽しさをありがとう！ここで私たちの最後の手紙をご覧ください」と書かれている。2022年4月にサービス終了。
初日の接続者数はBOTを含めた数ではあるが3000人と、かつてのChaosサーバ並みであった。Chaosサーバは2022年4月現在600人前後
キャラクターデータは現行の国際サーバー(iRO1)に統合された。クラシックサーバーのキャラクターも通常サーバーに統合、システムの一本化が行われている。
オーストラリア/ニュージーランド（oRO）※多言語クライアント、オセアニアサーバと呼ばれる
基本的には英語だが日本語なども使える多言語クライアント
2004年12月に正式サービスが開始されたが、2007年3月2日午前10時をもってサービス終了。
キャラクターデータ等は国際サーバへ引き継がれた。
マレーシア/シンガポールRO （MRO）
十分な利益を出していないという理由で、マレーシア/シンガポールパブリッシャー「Gameflier」はグラビティ社との契約を更新をすることができずサービス終了を余儀なくされた。
2013年10月31日にサービス終了。データ転送は不可能。
フィリピンRO（pRO）
2003年9月からサービス開始をしていたレベルアップ！ゲームが「私たちの旅は今、その終わりに来ているようです」と終了することを発表。こちらに関しては国際サーバのGM「oda」が引き入れてくれると紹介している。2015年3月31日にサービス終了。
受け入れ先としてiRO国際サーバに「Thor」サーバが登場した。
インドネシアRO
インドネシアのLyto Gameがサービスを提供するインドネシア版ROは13年後の2016年12月12日にサービスを終了し、データはそのままGravindoが引き継ぎ、その後2019年5月には Gravindo から GRAVITY GAME LINK （Gravity70％出資）に運営を移行することが明らかになった。
タイRO
タイではElectronics Extreme Ltd.がGravity co Ltdとの契約を終了し、2月13日にすべての決済が閉鎖、2020年3月31日にその幕を閉じた。しかしそれから間もない2020年5月28日にグラビティ子会社のGravity Game Techの元でサービスを再開。サービス再開時には130万人が事前登録するなど復活に成功している。
フィリピンRO　pRO　ブラジルRO bRO
2015年、レベルアップゲームスは2015年3月31日にサービスを終了することを発表。「ラグナロク・オンラインが2015年3月31日にローカルPHサービスを終了するという悲惨なニュースを共有するのは難しいと感じています。もし他に選択肢があったら、私たちは前進し続けたかったでしょう。残念なことに、私たちの旅は終わりに近づいたようです。  この場を借りて、長年にわたりご支援を賜り、誠にありがとうございました。皆さん一人一人に仕えることは,わたしたちの大きな喜びであり,光栄なことでした。  2003年に発売されたROは、国内で最も人気のあるゲームの1つでした。マルチプレイヤーオンラインバトルアリーナ(MOBA)ゲームなど、同じジャンルの新しいゲームと新しいゲームの両方が出現したため、競争に追いつくのに苦労しました。2015年4月にまもなく、iRO移行プログラムにオプトインしたPHゲーマーのアカウントが転送される新しいサーバーを開設します。今後数日以内に、これに関する情報と最新情報を提供します。(移行サイトのURLは近日中に公開いたします。　Marami pong salamat sa inyong lahat（みなさん、ありがとうございました　という意味の現地語）」と延べられているが、国際サーバではThorのように新しいサーバを開設したというニュースはなく、代わりに「warpportal.ph」ドメインが warpportal.com ドメインに登録されている（詐欺の防止）。2018年、Gravity InteractiveはWarpPortalネットワークのブラジル支店を開設し、レベルアップからRagnarok Onlineのブラジル (bRO) サーバーの運用を引き継いだ。これにより、レベルアップゲームスのROサービスは終了した。国際サーバとページが似ているが独立しているため、アカウントは共有されていない。

## スタッフ
- グラビティ：制作・kRO運営・iRO運営
  - 金正律（キム・ジュンリュル、キム・ジュンユル、Kim Jung Ryool）：COO（2005年9月辞任）、ビルオーナー（2006年オフィス移転）
  - 金学規（キム・ハッキュ、Kim Hakkyu）：CEO（2002年3月辞任）、CTO、プログラム、2002年9月退社
  - Jung Byung Gong：サムスン、CEO
  - キム・ヒョングック：CEO（2005年3月辞任）
  - ユン・ウンジン：CEO（2005年10月辞任）
  - 柳日栄（リュ・イルヨン、Ryu Il Young）：会長兼CEO[9]/テクノブラッドCOO、COO、COO・CEO（単独代表）
  - Jonathan J. Lee：Meritz Securities、IRO、CFO
  - Park Yong ho：（ラグナロクオンライン2プロデューサー）
  - James Jinho Chang：
  - William Woojae Hahn：
  - Lee Kwang Suk：
  - シン・ジュンチョル（シンズンチォル）：企画チーム長
  - パク・ヨンウ（Park Young Woo）：企画、企画チームリーダー、RO2チームに移籍
  - アン・ジェファン：開発マネージャー、2004年末辞任
  - リー・ミンスー(イ・ミンス、Lee Min Soo)：企画、企画チームリーダー、プランニングマネージャー、RO2チームに移籍、2007年5月退社
  - ホン・サンキル（ホン・サンギル、Hong Sang Kil）：プログラムマネージャー、プロジェクトディレクター、Gravity開発本部長
  - Lim Hyuk：開発統括プロジェクトマネージャー
  - Chan Hwang Byoung：3Dグラフィクスディレクター
  - Kim Sahng-Sahng：3Dグラフィクスデザイナー
  - リー・ミョンモン：3Dグラフィックスデザイン開発マネージャー
  - Kim Che Yong：2Dスプライツ・ディレクター
  - チョン・デファン：2Dキャラクターマネージャー
  - DUGY：2Dドット
  - 河成燁 (blind) ：2Dドット
  - 梁薫鐸：Gravity開発1部プランナー
  - 田堯丞：Gravity開発1部プランナー
  - 新賢友：広報チーム長
  - Lim Hyeok：顧客支援チームリーダー
  - Kim Jung-Jeh：ウェブサイトプログラマー、ウィブサイト管理人、海外技術サポート部門チームリーダー
  - ヒャック (Hyack、Chae Jae Hyuck) ：jROベータローカライズ、翻訳、jROベータGM、企画、デザイン、開発
  - MemberX：jROベータGM、kROGM
  - Richard Yang：チーフマーケティングオフィサー
  - Kim Ji Won：マーケティング部門アシスタントマネージャー
  - Kris Na：国際マーケティング部門マネージャー
  - Yang il-du:海外事業本部 海外マーケティングマネージャー(2005年退社)
  - Akiko Nakatani:海外マーケティング部 アジアビジネスグループマネージャー
  - 村井康邦:グラヴィティエンタテイメント株式会社(日本法人)代表取締役
  - 山形泰之:グラビティエンタテイメント株式会社(日本法人)バックオフィス部課長
  - Soo Kyung Jhee:グラビティエンタテイメント株式会社(日本法人)課長
  - Peter Kang：iROマネージャー
  - Ree Kwon-il：iROメインクライアントプログラマー
  - Christy Kay：iROヘッドGM
- soundTeMP：音楽
- サムスン電子（三星電子）、サムスン物産（三星 , Samsung Corporation）：資本投資
- YNK KOREA、SunnyYNK：配給
- 公式イラスト
  - 李命進（イ・ミョンジン、リー・ミョウジン、Lee Myung-Jin）：原作、紹介漫画、原画、イラスト、企画
  - MONSTER GOGO（Beretta）：原作アシスタント (studio DTDS) 、イラスト、壁紙
  - YOYO：原作アシスタント (studio DTDS) 、イラスト
  - tearfish
  - SR
  - MILKTEA
  - Boya
  - LEONA
  - U-nyang
  - bibibic
- 日本
  - ガンホー・オンライン・エンターテイメント：jRO運営
    - 孫泰蔵：CEO
    - 森下一喜：COO
    - 北村佳紀（謎のプロデューサーK）：マーケティング部長兼ガンホーコリア取締役兼グラビティ共同COO、ラグナロク天国プロデュサー
    - 中西：グッズ企画・販売、プロンテラスクエア編集
    - 並木ジュン : マーケティング部マーケティングコミュニケーショングループPR担当
    - 堀誠一：GM (GM000.Sei、GM001.Sei) 、テクニカルディレクター、開発本部長 、テクニカルサービス部ゼネラルマネージャー
    - 廣瀬高志：GM、コンテンツ開発部制作プロデューサー（ローカライズ）、開発本部・第二開発部・一課課長
    - 島山主税（とりやまちから）：GMリーダー、コンテンツ管理、日本語化プロダクトマネージャー、コンテンツ開発部第二グループ（ヨーグルティング）に移籍
    - D.A：GM (GM003.DA)
    - 岩田容賢：GM (GM004.rock) 、コンテンツ開発部GMグループマネージャー、ECO開発チームに移籍
    - Ares：GM (GM006.Ares)
    - Shion：GM (GM007.Shion) 、2002年11月業務解任
    - 野呂彰：開発本部・第二開発部・一課所属
    - 大岸秀典：開発本部・第二開発部・一課所属

  - ジー・モード
    - 谷口敦：ラグナロクオンラインGAMESプロデューサー
    - 畠山裕次：ラグナロクオンラインGAMESディレクター

  - 日本メインイラストレーター
    - 雄一郎：イラスト、特典アイテムのイメージイラスト、プロンテラスクウェア4コマ漫画
    - にしだあつこ

  - ラグナロ娘（らぐなろこ）：キャンペーンガール
    - 乾曜子
    - 蔵野ありさ：2004年11月卒業。
    - 時田夏子：2003年10月加入、2003年11月末日に事務所をやめて芸能活動引退。
    - 七園未梨：2003年10月加入。

  - 社外関係者
    - 貞方祥 : SHOWMAN'S代表・プロデューサー
    - 土屋亜有子 : 台湾版RO/RO仙境伝説主題歌歌唱
    - 前川浩史 : 同人誌即売会RAG-FES主催者

## オマージュ
ゲーム内のNPCの名前や台詞などに、下に挙げた同じ開発元作品の他、アニメ作品・ゲーム作品・その他のホビーなどから付けられたと思われるものが登場する。
アークトゥルス
アークトゥルスはラグナロクオンラインの開発元であるグラビティ社が制作したゲームソフト。イズルードにアークトゥルスの主人公2人シズとマリアがNPCとして居る。
プロンテラ南の入り口付近にいるNPCネリュオッドがある人物に無理やり名前を変えさせられたという話を聞くことができる。これもオマージュで、エリュアードという人物が同じ名前の吟遊詩人の名前を無理やり「ネリュアード」に変えるイベントがアークトゥルスにもある。
魔法などにもアークトゥルス由来のものがある。3Dの背景に2Dのキャラクタを組み合わせるというラグナロクオンラインのヴィジュアル面での基幹となるシステムはここから流用されている。

## 関連作品

### サウンドトラック
- 『ラグナロク・オンライン オリジナル・サウンドトラック』（2006年4月23日 発売：デジキューブ）
  - ラグナロクオンラインの音楽の一部の曲を抜粋して収録したサウンドトラック。新規アカウント用10dayチケットとjROのクライアントCDが付属。
  - グラビティ社にゲーム用にエンコードする前の高音質の原音の提供を要請せずに、ガンホーが所持するクライアント用の22kHzのmp3データに編集をかけて作成されたため、音質は低いものになっていた。この件に関する問い合わせに対してデジキューブのウェブページ上で、ゲームクライアント用の音源を使ったことは制作者の意図によるものでユーザーに理解を求めるという弁明がなされた。
- 『The memory of Ragnarok』（2006年6月2日 発売：ガンホー・オンライン・エンターテイメント）
  - アレンジ曲11曲、原音リマスタリングの高音質なゲーム曲15曲、プロモーションアニメムービーの主題歌「You & I」を収録したCD2枚組の計27曲。
  - 付属物はライナーノートと、jROのゲーム内アイテム「音符のヘッドフォン」のチケット。
- 『ラグナロクオンライン コンプリート・サウンドトラック』(2009年8月26日発売)

### 音楽CD
- 『Ragnarok Online SoundTeMP Special Remix!!』(2002年3月26日発売)
  - SoundTeMPによるラグナロクオンラインの音楽のアレンジ曲を23曲と、ボーナストラックとしてプロモーションアニメムービーの主題歌「You & I」を加えた24曲を収録。
- 『永遠に…Love Forever』（2002年12月21日 発売：SHOWMAN'S）
  - 作詞：貞方祥 / 作曲・編曲：大久保薫 / 歌：土屋亜有子、大久保薫 / 中国語訳詞 Micky.H
  - 台湾のcRO（RO仙境伝説）の、歌詞が日本語のテーマソングを収録したシングルCD『守候永恒的愛』（2004年1月4日 発売:智冠科技）の日本発売版。中国語バージョンも収録。
- 『ソウルエッジボーイ/キモノジェットガール』（2006年7月19日発売）
  - ソウルエッジボーイが本作のイメージソング。
- 『神々の詩』（2008年11月26日発売）
  - サービス開始6周年を記念したイメージソング。
- 『冒険王 〜Across the Legendary kingdom〜』（2009年10月28日発売）
  - Ragnarok World Championship 2009のイメージソング。
- 『風をあつめて/Brave my heart』（2009年11月25日発売）
  - サービス開始7周年を記念した、女性4人による声優ユニットスフィアとのタイアップソング。
- 『What a beautiful world』（2010年4月21日発売）
  - Ragnarok Online Japan Championship 2010のイメージソング
- 『Parade!』（2012年10月24日発売）
  - Ragnarok World Championship 2012の日本代表応援ソング。

### コンピュータゲーム
ラグナロクTCG
オンライン向けトレーディングカードゲーム。製作は韓国グラビティ社。日本でもネットマーブルジャパンにより運営されていたが、2008年1月18日にサービス終了。
ラグナロクオンラインモバイル
自動生成ダンジョンを探索するアクションRPGであるカプラクエストと、それを元に作られた職業6クラスぶんのゲアクションRPG。kROと連動しており、ラグナロクモバイルでの所持金をkROに転送できるほか、ランキングによってkRO内でアイテムを獲得できる。
※日本語表記は東京ゲームショウ2004出展の際のものに、（）内はゲームタイトル画面の表示に、準拠して表記。
- カプラクエスト (RAGNAROK Kapla Quest) （2003年3月26日）
- マジシャン編 (RAGNAROK MOBILE EPISODE I) （2004年）
- マーチャント編 (RAGNAROK MOBILE MERCHANT) （2004年12月）
- シーフ編 (RAGNAROK MOBILE THIEF) （2005年4月1日）
- ソードマン編 (RAGNAROK MOBILE SwordmaN) （2005年7月1日）
- アコライト編 (RAGNAROK MOBILE ACOLYTE) （2005年8月26日）
- アーチャー編 (RAGNAROK MOBILE Archer) （2005年10月27日）
- 『MonsterFarm』 （2005年5月20日）
  - モンスターを飼育するアクションRPG。主人公はスーパーノービス。

- 『RAGNAROK TACTICS RAGNAROKMOBILE』 （2005年11月1日）
  - 3Dキャラのユニットを動かすシミュレーションRPG。

- 『RAGNAROK PUZZLING』（2006年1月26日）
  - 女プリーストとポリンを題材にしたパズルゲーム。

ラグナロクオンラインGAMES
日本の携帯電話向けサービス。2007年6月1日正式サービス開始、2013年2月28日終了。運営はジー・モード。ゲーム内で入手したメダルをjRO用のアイテムと交換できる。
- ラグナロクオンライン カプラクエスト
  - RPG。ラグナロクモバイルの同名のゲームとはシステムも内容も別。キャラクターデザインは雄一郎。

- コモドカジノ
- ラグナロクオンライン麻雀
- モンスターバキューン
- ラグナロクオンライン ユイリィの道（2008年1月29日 ）
- ラグナロクオンライン アルナスの旅（2008年12月17日 ）
  - 日本の携帯電話用のライトノベル形式のアドベンチャーゲーム。

- ラグナロクオンラインサーガ ソードマンと封印の宝剣（2008年10月2日）
- ラグナロクオンラインサーガ シーフと禁断の秘術（2009年7月1日）
  - 日本の携帯電話用のRPG。

- ラグナロクオンライン カードバトル（2008年12月4日）
  - 日本の携帯電話用のカードバトル。PC本編でおなじみの人気イラストレーター達による描き下ろしイラストを使用。

- ラグナロクオンライン モンスターブリーダー（2009年3月17日）
  - 日本の携帯電話用のモンスター育成ゲーム。

- ラグガチャ

ラグナロクオンライン Mobile Story（2010年3月8日）
ケータイ オンラインRPG。フィーチャーフォン以外にAndroidのキャリアに2012年より対応している。
2016年12月27日にサービスを終了。2017年2月28日に公式サイトとサポートを終了。
ラグナロクオンラインVIOLET（2011年4月14日）
iPhone/iPod touch/iPad 向けのアクションRPGのアプリ。パソコン版オンラインRPG『ラグナロクオンライン』の世界観やシステムをベースに開発。
みんなのRPG -ラグナロクオンライン外伝-（2011年5月26日）
Mobage用リアルタイムおしゃべりRPG。キャリアはau（Ezweb）のみに公開。
ラグナロクオンラインDS
ニンテンドーDS用ソフト。2008年12月18日発売。Wi-Fi通信対応。
内容はアクションRPG。PC版との連動要素もある。
通常版と初回限定版があり、初回限定版には特典としてjRO用のアイテムチケットなどが付属。
ラグナロクオンライン ギルドマスターズ
ブラウザゲーム。2011年10月27日正式サービス開始。
内容はプレイヤーが三国に分かれて異世界を攻略するリアルタイムストラテジー。ゲーム内で入手した魔石をjRO用のアイテムと交換できる。
ラグナロク 〜光と闇の皇女〜
PlayStation Portable用ソフト。2011年10月27日発売。
内容はシミュレーションRPG。PC版との連動要素もある。
通常版とプレミアムボックス（初回限定版）があり、プレミアムボックスにはjRO用のアイテムチケットなどが付属。
ラグナロクオデッセイ
PlayStation Vita用ソフト。2012年2月2日発売。アドホック通信対応、アップデートでオンライン通信にも対応。
内容はハンティングアクションゲーム。PC版との連動要素もある。
ラグナロクオデッセイ エース
PlayStation Vita用ソフト。2013年8月29日発売。アドホック通信とオンライン通信に対応。
上述のソフトに多数の追加・変更要素を施した作品。前作のデータの一部を引き継げるが、シナリオは最初からのプレイになる。早期購入特典としてPC版で使えるアイテムコードが付属している。
2014年7月10日にはPlayStation 3版が発売された（ダウンロード販売のみ）。PS Vita版とのクロスプレイ・クロスセーブに対応している。
ラグナロク マスターズ
iOS、Android向けアプリ。2019年6月5日より日本国内でサービス開始。
ラグナロクオンラインと世界観を共有しており、職業や装備、モンスター、カードシステムなど本作と共通のシステムを取り込んだうえで様々な独自要素が盛り込まれている。また既存のシステムに関してもノービスやサモナーに3次職・4次職が存在するなど、本作とは異なる進化を遂げている。
ラグナロク オリジン
iOS、Android向けアプリ。2021年6月28日より日本国内でサービス開始。
ラグナロク X NEXT DIMENSION
iOS、Android向けアプリ。2024年9月3日より日本国内で事前登録受付開始。

### 小説
ラグナロクオンライン 旅立ちのアコライト
2004年7月20日発売：エンターブレイン、著：貝花大介 / イラストMONSTER GOGO
一部がjRO公式ページに連載されていた。

### 漫画
公式メールマガジンに掲載されたものとして『ラグナロクオンライン メルマガ4コマ劇場』がある。
またアンソロジーコミックとして、ラグナロク4コマKINGDOM（双葉社）、ラグナロクオンラインコミックアンソロジー（スタジオDNA）、ラグナロクオンラインアンソロジーコミック（エンターブレイン）、ラグナロクオンライン 4コママンガ笑スタジアム（宙出版）などがある。ほか日本の作家と韓国の作家がコラボレーションしたアンソロジーも登場している。
ラグナロクオンライン アコさんに気をつけろ!、ラグナロクオンライン 今日はなにする?、ラグナロクオンライン それいけ冒険者たち!
いずれも4コマKINGDOMで連載。
魔法使いになる方法
2002年にサークル「仙弾」が同人誌として発表後、『ラグナロクオンラインアンソロジーコミック』シリーズで連載され、単行本が刊行。ストーリー漫画で、一部4コマ漫画。
- おこさまランチ『ラグナロクオンライン となりの魔法使い』エンターブレイン〈マジキューコミックス〉、全3巻
  1. 10月12日初版発行（2005年9月30日発売）、ISBN 4-75-772453-5
  2. 2月10日初版発行（2006年1月30日発売）、ISBN 4-75-772608-2
  3. 6月10日初版発行（2006年5月25日発売）、ISBN 4-75-772851-4

- おこさまランチ『ラグナロクオンライン プリさんの秘密日記』双葉社〈アクションコミックス〉、2007年8月28日第1刷発行（2007年7月28日発売）、ISBN 978-4-575-94115-9

### ラジオ番組
『ラグナロクオンライン THE RADIO』は2004年4月6日から同年9月21日までAM 文化放送で毎週火曜 25:00 - 25:30、BSQR489で4月12日より毎週月曜 21:00 - 21:30 の間に放送されたラジオ番組。丁度このラジオを聴き終わった後、アニメの放送が始まるようになっていた。パーソナリティは桃井はること森永理科。アシスタントにガンホー広報のこっすぃ～とラグナロ娘の乾曜子。
番組中、ガンホーの社員であるこっすぃ～がゲーム情報を教えるコーナーがあったが、間違った情報を毎週ラジオで公開しリスナー、ユーザーから顰蹙を買い、8月17日付の放送以後降板された。
| 文化放送 火曜25:00枠 | 文化放送 火曜25:00枠           | 文化放送 火曜25:00枠        |
| 前番組               | 番組名                         | 次番組                      |
| -------------------- | ------------------------------ | --------------------------- |
| ゆめりあ夢気分R-side | ラグナロクオンライン THE RADIO | PONY CANYON STYLE まるなび? |

### その他
- ラジオCD 『ラグナロクパーティー Access.1』
  - ウェブラジオ放送をmp3で収録。
- ラグナロクオンラインカードゲーム
- ラグナロクオンラインひみつギルド（ガンホーちゃんねる）

## 二次創作
日本、韓国で同人ジャンルとして多くの本、及び作家が出ており、日本に於いては、そのドット絵、キャラクターに注目してサイト上などで作品を発表した同人作家も多く、それを見た人間がさらにゲームをプレイするという現象も起きた。
日本版「ラグナロクオンライン」に関する全てのコンテンツ（プログラム、画像、テキスト、BGMなど）の著作権は、運営元であるガンホー社と開発元であるグラビティ社によって管理されており、日本語版の二次創作に対する対応はガンホー社によりガイドラインが定められ、これにのっとって絵、小説、音楽、ゲームなどの同人活動・創作活動を行うことが可能である。
日本においてはαからβ2時代にかけて同人誌即売会イベント「RAG-FES」が開催されたことで、二次創作活動に火が付き人気の足がかりとなり、本来ユーザー主導である同イベントに開発会社と運営会社が出展するという前代未聞的な出来事があったことが根底にある。この際実際のゲームのタイトル画面で「RAG-FES」の宣伝画像に差し換わったことがあり、ユーザーの間で物議を醸した。なおこの画像は、ユーザーの猛反発により僅か数時間で元のタイトル画像に戻されている。これは、プレイヤーから「そんな物に力を入れるよりもBOT問題やゲームサーバの不調をどうにかしろ」、「同人誌即売会はアダルト本も多く売っており、多くの子供もこのゲームをやっているのにそのような如何わしいイベントの宣伝をしても良いのか」等の苦情があまりにも多く出たため。しかしそのような経緯があったことからか、現在は年に1度行われているラグナロクの公式オフラインイベントであるRJCやそれに準じる公式イベントの開催日は同会場で「RAG-FES」が併催されるのが通例となっている。なお「RAG-FES」自体は同人誌即売会であるため、基本はユーザー側の単独開催であり現在も年に数回行われている。
その後は商業アンソロジーなどに発展し、後述の「ラグナロクバトルオフライン」製作、オフィシャルコンパニオン「ラグナロ娘」が登場した。

### ラグナロクバトルオフライン
ラグナロクバトルオフライン（略称はRBO）とは、同人ソフトサークル、フランスパンと春風亭工房が製作した横スクロールアクションゲームである。
このゲームは、通常の同人によるゲームと異なり、南向春風（春風亭工房）制作のフラッシュムービー「ラグナロクバトルオンライン」が話題となり、その反響を受けてグラビティ社が製作を依頼、同人ゲームでありながらもグラビティ社の協力を受けている特殊なケースとなっている。
当初はフラッシュムービーのタイトルのまま「オンライン」と銘打っていたものの、技術的な問題からオンラインプレイに対応しないことになったため、「オフライン」と名乗ることになった。
ゲーム内の著名プレイヤーが背景キャラクターとして登場しており、ゲーム中でよく見かける光景（BOT、トレイン、溜め込み、横殴り、通報しましたなど）、ガンホーの蔑称をネタにした背景キャラクターのチャットなどプレイしたことのあるユーザーをニヤリとさせるなどブラックジョークに溢れている。
バランス調整、レベル上限上昇、アリーナモード追加、ステージ追加などの拡張ディスクが出ている。
- 『RAGNAROK BATTLE OFFLINE Extra Scenario Vol.1』
  - RBO追加ディスク第1弾。
- 『RAGNAROK BATTLE OFFLINE Extra Scenario Vol.2』
  - RBO追加ディスク第2弾。通称ピラミッドRBO。
- 『RAGNAROK BATTLE OFFLINE Extra Scenario Vol.3』
  - RBO追加ディスク第3弾。通称戦国RBO。このディスクでRBOの一連の製作は終了としている。

韓国では製作を依頼したグラビティ社を販売元として「RAGNAROK BATTLE」というタイトルでパッケージ販売、また海外の一部地域（台湾・タイ・インドネシア・マレーシア）では現地代理店を通してパッケージ販売されている。
詳しくはフランスパンの項目を参照のこと。